# ミュンスター
ミュンスター (ドイツ語: Münster, [ˈmʏnstɐ] ( 音声ファイル), ヴェストファーレン方言: Mönster, オランダ語: Munster, フランス語: Múnster, 古ザクセン語: Mimigernaford, ラテン語: Monasterium) は、ドイツ連邦共和国ノルトライン＝ヴェストファーレン州ミュンスター行政管区に属する郡独立市である。ミュンスターは同名の行政管区の本部所在地である。1815年から1946年までミュンスターは当時のプロイセン王国ヴェストファーレン州の州都であった。この街は、ドルトムントとオスナブリュックとの間、ミュンスターラントの中心のミュンステルシェ・アー川沿いに位置している。この街は、ドイツで20番目に大きな都市であり、ノルトライン＝ヴェストファーレン州の上級中心都市の1つである。
ミュンスターは1915年から公式に「大都市」に分類された。この街の人口は2014年に初めて30万人を超えた。2023年12月31日現在の人口は322,904人である。ミュンスターには約 56,500人の学生がおり、ドイツの10大大学都市の1つに数えられている。
ミュンスターはサービス業と行政の都市と見なされており、多くの大学が本部を置いている。また、重要な裁判所やノルトライン＝ヴェストファーレン州の行政機関がミュンスターにある。例えば、ノルトライン＝ヴェストファーレン州憲法裁判所やノルトライン＝ヴェストファーレン州上級行政裁判所などである。このかつてのヴェストファーレン州の州都は現在、ヴェストファーレン＝リッペ地域連合の本部所在地となっている。
ミュンスターはカトリックの司教座都市でもある。799年に教皇レオ3世がカール大帝と会談し、ミュンスター司教区とオスナブリュック、ミンデン、パーダーボルンの各司教区を創設した。805年にケルン大聖堂の聖ルドガーが初代ミュンスター司教に着座した。2009年からフェリックス・ゲンがミュンスター司教の地位に就いている。
ミュンスターは自転車都市として、また第二次世界大戦後に一部が復元された歴史的旧市街で知られている。

## 地理

### 位置
ミュンスターは、ミュンステルシェ・アー川沿いに位置している。この川はミュンスターの南 15 km の地点でエムス川に合流する。この川の砂 - ロームの堆積物によって覆われたヴェストファーレン盆地の中に散村や人里離れた農場が点在する地形がミュンスターラントである。ザーレ氷期のミュンスターラント砂礫列の堆積物が市の中心を南北に通っている。最高地点はフォアベルクス・ヒューゲル自然保護地区のフォアベルクスヒューゲルで海抜 98.8 m、最低地点は市域北部のエムス川沿いにある海抜 38.6 m の地点である。ミュンスター内市街は、市庁舎前のプリンツィパルマルクトでの測定値で海抜 60 m である。
オランダのエンスヘデからは約 65 km 離れている。この他の近隣の大都市は、北約 44 km にオスナブリュック、南約 34 km にハム、南約 61 km にドルトムント、東約 62 km にビーレフェルトがある。
ミュンスターは、ドイツに42ある人口密集地の1つであり、ドイツで最も広い市の1つである。実際は、1975年に合併した農村地区を含んでおり、住宅地は疎らである。市域の半分近くは農業に利用されており、人口密度は約1,000人/km2 と比較的低い。
この街は、人口が同規模の他の街に比べて低い建物が多く、このため建て込んだ市街地の面積は比較的広くなっている。これは一戸建てや大きな邸宅の比率が大きく、賃貸住宅の大部分が3階建てから4階建てであることによる。これに対して高層ビルは希であり、団地や超高層ビルはミュンスターにはない。他のドイツの都市と比べて、建物の多くがレンガ造りであることや大部分が庇側ではなく破風側を道路に向けた造りであることが目立つ。しかし歴史的中心街周辺のいくつかの地区では1平方キロメートルあたり15,000人に達する高い人口密度を示す（2016年12月31日現在）。住宅地域だけで計算した人口密度は約 2,890人/km2 である。
市の総面積 303.28 km2 は、住宅地/空き地/産業用地 61.01 km2、レジャー用地 13.76 km2、交通用地 27.16 km2、農業用地 135.97 km2、森林 53.98 km2、水域 8.19 km2、その他の用地 3.21 km2 に分類される（2015年12月31日現在）。市の周囲の長さは 108 km、南北の幅は 24.4 km、東西の幅は 20.6 km である。
市域北部のリーゼルフェルダー・ミュンスター湿地は1983年にラムサール条約登録地となった。

### 気候
ミュンスターは雨が多いとされており、この街ではしばしば「雨が降るか、鐘が鳴るか。どっちもだったら日曜日」という言い方がされる。実際には年間降水量は約 782 mm（1981年から2010年の平均値）で、ドイツの平均値とほぼ同じである。とはいえ、ミュンスターは雨の多い街である。それは降水量の値ではなく、降水日数が多い（平均で年間190日）ことによる。この中には小雨の日も含まれる。ミュンスターラントの方言には、小降りで長時間降る雨を「マイメルン」(Meimeln) という特別な言葉で呼ぶ。年間平均気温は 9.8 ℃、年間日照時間は約1580時間である。年間日照時間に関しては、南ドイツや東ドイツの都市に比べるとミュンスターは短い。ミュンスターの冬はドイツ連邦全体と比較して比較的穏やかで、雪も少ない。夏の気温は連邦平均並みである。
1日の降水量の最高値は2014年7月28日に記録された。メテオグループのアーゼー/ツォー測候所は122.2 mm を報告し、州環境局の中央汚水処理場の測候所は7時間で 292 mm を観測した。この記録的降水は、市の全域や隣のグレーヴェンにひどい洪水をもたらした。
| ミュンスター市の気候   | ミュンスター市の気候 | ミュンスター市の気候 | ミュンスター市の気候 | ミュンスター市の気候 | ミュンスター市の気候 | ミュンスター市の気候 | ミュンスター市の気候 | ミュンスター市の気候 | ミュンスター市の気候 | ミュンスター市の気候 | ミュンスター市の気候 | ミュンスター市の気候 | ミュンスター市の気候 |
| 月                     | 1月                  | 2月                  | 3月                  | 4月                  | 5月                  | 6月                  | 7月                  | 8月                  | 9月                  | 10月                 | 11月                 | 12月                 | 年                   |
| ---------------------- | -------------------- | -------------------- | -------------------- | -------------------- | -------------------- | -------------------- | -------------------- | -------------------- | -------------------- | -------------------- | -------------------- | -------------------- | -------------------- |
| 平均最高気温 °C （°F） | 3.9 (39)             | 5.1 (41.2)           | 8.5 (47.3)           | 12.7 (54.9)          | 17.5 (63.5)          | 20.4 (68.7)          | 21.9 (71.4)          | 22.0 (71.6)          | 18.7 (65.7)          | 14.3 (57.7)          | 8.3 (46.9)           | 5.0 (41)             | 13.19 (55.74)        |
| 平均最低気温 °C （°F） | −0.7 (30.7)          | −0.5 (31.1)          | 1.7 (35.1)           | 4.1 (39.4)           | 8.1 (46.6)           | 11.0 (51.8)          | 12.6 (54.7)          | 12.5 (54.5)          | 10.1 (50.2)          | 6.9 (44.4)           | 3 (37)               | 0.5 (32.9)           | 5.78 (42.37)         |
| 降水量 mm （inch）     | 67 (2.64)            | 48 (1.89)            | 60 (2.36)            | 51 (2.01)            | 63 (2.48)            | 74 (2.91)            | 67 (2.64)            | 65 (2.56)            | 63 (2.48)            | 54 (2.13)            | 70 (2.76)            | 77 (3.03)            | 759 (29.89)          |
| 平均降雨日数           | 19                   | 16                   | 14                   | 15                   | 12                   | 13                   | 16                   | 16                   | 15                   | 16                   | 18                   | 18                   | 188                  |
| % 湿度                 | 85                   | 81                   | 78                   | 73                   | 73                   | 70                   | 73                   | 74                   | 75                   | 80                   | 85                   | 86                   | 77.8                 |
| 平均日照時間           | 1.5                  | 2.5                  | 3.5                  | 5.1                  | 6.6                  | 6.3                  | 6.3                  | 6.3                  | 4.5                  | 2.6                  | 1.8                  | 1.3                  | 4.02                 |
| 出典：WetterKontor     |                      |                      |                      |                      |                      |                      |                      |                      |                      |                      |                      |                      |                      |

### 隣接する市町村と郡
ミュンスター市は、北西から時計回りに以下の市町村と境を接している: アルテンベルゲ、グレーヴェン（ともにシュタインフルト郡）、テルクテ、エーヴァースヴィンケル、ゼンデンホルスト、ドレンシュタインフルト（以上、ヴァーレンドルフ郡）、アッシェベルク、ゼンデン、ハーヴィクスベック（以上、コースフェルト郡）。

### 市の構成
ミュンスターの市域は、市の基本条例 §1 によれば、ミッテ（中央）、ノルト（北）、オスト（東）、ヴェスト（西）、ジュート＝オスト（南東）、ヒルトルプの6つの都市管区 (ドイツ語: Stadtbezirke) で構成されている。各管区には、管区住民の直接選挙で選出される19人からなる管区委員 (ドイツ語: Bezirksvertretung) がそれぞれある。管区委員の代表者が管区長 (ドイツ語:  Bezirksbürgermeister) である。いくつかの都市管区は基本条例に従って居住区 (ドイツ語: Wohnbereiche) に細分される。これが公的な体系であるが、実際には使われていない。この替わりに、居住区の同義語として市区 (ドイツ語: Stadtteil) の概念が用いられている。統計目的には、居住区はさらに細分され、45の統計地区に分割される。
以下にミュンスター市の基本条例に基づく都市管区とそれに含まれる居住区および居住地 (ドイツ語: Wohnplatz) を列記する。これらは条例で定められた公的な概念であり、一部の呼び名は習慣的な呼び名と異なっている。
- ミッテ:
  - ケルンベライヒ
- ノルト:
  - コールデ
  - キンダーハウス
  - シュプラーケル（ザントルプを含む）
- オスト:

ミュンスター管区図

  - ゲルマー（ギットルプ農場、マリエンドルフ地区、ズートミューレ地区を含む）[16]
  - ハンドルフ（カーゼヴィンケル、クロイツバッハ、レール、ドルバウム、エムス左岸のフェルト、ヴェルゼを含む）
  - マウリッツ＝オストおよびモントシュトラーセ（有名な聖マルリッツ教会を含む）
- ヴェスト:
  - アルバハテン
  - ギーヴェンベック
  - メクレンベック
  - ニーンベルゲ（ヘーガー、ショーネンベック、ウーレンブロックを含む）
  - ロクセル（アルテンロクセル、オーバーオルトを含む）
  - ゼントルパー・ヘーエ
- ジュート＝オスト:
  - アンゲルモッデ（ホーフカンプを含む）
  - グレメンドルフ（ロッデンハイデを含む）
  - ヴォルベック
- ヒルトルプ:
  - アーメルスビューレン（ズートホフ、レーヴェリングロー、ヴィルブレニングを含む）
  - ベルク・フィデル
  - ヒルトルプ

本市の中核部は、歴史的に成立していった街区 (ドイツ語: Stadtviertel) に分けられる。こうした街区の境界は、しばしば精確に定義されていない。街区には以下のものがある: アーゼーシュタット、エルフォ街、ガイスト街、ハンザ街、ヘルツ＝イェズ街、クロイツ街、クー街、マルリッツ街、プルッゲンドルフ、ルンプホルスト、ジュート街、ウッペンベルク、ツェントラル・ノルト。他の5つの管区の市区は、大部分がミュンスターに統合するまでは独立した市町村であった。

## 歴史

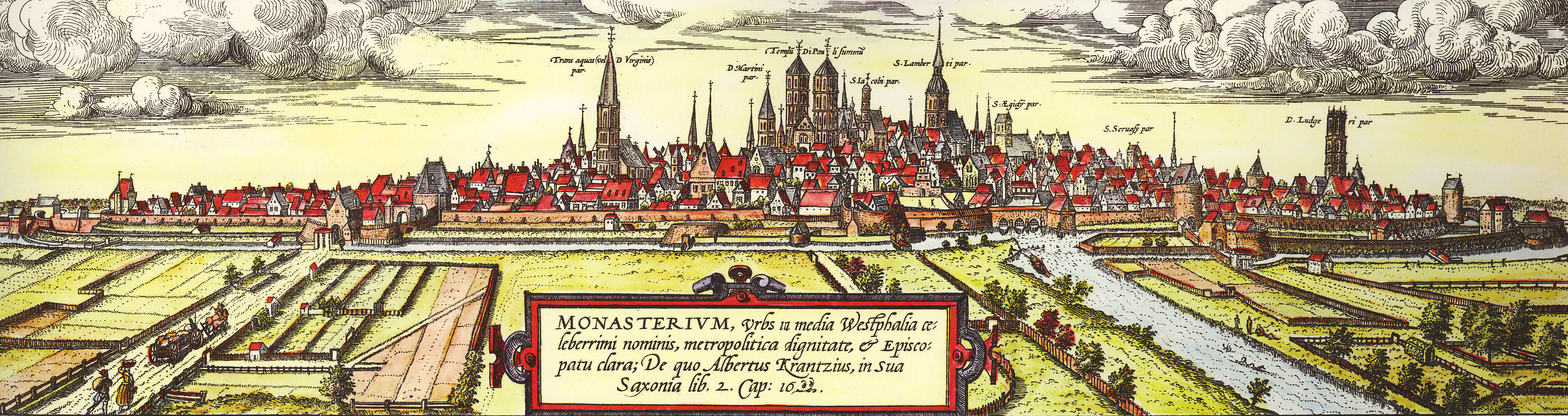
1572年から1618年頃のミュンスター

### 市史
おそらく6世紀以降、現在のドーム広場（聖堂広場）付近にザクセン人の小さな入植地ミミゲルナフォルド（Mimigernaford）があった。793年にフリース人宣教師ルドガーが、ミュンステルシェ・アー川の徒渉地近くに修道院 (ラテン語: monasterium) を創設した。これがこの地に発展した都市の名前の由来となった。805年に彼はミュンスター司教に任命され、最初の聖堂建設に携わった。
発展し、増加した人口を背景に、ミュンスターは1170年に都市権を得た。この頃に都市防衛施設の建設が行われた。市壁は、長さ約 4 km で、103 haの市域を取り囲み10個の門を構えた。14世紀半ばにさらなる防衛施設によって強化された。この当時のミュンスターは、ヴェストファーレンで最も広い都市であった。都市の行政機構においては、中世後期にライシャフト (ドイツ語: Leischaft) が、市参事会の選挙を行う Kurherr を指名するという重要な役割を担った。この被選挙権は1458年までは、庶民が「エルプメナー」(ドイツ語: Erbmänner= freier erbe「自由な相続人」（Jacob und Wilhelm Grimm）あるいは = der besitzer eines erblehens「世襲封土所有者」（Benecke / Müller / Zarncke）；ラテン語: viri hereditarii ) と呼ぶ都市貴族が独占していた。ビショピンク家、ドロステ・ツー・ヒュルスホフ家、ケルッケリンク家といったエルプメナーの一族が、市参事会（1454年以降24人で構成）、市長、司教領主領の裁判官に就任した。エルプメナーは、司教領主領の行政、領邦議会、さらにはハンザ会議におけるミュンスター代表でもあった。ミュンスター司教領では1257年に「司教であるランデスヘルに対抗してそれぞれの権利を防衛するために、司教座聖堂参事会と都市ミュンスターの連合が成立した」。そして司教領における都市ミュンスターの、他の諸都市に対する優位性は長く続いた。都市ミュンスターは領域の経済的中心地であり、ハンザの遠隔貿易の拠点としても栄えた。Leinwand（亜麻布・綿布）とビールが商取引に重要な当地の産物であり、中継貿易の商品としては牛が特に重要であった。15世紀末には17のギルドが存在した。15世紀の人口は「一万の数を辛うじて越えた」。
1358年から1454年まではハンザ同盟の会員として、1494年以降はその盟主都市として、ミュンスターはヴェストファーレンで極めて重要な都市となった。これはたとえばプリンツィパルマルクトという市場の名前にも表れている。この市場は当時の代表的な商人が建設し、第二次世界大戦で大部分が破壊された後、何度も簡素化されつつ再建された。

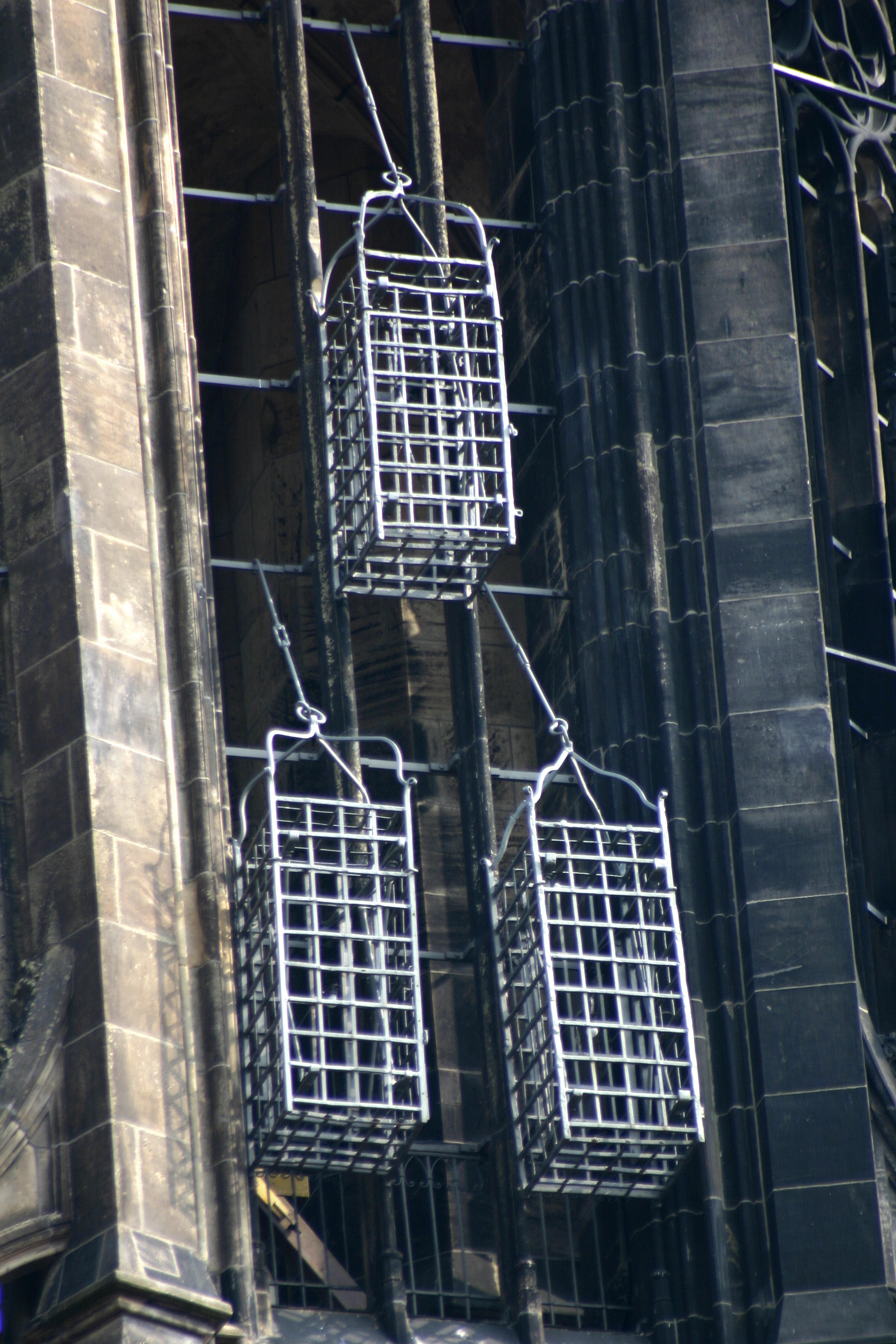
聖ラムベルティ教会に吊り下げられている「籠」

1534年にミュンスター再洗礼派の反乱というドラマティックなエピソードが起こった。それは1534年9月、ヤン・ファン・ライデンが自ら王と称し、ツィーオン王国成立を宣言したことでピークに達した。しかしこの王国は1535年6月24日までしか維持できず、フランツ・フォン・ヴァルデック司教軍がこの街を占領した。拷問され、処刑された再洗礼派主導者は、その後見せしめのために3つの鉄製の籠 (ドイツ語: Körbe) に入れられラムベルティ教会に吊り下げられた。この籠の実物は1535年からずっと同じ場所に吊されている。これらはしばしば誤って「檻」(ドイツ語: Käfig) と呼ばれる。その原因は、18世紀末以降の「再洗礼派」支配に対して否定的な考えを持った外国からの文筆家や訪問者の報告や、洗礼派統治に関するラテン語手稿の誤訳に基づくものである。

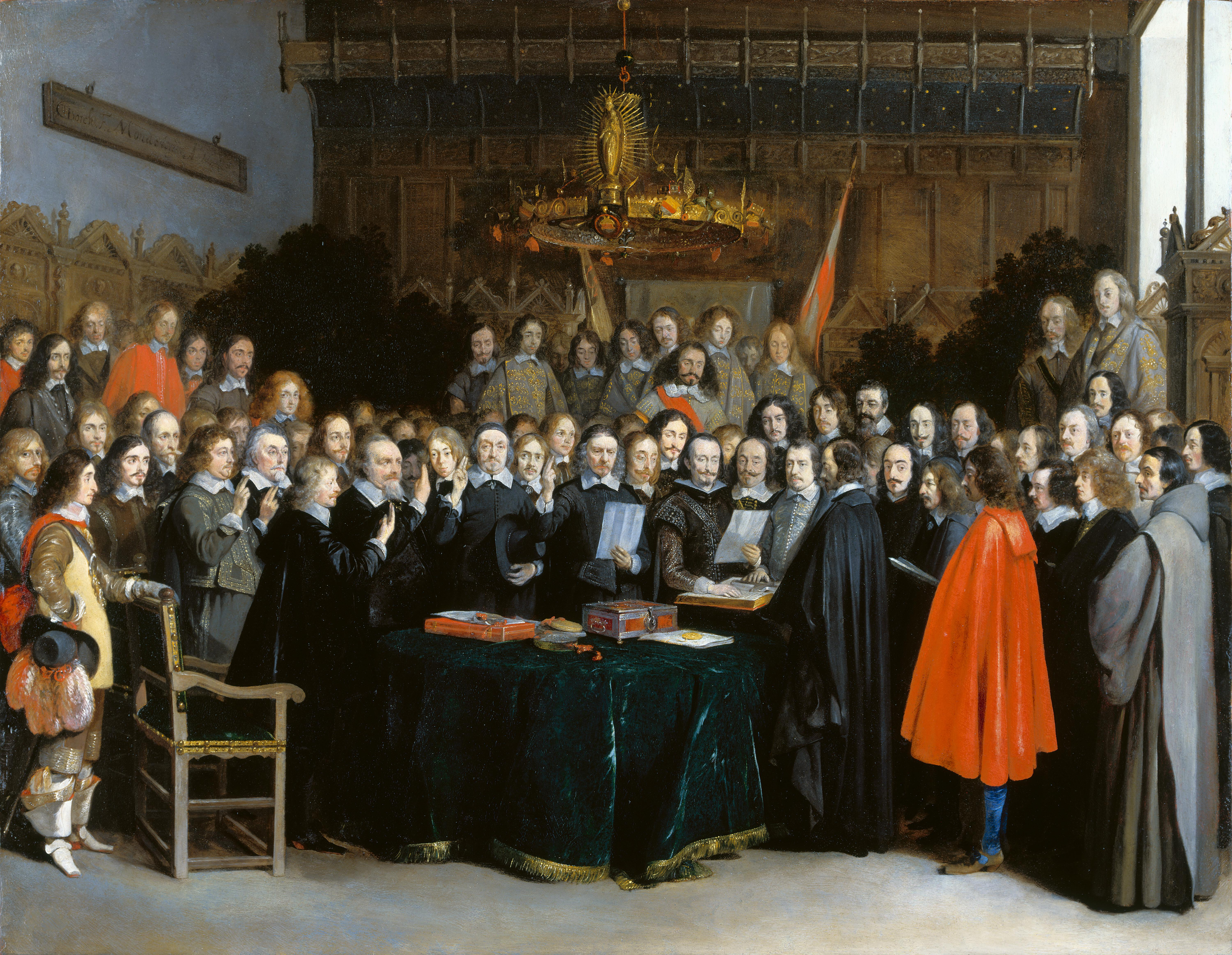
ヴェストファーレン条約の批准

1648年、ミュンスターとオスナブリュックでヨーロッパレベルの事件が起きた。ヴェストファーレン条約が締結され、これにより三十年戦争と八十年戦争が終結した。「ヴェストファーレン条約ゆかりの場所」としてミュンスターの市庁舎はオスナブリュックのそれとともに2015年半ばに欧州評議会から欧州文化遺産ラベルを授けられた。
同じく1648年頃に都市の独立に関する闘争がピークに達した。この闘争は。ミュンスターが自由帝国都市に昇格する試案で最高潮に達した。しかしこれにより市民たちと教会兼領主との衝突は不可避となった。これは司教領主クリストフ・ベルンハルト・フォン・ガーレンとの対立を招き、司教は1661年に8か月にわたってこの街を包囲して降伏させると、一時的にすべての権利を剥奪した。
最後の司教領主が1801年に亡くなると、その1年後にプロイセンの将軍ゲプハルト・レベレヒト・フォン・ブリュッヘルがこの街を占領した。この措置は1803年に帝国代表者会議主要決議によって正当性が認められたが、1806年にはナポレオン軍に奪取され、占領された。1807年にティルジット講和条約での取り決めに基づき、この街の周辺は1808年にベルク大公国の一部となった。ミュンスターはエムス県の主邑となった。1811年にはこの地域はフランスに割譲された。ミュンスターはハンザ県に属し、フランス帝国の一部となった。1813年、フランス人はプロイセンとロシアの軍隊によってこの街から放逐された。ウィーン会議によるヨーロッパ新体制以降、ミュンスターは1815年から公式にプロイセン王国の一部となり、新たに創設されたヴェストファーレン州の州都となった。
19世紀後半の経済興隆と、小さな周辺町村を合併したことで、1915年には人口が10万人を記録し、ミュンスターは大都市となった。第一次世界大戦終戦時には、首都ベルリンと同様に、1918年11月9日にノイプラッツ（新広場）で共和国宣言がなされた。その後すぐに組織された兵士レーテは数ヶ月後の1919年2月にオスカー・フォン・ヴァッター将軍によって武装解除された。

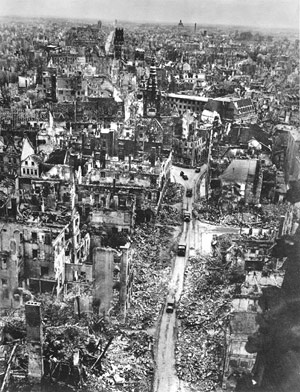
第二次世界大戦で破壊されたミュンスター中心部（プリンツィパルマルクト）

国家社会主義の時代、ミュンスターはガウ「ヴェストファーレン北」の行政機関および秩序警察の本部所在地であった。秩序警察は、約20万人の「秩序警察官」を擁しており、ユダヤ人、ロマ、ホモセクシャルやその他のグループに対する集団殺害の任務を担っていた。国家社会主義に抵抗した傑出した人物がクレメンス・アウグスト・グラーフ・フォン・ガーレンである。彼は、カトリックの機関やゲシュタポの横暴、国家社会主義者の非人道的な安楽死プログラム（T4作戦）に対する抵抗運動で市やミュンスター司教区という境界を越えて知られており、「ミュンスターのライオン」というニックネームがつけられた。ミュンスターは第二次世界大戦で最も甚大な被害を受けた都市の1つであった。モラル＝ボンビング作戦に基づくイギリス軍の爆撃によって、旧市街の約 91 % 、全市の 63 % が破壊された。他のドイツの大都市とは異なり、住民の強い要望で、1950年代に、戦前の状態とよく似た歴史的旧市街が一部再現された。
1990年6月18日、西ドイツ外相のハンス＝ディートリヒ・ゲンシャーとソビエト連邦外相のエドゥアルド・シュワルナゼがミュンスターの歴史的市庁舎で、2プラス4条約の準備のために面談し、ドイツ再統一への道を切り開いた。ミュンスターの人々はプリンツィパルマルクトで政治家たちを心から歓待し、シュワルナゼを感動させた。
2014年7月末、ミュンスターとその周辺に、過去最も激しい雷雨を含む悪天候が到来した。特に7月28日と29日には激しい雷雨が何度も相次いでこの地域を通っていった。ミュンスターでの降水量は100年間で最多であった。州環境局の測候所では、7時間に 292 mm の降水量を観測した。この地域の7月の平均月間降水量は約 69 mm である。無数の道路や地下室が水没し、水で満たされた地下室で1名が死亡した。ミュンスター市は市内の建物および社会資本を合わせて1500万から2000万ユーロの損害を被った。

### 市町村合併
1816年のこの街の面積は 1.89 km2、人口密度 7,983人/km2 で、ヴェストファーレンで最も人口密度の高い街であった。中世都市から近代的大都市への過程でこの街は多くの合併を経験している。
| 日付          | 合併地域 | 面積 (km2) |
| ------------- | --- | ---------- |
| 1875年1月1日  | ラムベルティ、ザンクト・マウリッツ、ユーバーヴァッサーのそれぞれ一部 おおむね内市街リンクの地域、クロイツ街、マウリッツ街、ハンザ街、ジュート街、およびガイスト街の北端部にあたる | 8.9        |
| 1903年4月1日  | ラムベルティ: ロッデンハイデ、ベルク・フィデル、アーゼーシュタット、ガイスト街、メクレンベックを含むグレメンドルフ ユーバーヴァッサー: キンダーハウス、ギーヴェンベック、ゼントルプ ザンクト・マウリッツ: ルンプホルストおよび現在はザンクト・マウリッツに含まれている地域 | 56.4       |
| 1956年10月1日 | ケルハイデ、ケムパー、ゲルマーの一部。コールデ市区に統合された。 | 6.6        |
| 1975年1月1日  | ザンクト・マウリッツ、ハンドルフ、ヒルトルプ、アメルスビューレン、シュプラーケルを含む「アムト・ザンクト・マウリッツ」 「アムト・ロクセル」からアルバハテン、ニーンベルゲ、ロクセル（このアムトの残り部分のベーゼンゼルとハヴィックスベックはコースフェルト郡に編入） 「アムト・ヴォルベック」からアンゲルモッデとヴォルベック（このアムトの残り部分のアルバースロー、アルヴァースキルヒェン、リンケローデはヴァーレンドルフ郡に編入） | 228.4      |

## 住民

### 人口統計
ミュンスターの人口は310,039人（2015年12月31日現在）で、1万人以上が副次的居住地を報告している。この比率を減少させるために、ミュンスター市は2011年5月1日に第二居住税を導入した。2006年から2011年の間にミュンスターはドイツ連邦で最大の住民増加を記録した。2015年12月31日現在、住民の約 9.5 % が外国人である。2012年経済週間の「新社会学的市場経済」主導の分析によれば、労働市場は連邦内でミュンヘンに次いで2番目に良好である。失業率は2017年7月現在 8.9 % である。2015年6月30日現在、社会保険支払い義務のある労働者約157,000人のうち、86.3 % がサービス業、13.2 % が製造業、0.4 % が農林業に従事している。住民の平均年齢は、2016年12月31日現在41.1歳である。ミュンスター住民の平均寿命は、男性が 79.5歳、女性が 84.3歳である。これはドイツのすべての都市の中で最も高い平均寿命である。

### 宗教と世界観

#### 統計
2016年現在、ミュンスター市の住民の 47.7 % がローマ＝カトリック教会、20.3 % が福音主義教会の信徒であり、32.0 % がその他の宗教を信仰しているかまたは無宗教である。

#### キリスト教

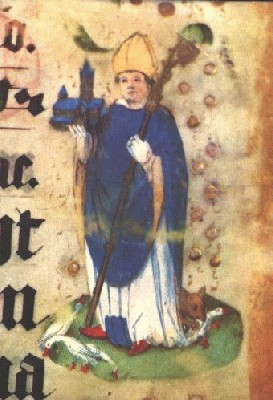
聖ルドガー

フリース人のルドガーが、フランク人によるザクセン人およびフリース人に対する布教の拠点として793年に修道院を創設し、805年3月30日に司教に着座した。この司教区は、リッペ川からエムス川沿いに東フリースラントへ拡大し、798年からケルン教会区の付属司教区となった。1120年、ザクセン公領分割により、ミュンスター司教は神聖ローマ帝国の司教領主に昇格した。オーバーシュティフト・ミュンスターとニーダーシュティフト・ミュンスターからなるミュンスター大司教区は帝国最大の司教領主であったが、1803年の帝国代表者会議主要決議によって福音主義教会が支配的なプロイセン王国に併合された。北ドイツの大部分で強い影響力を発揮した宗教改革がミュンスターに痕跡を留めていないのは、カトリックの信仰が強く根付いていたためである。1524年から改革派の説教や修道院に対する暴力行為があった。宗教改革の導入は聖堂参事会と騎士階級の抵抗によって1543年に挫折し、1589年からはイエズス会によってほぼ完全に排除された（対抗宗教改革）。17世紀のわずかな改革への傾向も成功せずに終わった。しかしこの時代でも、1628年に市議会の命令で新教徒が市から追放されるまでは、数人の新教徒住民がこの街に住んでおり、数人のギルドマイスターを輩出してもいた。ミュンスターはこうしてカトリックの重要な宗教的中心地の地位を維持した。これは市内では街の規模に比べカトリック教会の数が異様に多いことからも明らかである。現在のミュンスター司教区は1821年に新たに編制された。1825年にはミュンスター市首席司祭区が設けられた。これは現在ヒルトルプ、ラムベルティ、リープフラウエン、マウリッツの各首席司祭区からなっており、ミュンスター市のほぼすべての教会がこれに属している。ただし聖パウルス聖堂教会と聖ペーター教会は4つの首席司祭区のいずれにも属していない。
19世紀初めから福音主義信仰は「黙認される」ようになった。1803年に最初の福音主義教会組織が発足した。1817年の信者数は534人だけであった。1816年にプロイセン王国ヴェストファーレン州にある福音主義教会を管理運営するヴェストファーレン・キルヘンプロヴィンツ(教会州)宗務局がミュンスターに置かれた。また、総地区長と呼ばれる教会地区の霊的指導者も宗務局に常駐した。19世紀から20世紀初めにかけてミュンスター市民に占める福音主義信徒の比率が上昇した。これはおそらく、福音主義信徒が多いプロイセンの官僚や軍将校が移り住んだためと推測されている。その数十年後、特に第二次世界大戦後に旧ドイツ東部領土、東プロイセン、ヒンターポンメルン、ニーダーシュレジエンからの福音主義信徒を含む被追放者や難民の流入や、福音主義信徒が多数を占める東欧からの亡命・移住者により、福音主義信徒比率が大きく増加し、さらなる教会共同体が形成された。かつての総地区長を頭とした教会州組織において、ミュンスター教会地区が成立し、ミュンスター市および近隣市町村の26の教会組織がこれに所属している。1945年に古プロイセン合同福音主義教会ヴェストファーレン・キルヘンプロヴィンツ(教会州)はヴェストファーレン福音主義教会に改称し、1953年12月1日に新教憲を採択し、翌1954年4月1日に施行した。それに伴い宗務局は州教会事務局と改名され、1956年にミュンスターからビーレフェルトに移された。
ミュンスターでは、復古カトリック教会や様々な自由教会が活動している: 自由福音主義教会、福音主義自由教会（バプテスト）、福音主義メソジスト教会、ジーザス・フリークス、国際ゴスペル・チャーチなどである。
新使徒派教会は、ミュンスターに2つの教会を有している。
エホバの証人は、市内に2つの王国ホールを運営しており、地元の7つの教会がそこで集会を行っている。
さらに、末日聖徒イエス・キリスト教会（モルモン教）もある。
ロシア正教会は、1996年からミュンスターで活動しており、約300人の信者を擁する。この教会は2015年にハンマー通り 371番地に移転した。

#### ユダヤ教

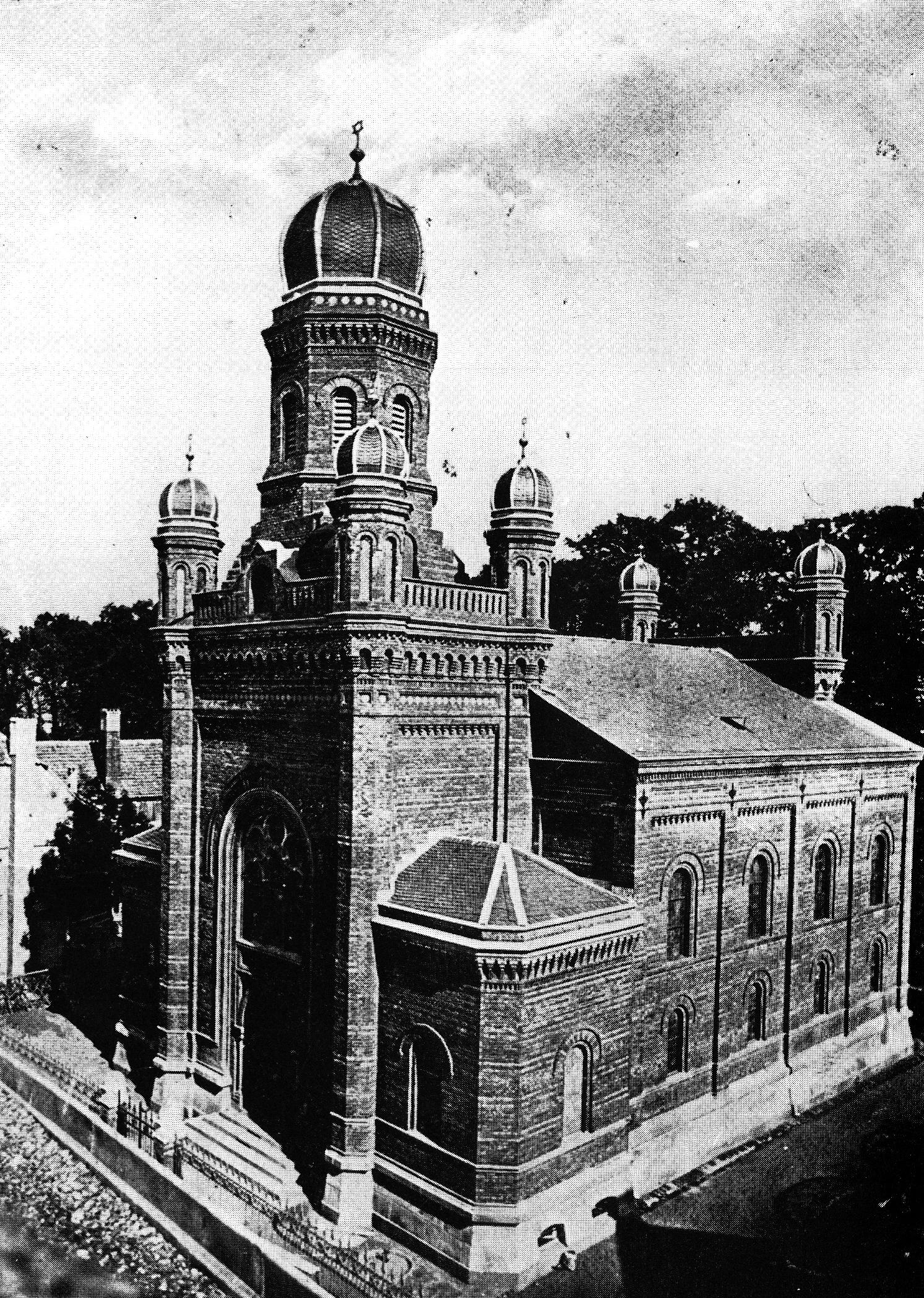
ミュンスターの旧シナゴーグ

ミュンスター市の年代記によれば、12世紀にはすでにミュンスターにユダヤ教会が存在していた。これはドイツ北西部で最も古いユダヤ教会の1つである。その中心地は現在の市庁舎中庭付近、墓地は現在のギムナジウム・パウリヌムにあった。ユダヤ人文化の現存する最も古い痕跡は、1887年にラムベルティ教会の塔の建設工事で発見された多くのユダヤ人の墓石とそれらを囲む壁の遺構である。現存する遺物断片に記された最も古いユダヤ暦の日付は「25. Tammus 5084」で、これはグレゴリウス暦の1324年7月18日にあたる。1350年頃のヨーロッパにおける黒死病の時代にユダヤ人組織とその墓地は迫害の犠牲となった。これらはラムベルティ教会の壁に囲まれた墓石出土品で明らかにされた。
1535年頃、再洗礼派に対する勝利の後、司教領主フランツ・フォン・ヴァルデックはユダヤ人をミュンスターに呼び戻した。1553年の第二原状回復協定によって、ギルドの創設権を含むミュンスターの都市権が回復された。伝統的にギルドの敵対者と見られていたユダヤ人は再び排斥され、司教領主の死後にはもはや何の保護も得られなくなった。その後19世紀になるまでミュンスターにはユダヤ教会が存在しなかった。彼らは、時間に制限をつけた滞在をするだけであった。
ミュンスターにおけるユダヤ教の再開に関する記録は19世紀の初めに見られる。1811年にミュンスターに新たなユダヤ人墓地が設けられた。1828年にミュンスターのユダヤ教改革派のアレクサンダー・ハインドルフはユダヤ人小学校「マルクス＝ハインドルフ＝シュティフトゥング」を設立した。1830年には、中世から通してもミュンスターで初めてのシナゴーグが設けられたが、1870年頃には約400人の信者を擁するまでに拡大した教団にとって手狭となった。新しく造られた大きくて立派なシナゴーグは1880年8月27/28日に完成した。教団はこのシナゴーグを「州都の華となり（中略）モニュメンタルな価値を持つ」だろうと述べた。彼らは、シナゴーグによって市当局や市民たちの興味が呼び起こされることを期待した。だが、県知事も上級市長も完成式典を欠席した。地元紙はその完成を4行の記事で伝えただけだった。
国家社会主義の時代、ドイツ全土でそうであったように、ミュンスターでもユダヤ系住民に対する迫害、追放、殺害が行われ、これによってユダヤ人の比率は大幅に減少した。さらに1938年の迫害行動（水晶の夜）では、11月10日の早朝にシナゴーグが放火され、破壊された。シナゴーグは1961年に新しい建物が建設され、1961年3月12日に公開された。1933年に708人いたユダヤ人のうち299人が強制収容所に送致され、このうち生き延びた者はわずか24人であった。合計280人のユダヤ系住民がミュンスターを去り、国外に亡命した。7人が自殺し、4人がミュンスターの地下でナチス時代を生き延びた。この時代に自然死した77人を除いて、この街にいた42人の動向が不明なままである。第二次世界大戦以降、そして国家社会主義の崩壊後、ユダヤ人コミュニティは終わりにはならなかった。旧ソヴィエト連邦からのユダヤ人難民が流入して再び拡大し、約800人の信者を擁している。

#### イスラム教

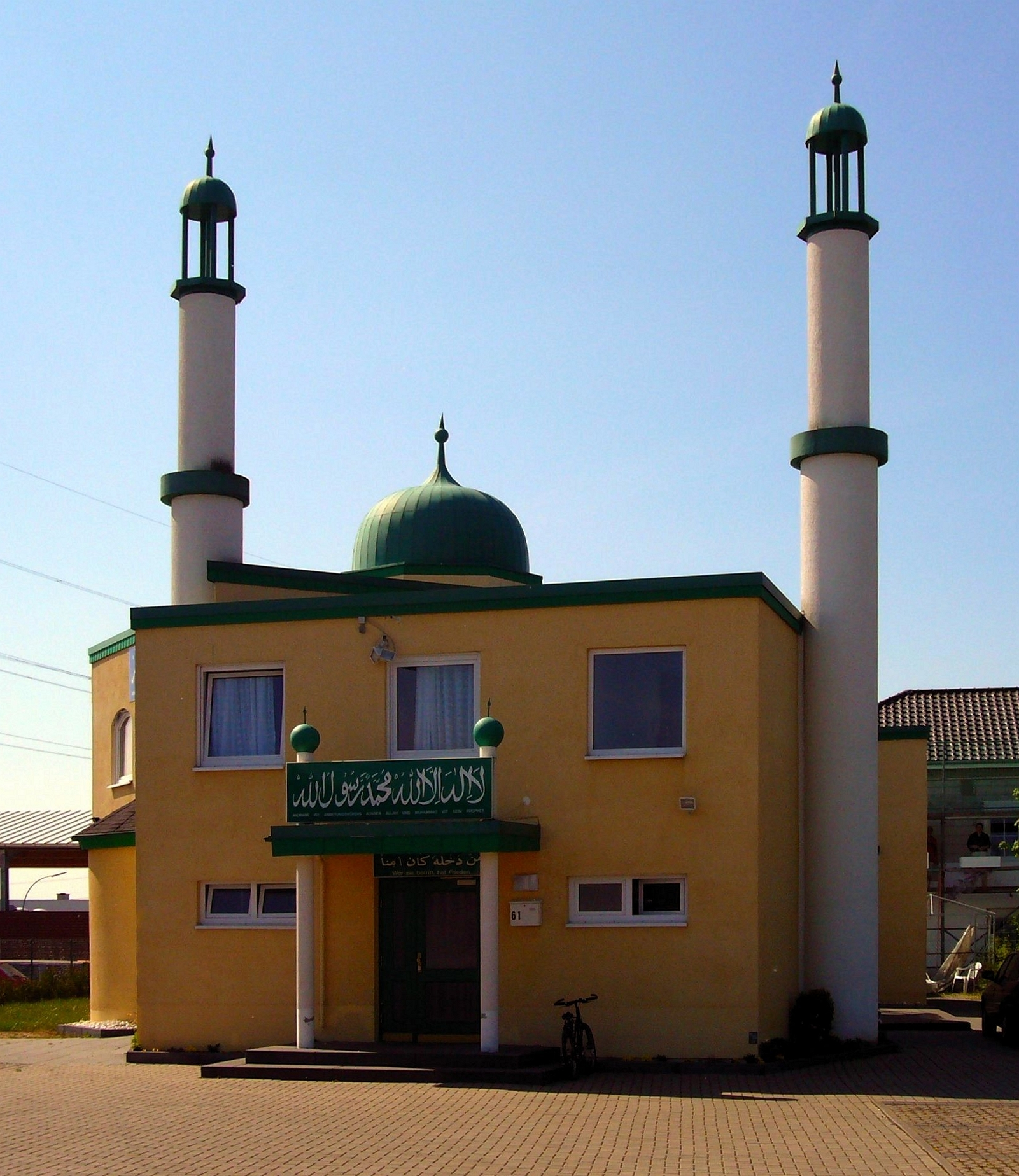
Bait ul-Mo’min モスク

イスラム教信者の移民とその子孫たちは、スンニ派を中心に、様々な宗派の多くの小さな教団に属している。ミュンスターの外国人比率は、ドイツの他の人口集中地域の平均と同程度である。イスラム教は、駅前の新しいトルコ風のモスクを除けば、ミュンスターの都市景観にほとんど影響を及ぼしていない。
ヒルトルプでは2003年初めに、現在の市内で最大のモスク Bait ul-Mo’min が政治関係者、教会関係者、一般市民列席の下、式典を開いて開基された。このモスクはハンゼ通りの産業地区にある。Bait ul-Momin は、アフマディーヤ・ムスリム・ジャマートによって建設された。このモスクはメシアとマフディーを創始者とするイスラム教会のものである。アフマディーヤは、スンニ派からはムスリムではないとみなされている。
神秘的イスラム主義を主張するスーフィズム教団もミュンスターにある。たとえば、Tariqah Burhaniya の教団は、ミュンスターでは主にドイツ人のムスリムがこれに属している。

#### その他の宗教および無宗教
ミュンスターでは、その他の宗教の信者の比率は低い。しかし、たとえばバハイー教の組織がミュンスターに存在する。その他の宗教にはヒンドゥー教徒や仏教徒が含まれる。
キリスト教会から離脱した人々や、1990年以降旧東ドイツから無宗教の人々が移住したことで、かつてはごくわずかであった無宗教の住民比率が増加している。

## 行政

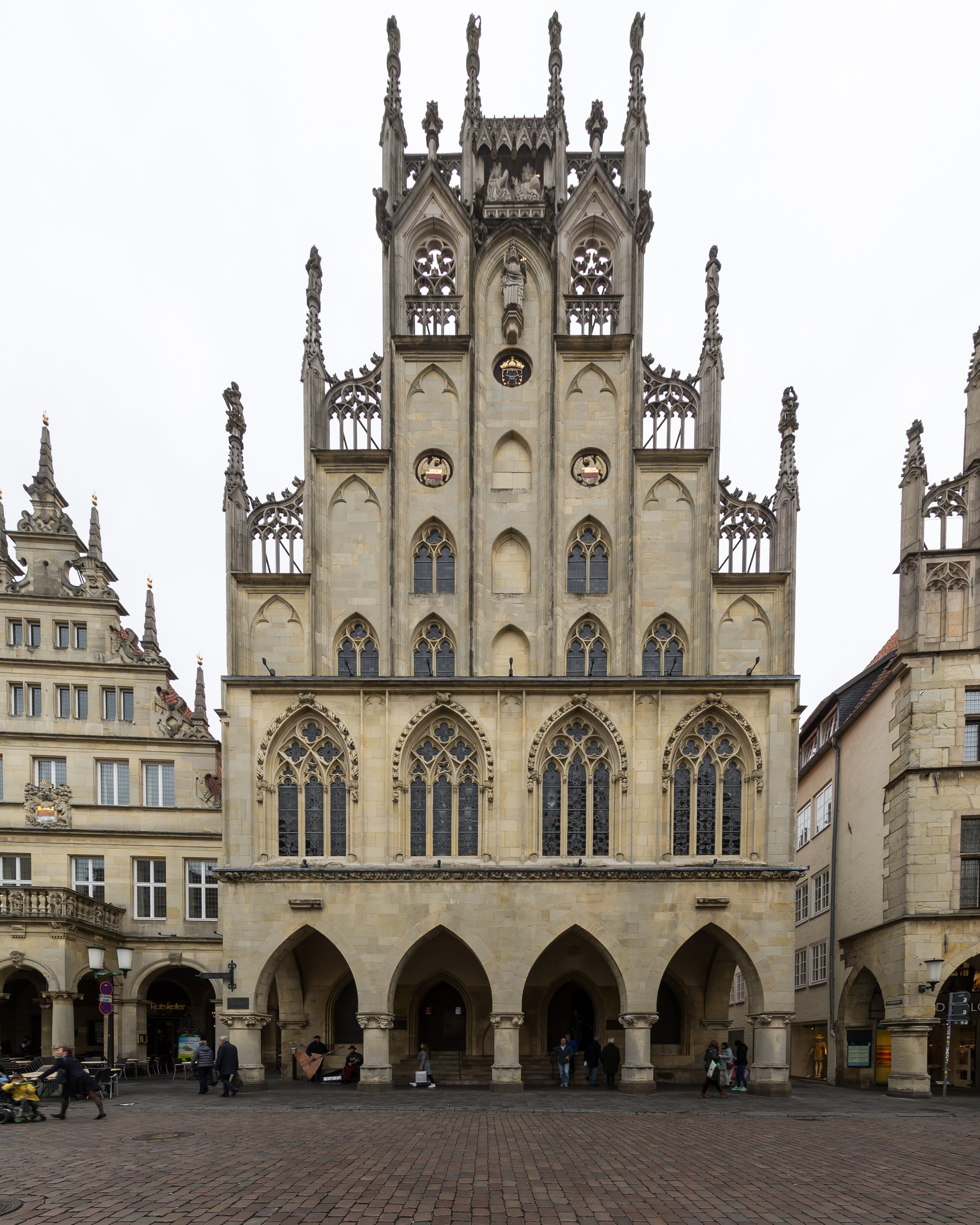
歴史的旧市庁舎

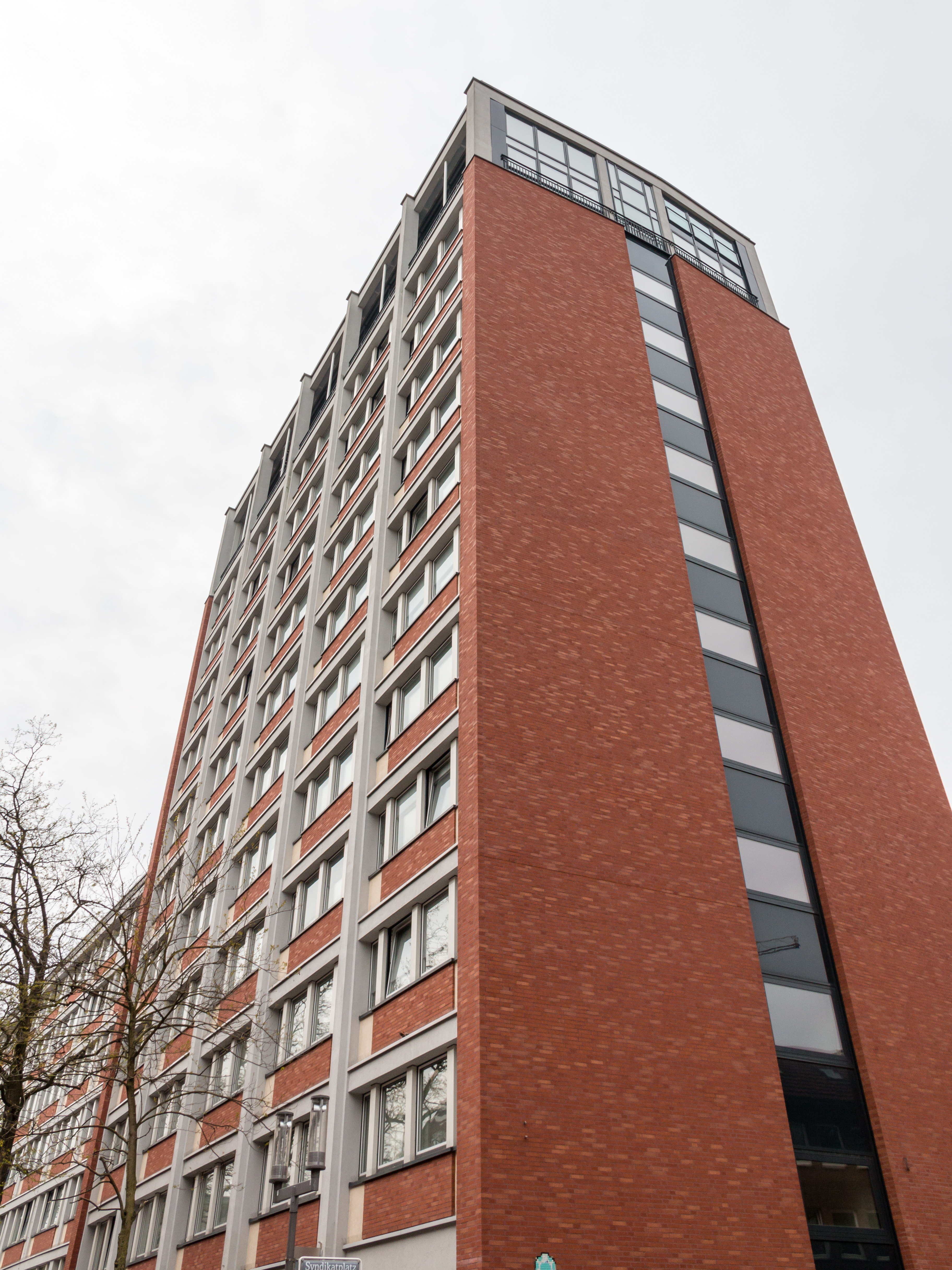
ミュンスター市役所第 I 庁舎

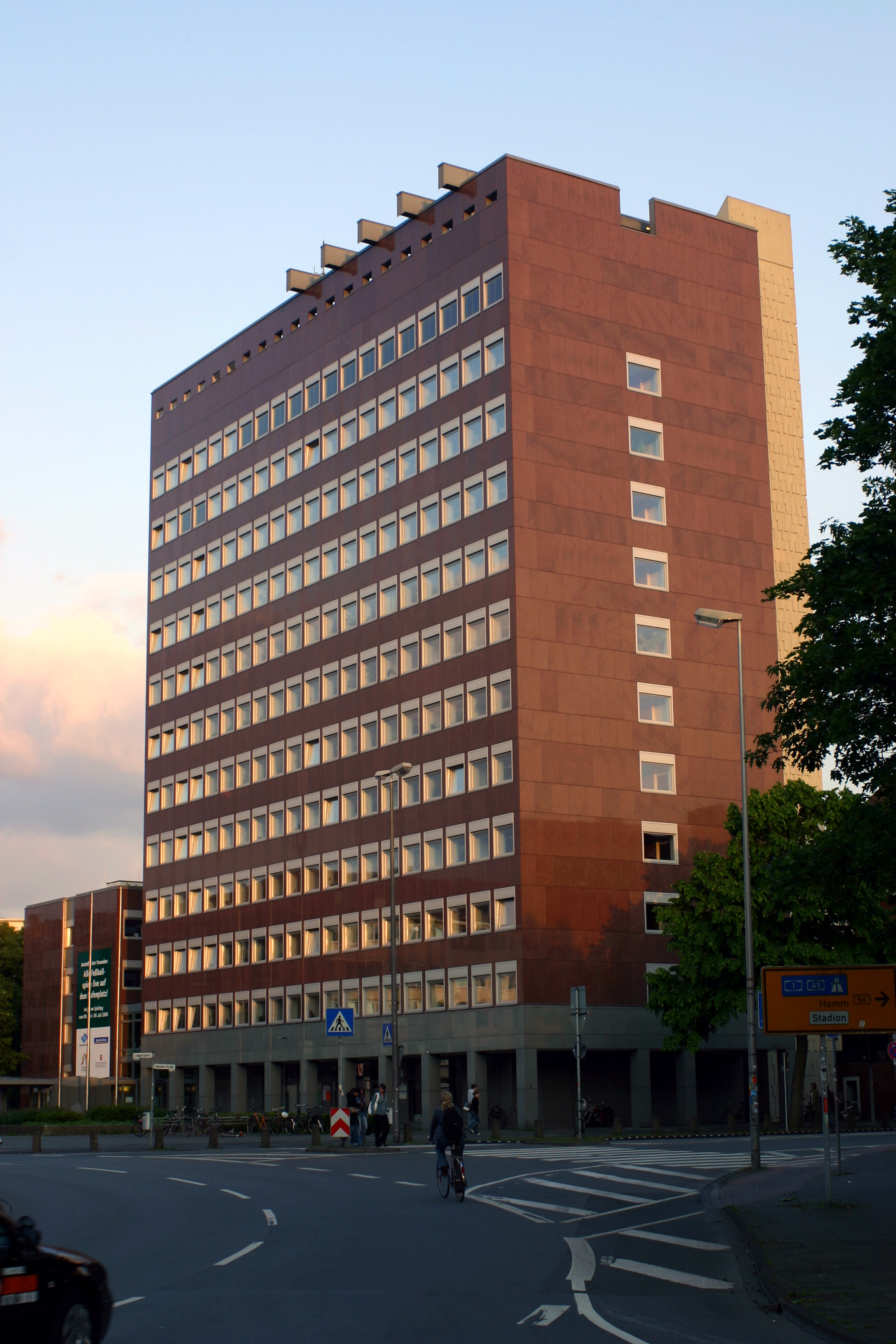
ミュンスター市役所第 II 庁舎

ミュンスター市は、市議会と上級市長 (ドイツ語: Oberbürgermeister) によって運営されている。上級市長は市議会の長でもある。市議会は、2014年の選挙以降、72議席で構成されている。市議会は市の全般に関わる業務を担当しており、個別の事例に関して別々に条例を定めることはない。任期の初めに議員たちは、市の集会や式典運営のための名誉職の代行者としての市長 (ドイツ語: Bürgermeister) を、議員の中から選出する。
上級市長は市の代表者であり、行政運営の指導者である。また、市議会の議長であり、そこでの投票権を有するが、市議会の議員ではない。この他に中央委員会と財務委員会での投票権をも有している。上級市長は議会を招集し、議題を決定する。万が一、市議会の決定が市の繁栄を損なうと判断した場合、これに異議を申し立てることもできる。ただし、最終決定権は上級市長ではなく市議会にある。この他の上級市長の業務、権利、義務としては、行政に関する日常業務の進捗管理、政治的な委員会の設置準備あるいは既存委員会の適性を検討して業務を遂行させること、緊急時に市議会議員とともに緊急対応の決定を行うことなどがある。
上級市長は、これに加えて、行政の長であり、ミュンスターでは6人の助役がその下に属している。彼らは8年ごとに市議会での選挙によって選出される公務員であり、互いに業務内容が関連した多くの役職を含む部局ごとに都市行政を司っている。それぞれの業務分野では、助役は自身の責任において上級市長の代理を務めることができる。しかし異論があった場合の最終決定権は上級市長にある。
都市管区内での事項は管区委員会で決定する。たとえば学校、スポーツ広場、公園や緑地の運営あるいは施設に関する事柄などである。各管区委員会はその代表者として任期の初めに管区委員の中から代表者となる管区長 (ドイツ語: Bezirksvorsteher) を選出する。
市議会、管区委員、上級市長はいずれも5年ごとに市民（投票権を有する住民）による地方選挙によって選出される。上級市長の選挙は直接選挙で行われる。
2009年の選挙では同時に行われた上級市長選挙でマルクス・レーヴェ (CDU) が 49.5 % の票を獲得して、対立候補のヴォルフガング・ホイアー (SPD) に勝利した。ホイアーの得票率は 45.4 % であった。2015年9月に行われた次の選挙では、マルクス・レーヴェが交付された票の 50.59 % を獲得して、改めて上級市長に選ばれた。挑戦者の得票率は、緑の党所属のマリア・クライン＝シュマインクは 20.77 %、SPDの候補者ヨーヒェン・ケーンケは 23.81 % であった。

### 市議会
市議会は、ミュンスター市の自治体代表者会議である。市民が、5年ごとに、普通・直接・自由・平等・秘密の選挙によって66議席を選出する。ある政党が、比例投票結果に基づいて配分されるよりも多くの議席を指名投票で獲得した場合、調整議席によって比例投票結果が反映されるよう全体の議席が調整される。2017年現在の議席数は 72議席で、任期は2020年までである。これは市議会銀選挙と上級市長選挙を同期させるために議会の任期が約1年間延長されているためである。
現在の市議会の政党別議席数を以下に示す（2016年4月現在） 
| 政党・党派                   | 議席数 | 備考                                                |
| ---------------------------- | ------ | --------------------------------------------------- |
| CDU                          | 25     |                                                     |
| SPD                          | 19     |                                                     |
| GRÜNE/GAL                    | 14     | 緑の党 14議席、無所属（PIRATENから離党）1議席       |
| FDP                          | 4      |                                                     |
| DIW LINKE.                   | 4      |                                                     |
| PIRATEN/ÖDP （選挙グループ） | 2      | PIRATEN 1議席、ÖDP 1議席                            |
| 無党派                       | 3      | AfD 1議席、UWG-MS 1議席、無所属（AfDから離党）1議席 |
| 計                           | 72     |                                                     |

CDU と 緑の党は2016年4月に連立与党を形成した。これは2020年の選挙まで継続される。それ以前にも両党は2016年の予算審議でも協力して決定を行った。2014年の地方選挙以後初めて多数派に転じた。
直近の地方選挙（市議会選挙および上級市長選挙）は2020年に行われる。

### 青年議会
2006年2月の専門家ヒアリングを承けて、ミュンスターの青少年・家族局は青年たちのための制度化された代表機関の設置を決定し、2006年に最初の選挙が行われた。2008年8月にこのプロジェクトフェーズの成功が明らかとなり、市議会は青年議会を恒久的に設置することを決定した。これ以後、2年ごとに選挙が行われ、12歳から18歳の青少年が選出され、議員に任命される。この選挙の投票率は、開始からおおむね 50 % を超えている。

### 負債
ミュンスター市の負債総額は2012年末で10億8900万ユーロにのぼる。これは住民1人あたり3,701ユーロにあたる。ミュンスターはノルトライン＝ヴェストファーレン州の郡独立市の中で最も負債額が小さい。
2014年会計年度のミュンスター市の財政計画では、920万ユーロ（住民1人あたり31ユーロ）の黒字を計画している。ミュンスター市は、ノルトライン＝ヴェストファーレン州の郡独立市でわずか3市（他はデュッセルドルフとクレフェルト）の、2014年の財政計画で赤字を計画していない市の1つである。

### 紋章

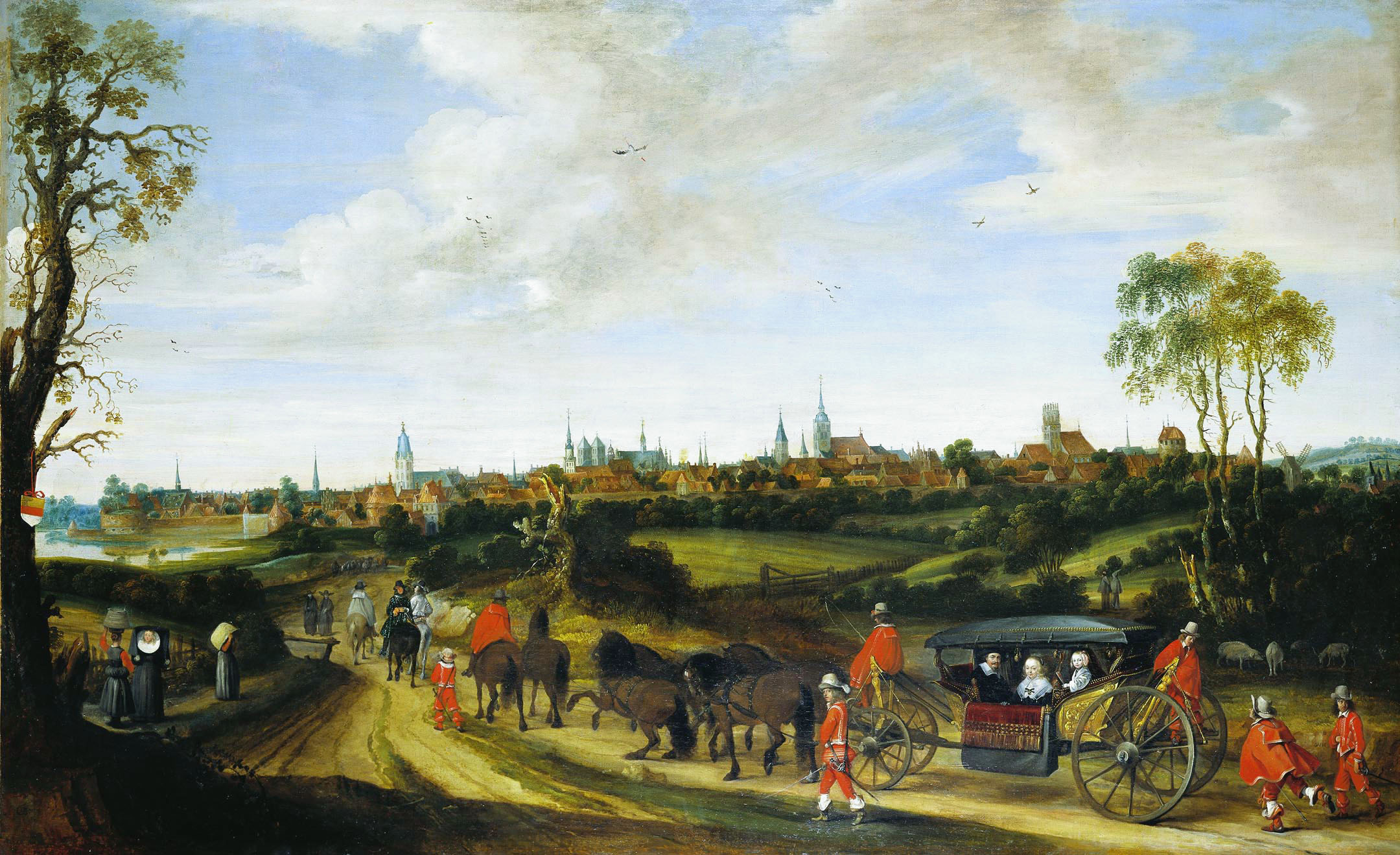
ヘラルト・テル・ボルフの絵画「Einzug des holländischen Gesandten Adriaan Pauw」。左端にミュンスターの紋章が描かれている

本市の最初の印章は、1231年頃のものが知られている。中世には、様式化された壁と塔を持つ街の図柄が描かれた大印章が用いられていた。印章の寺院は1534年に再洗礼派によって否定された。再洗礼派が敗北し、司教領主領に編入されると、新しい印章が使われるようになった。この新しい紋章はかつての紋章にとてもよく似ているが、司教領主の横帯の紋章が加えられたものであった。金 - 赤 - 金の紋章は1300年頃にミュンスター司教本部の紋章として使われていたことが証明されている。この大印章の他に、小印章も存在した。これには剣を持ち、光輪を背負った聖パウルスが描かれていた。これも再洗礼派による破壊後に新たに創られたもので、1802年にミュンスター司教領が廃止されるまで用いられていた。
ミュンスター市の紋章は、金、赤、銀に上下三分割された盾である。これは、1300年からその存在が知られている司教の本部紋章（金 - 赤 - 金）を応用したものである。その他の原型としてはハンザの紋章（赤と銀）との組合せであると言われている。現在判っているその最も古いものは1368年から用いられていた。現在の市の紋章の配色は15世紀に初めて使われた。ヘラルト・テル・ボルフの絵画「Einzug des holländischen Gesandten Adriaan Pauw」の左端に、村の入り口の木に吊り下げられて、その簡略化バージョンが描かれている。

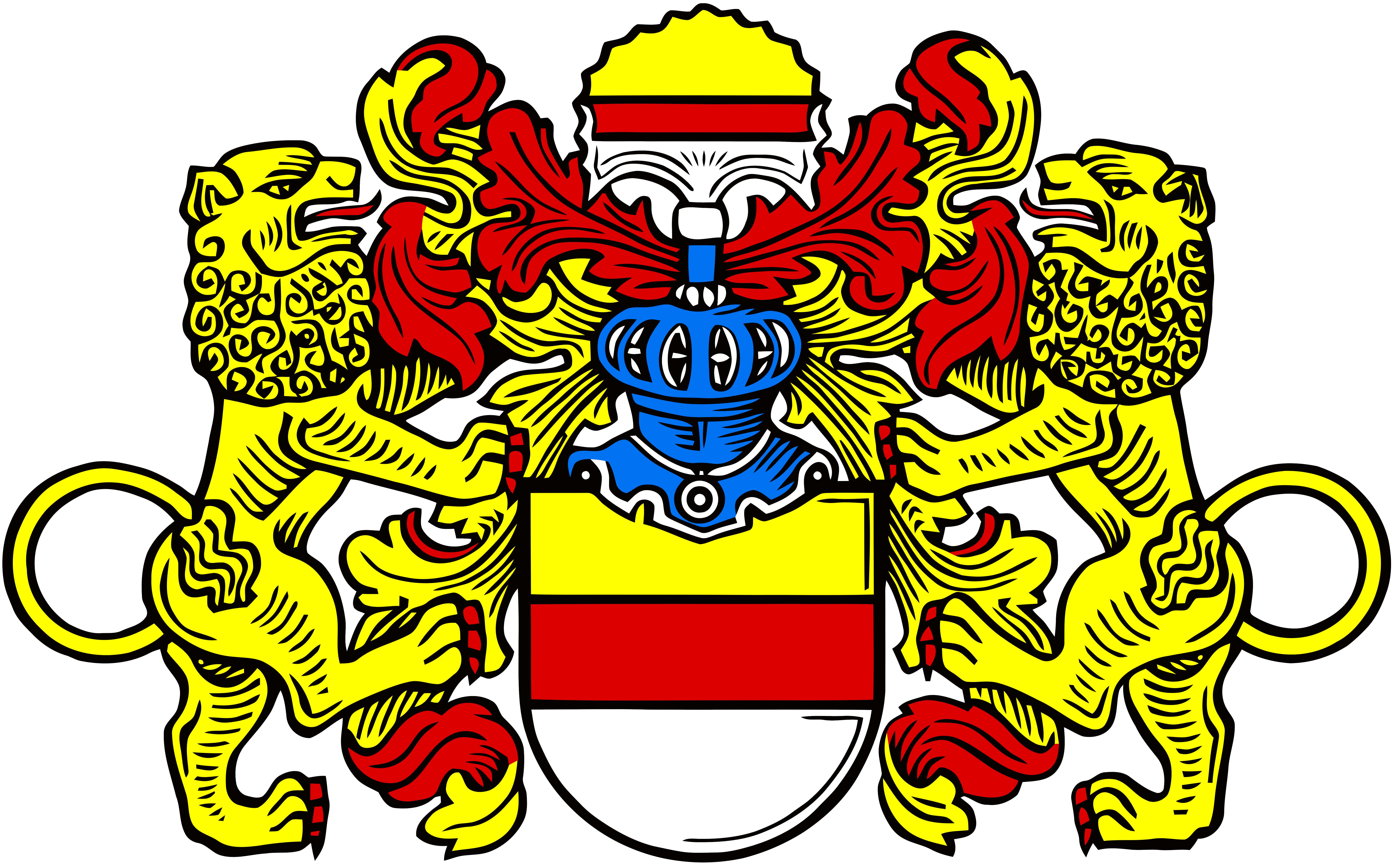
ミュンスター市の装飾版紋章

たとえば上級市長の文書のヘッダーなどに用いられる装飾版では、2匹の頭を互いに盾に向けて直立した獅子が紋章の盾を支えている。獅子の舌と爪は赤色である。盾の上には青い兜が見える。扇状の兜飾りは市の色に塗り分けられている。兜飾りは17の突起を持つ。盾と兜は金と赤で縁取られている。この形は1928年に完成した。

### 姉妹都市
姉妹都市:
- ヨーク（イギリス、ノース・ヨークシャー）1958年
- オルレアン（フランス、ロワレ県）1960年
- クリスチャンサン（ノルウェー、ヴェスト・アグデル県）1967年
- モナスティル（チュニジア、モナスティル県）1969年
- リション・レジオン（イスラエル、中央地区）1981年
- フレズノ（アメリカ合衆国、カリフォルニア州）1986年
- リャザン（ロシア、リャザン州）1989年
- ミュールハウゼン/テューリンゲン（ドイツ語版、英語版）（ドイツ、テューリンゲン州）1990年
- ルブリン（ポーランド、ルブリン県）1991年

友好都市:
- ブラニェヴォ（ポーランド、ヴァルミア＝マズールィ県）1954年
- ボージョンシー（フランス語版、英語版）（フランス、ロワレ県）1974年

第二次世界大戦後、ミュンスター市は全部で9都市と姉妹都市協定を締結している。和解の最初の徴としてミュンスターとヨークは1958年に友好関係を表明した。両市の結びつきは、聖ルドガーによる。この聖人はミュンスターの基盤となった修道院を設立したが、ヨークの聖堂付属学校で学んだ。姉妹都市協定の中心となる要素は交換学生である。その他の結びつきは1961年から成立した。両市の特別な連携には、1996年からヨークとミュンスターの大学間の協力協定が挙げられる。
1960年にフランス、オルレアンと第2の姉妹都市協定が締結された。オルレアンは、ミュンスターと同じように、第二次世界大戦でその歴史的中核市部が大きく損なわれたが、その後広範囲にわたってオリジナルに忠実に再建がなされた街である。さらに両市はともに歴史の転換点で重要な事件があった街である。1429年のジャンヌ・ダルクによるオルレアン包囲戦成功は、百年戦争でフランス有利の状況を作り出した。一方1648年のヴェストファーレン条約は三十年戦争を終結に導いた。ヨークとの姉妹都市関係と同様に、交換学生が中心的な絆であり、クラブや組織での交流やスポーツの交流戦などの活動が互いに広がっている。さらにオルレアンとミュンスターとの間で、研修生、奨学生、職業専門家の活発な交流がなされている。
ミュンスターは1967年にクリスチャンサンと、ドイツの都市としては初めてノルウェーの都市と姉妹都市協定を結んだ。発端はクリスチャンサンからであった。オルレアンのジャンヌ・ダルク祭の主催者がすべての姉妹都市を招待し、両市の使節がオルレアンに滞在した時のことであった。人口や歴史といった面で両者間の相違は明らかではないが、1970年代末以降共通点を有している。ミュンスターもクリスチャンサンも現代彫刻が街の景観を飾っている。両市の姉妹都市関係は、主に学校やサークル間の交流あるいは民間の友好関係によって表現されている。
これに対して、ミュンスターとチュニジアのモナスティル市ははるかによく似ている。両市はともに8世紀の同じ時期に成立した。またどちらも、修道院が街形成の原型であり、その名が市の名称となっている。「Münster」も「Monastir」もラテン語の「monasterium」に由来している。両市は1969年に姉妹都市協定を締結し、かなりの数の発展共同作業や経済振興が行われている。Monastir およびその他の姉妹都市との強化された共同作業について、ミュンスターは1970年に欧州評議会から栄誉の徴として「ヨーロッパ・フラッグ」が授与された。これに応じて姉妹都市関係は医療、経済、文化（特に音楽）といった分野に焦点が当てられている。
イスラエルの都市との最初の姉妹都市協定は、1981年にリション・レジオンとの間で締結されたが、1971年にはすでにスポーツをベースにした接触が始まっていた。リション・レジオンは100年ほどの歴史を有する、ミュンスターよりかなり若い都市であるが、ともに行政の中心地という共通点を有している。両市は、友情や協力・援助といった面に関して、互いに強い関心を持っている。
ミュンスターは、1986年にアメリカ合衆国のフレズノと姉妹都市協定を締結した。両市の最初のコンタクトは1980年代初めに遡る。最初は主に青年の交換留学に話題が集中していた。それ以後、アメリカ合衆国で最も急速に発展した都市の1つで、約100年の歴史を持つこの街と、スポーツ、音楽、大学研究の分野で接触を拡大している。
冷戦終結後、東側諸国との姉妹都市関係についてのアイデアが膨らんだ。旧東側の都市としてロシアのリャザンと1989年に姉妹都市関係が結ばれた。両市はすでに1980年代の初めから友好関係を育んでいた。とくに人道的援助が前面に出されていた。それ以後、特に芸術、医療の分野や、都市行政および地元銀行が接触を続けていた。
1990年にミュンスターは、初めて、かつて東西に隔てられていたドイツの都市、テューリンゲン州のミュールハウゼンと姉妹都市協定を結んだ。両市は大きく異なる街であるが共通点もあった。ミュールハウゼンはミュンスターと同じく多くの教会を持つ歴史的旧市街がある。さらにともにハンザ同盟に加盟していた都市であり、気候保全に取り組んでいる。両市が比較的近いことから頻繁なコンタクトがなされ、特に学生間や、芸術、文化、スポーツ面での交流がなされた。
2017年現在最新の姉妹都市協定は、1991年にポーランドのルブリンとの間で締結されたものである。最初は、1970年代の両市の大学間の接触に遡る。その後様々な分野で都市相互の交流へ拡大していった。そこには交換留学だけでなく、教会組織、芸術家、スポーツ選手、メディア関係者の交流も含まれる。
姉妹都市協定は2国間だけではない。すでに、オルレアン - クリスチャンサン - ミュンスターおよびルブリン - リション・レジオン - ミュンスターの2組の三姉妹都市協定が発展している。こうした姉妹都市活動によってミュンスターは、2007年9月29日に「ヨーロッパの姉妹都市関係および国際共同作業研究所」のヨーロッパ賞をノミネートされ、評価対象となったすべての都市とその姉妹都市の中で最高のスコアと評価された。
2004年のクリスマスにアジアで起こった地震とそれに続く津波以後、ドイツの都市は、その規模に応じた被災都市あるいは地域を探し、そこに援助を集中することが奨励された。ミュンスターとその周辺地域は、インドネシアのニアス島をその対象に選んだ。2008年の活動終了までに合計 689,500ユーロの寄付が集まり、島での食糧自給を促進するための釣り船などがニアス島に贈られた。

### 1945年以降の上級市長
- 1945年 - 1946年: カール・ツーホルン (CDU)
- 1946年: ヴィルヘルム・ジーホフ (Zentrum)
- 1946年 - 1948年: フランツ・レディガー (CDU)
- 1948年 - 1951年: ヘルハルト・ボイヤー (CDU)
- 1951年 - 1952年: ヴィルヘルム・ジーホフ (Zentrum)
- 1952年 - 1964年: ブッソ・ポイス (CDU)
- 1964年 - 1972年: アルフレヒト・ベッケル (CDU)
- 1972年 - 1984年: ヴェルナー・ピールヒャル (CDU)
- 1984年 - 1994年: イェルク・トヴェンヘーフェン (CDU)
- 1994年 - 1999年: マリオン・テューンス (SPD)
- 1999年 - 2009年: ベルトルト・ティルマン (CDU)
- 2009年 - : マルクス・レーヴェ (CDU)

### 1946年から1997年までの上級都市事務総長
1946年から1997年まで、二頭体制の下、上級市長職の他に都市行政の指導者として上級都市事務総長職 (ドイツ語: Oberstadtdirektor) が存在した。以下の人物がその職に就いた:
- 1946年 - 1952年: カール・ツーホルン (CDU)
- 1952年 - 1973年: ハインリヒ・アウスターマン (CDU)
- 1973年 - 1989年: ヘルマン・フェヒトルプ (CDU)
- 1989年 - 1997年: ティルマン・ピュンダー (CDU)

## 文化と見所

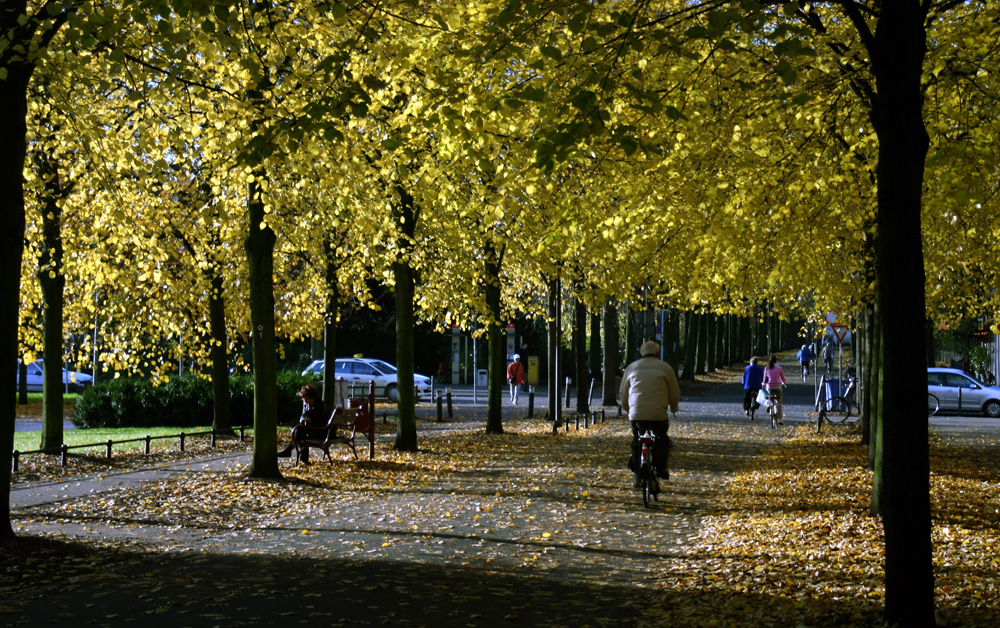
ミュンスターのプロメナーデ

多くの歴史的建造物の他に、この街の文化は特に数多くの学生（約 49,000人）が創り出す気軽な雰囲気により形成されている。街の規模に比べて、数多くのカフェ、酒場、クラブなどがある。これらは特にハンザ街に多くある。
内市街のプロメナーデだけでなく、至る所を走り回る数え切れないほどの自転車が目につく。市の報告によれば、人口30万人のこの街には約50万台の自転車がある。1770年にヴィルヘルム・フェルディナント・リッペによって造られたプロメナーデは、自転車と歩行者だけに開放されたミュンスター旧市街を取り囲む周回道路である。この道は、多くの部分がかつての土塁跡を通っている。プロメナーデは全長約 4.5 km である。
かつてのアム・ハーヴェルカンプ工業地域とハンザ街の港は様変わりし、ギャラリーや飲食店などとして、異なる形で活用されている。
ミュンスターはオスナブリュックと共同で2010年の「欧州文化首都」に立候補した。ノルトライン＝ヴェストファーレン州から立候補した3都市（エッセン、ケルン、ミュンスター）からエッセンが代表候補としてノミネートされた。

### 建築

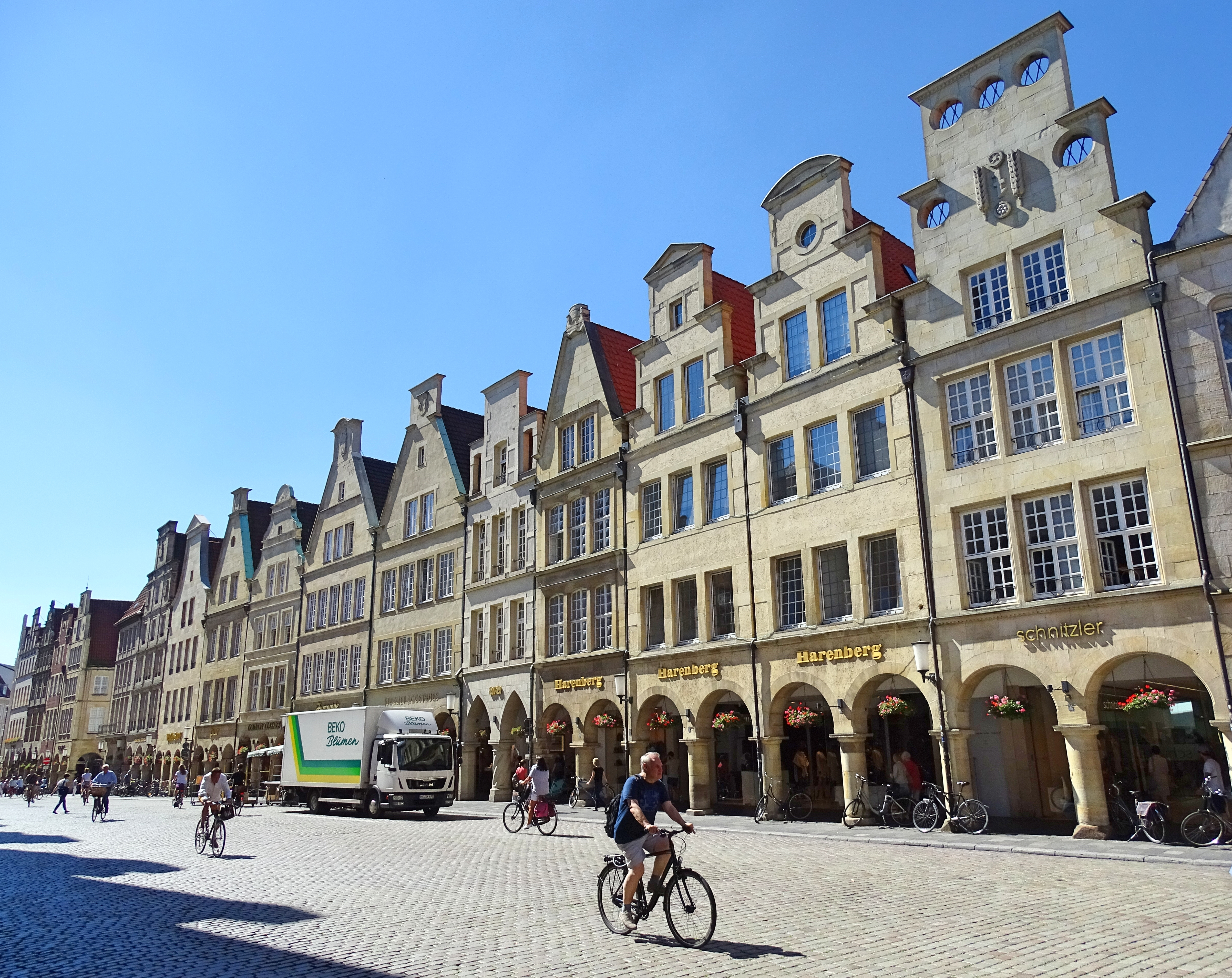
プリンツィパルマルクト

ミュンスターは建築上、矛盾をはらんだ街に見られる。プリンツィパルマルクト付近は旧市街の雰囲気が遺るが、全体としては主に戦後様式、ポストモダン様式の建物で占められている。アーケードや切妻造の破風を見せる建物が建つプリンツィパルマルクト周辺の内市街の外観は、12世紀から完全に保持されているが、いくつかの建物本体は大きく破壊され、再建されたものである。一方、そのすぐ隣には、機能的あるいは近代的な外観を持つ建物が第二次世界大戦後に建設された。特に顕著な例としては、たとえば1589年建造のクラマーアムトハウスとその近くに建つ1993年建造のガラスとコンクリートの市立図書館がある。
他の多くの都市（たとえばドルトムント、フランクフルト・アム・マイン、カッセル）とは対照的に、ほぼ完全に破壊された内市街はかつての景観そのままに復元された。環状のプロメナーデは保持され、ドーム広場（聖堂広場）やプリンツィパルマルクト付近では道路の拡張はなされなかった。このため大部分が1950年代以後に建てられた建物であっても、中世風の街並みがおおむね保持された。一方、クー街、エギディー街、エンゲレンシャンツェ、シュロス広場付近では、ブレークスルーがなされ、新しい道路網が建設された。
内市街の外側はレンガ造りの家屋が主であるが、近代的な鉄筋コンクリートあるいは、ガラス＝コンクリートを用いた建物にしばしば建て替えられている。たとえば、ハンマー通りがフリードリヒ＝エーバート通りに合流する箇所にある2002年に完成したオフィスタワーがその一例である。

#### 歴史的建造物

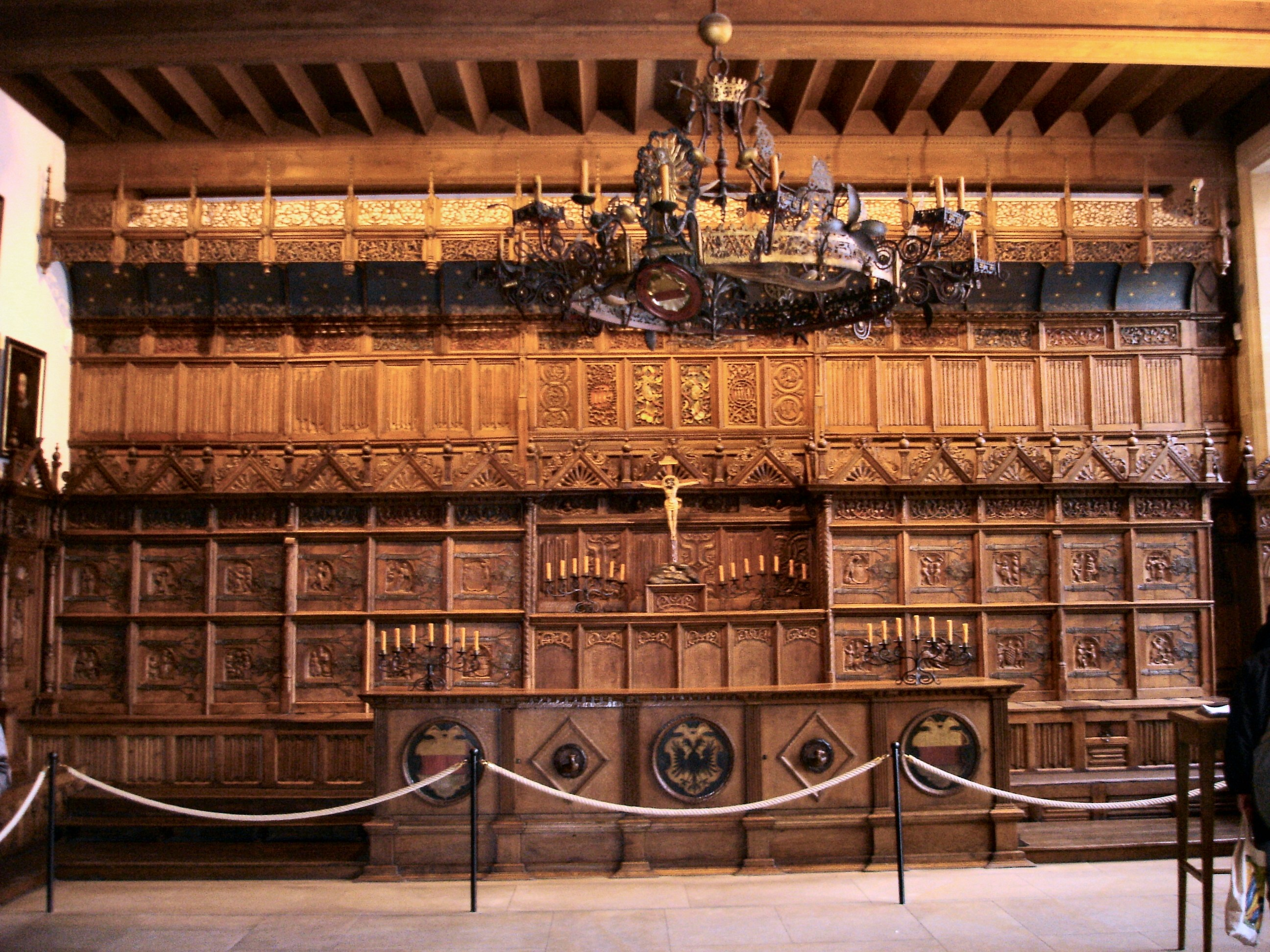
旧市庁舎フリーデンザールのキャビネット

ミュンスターには数多くの歴史的建造物がある。その代表的な場所がプリンツィパルマルクトである。この歴史的な商店街は数多くの軒を接して建つ切妻建築からなっており、アーケードがこれを貫いている。これらは、第二次世界大戦でほぼ完全に破壊された後、歴史的なモデルに準拠して再建された。プリンツィパルマルクトは、ミュンスターで最も古い市場通りの一つであるロッゲンマルクトにつながっている。プリンツィパルマルクト沿いに、本市の象徴的建造物である旧市庁舎がある。この建物内にはオリジナルの「フリーデンザール」が遺されている。1643年から1648年にこの部屋でヴェストファーレン条約に関する議論が行われ、1648年5月15日にミュンスター平和条約が締結された。ミュンスターの旧市庁舎は、オスナブリュックのそれとともに「ヴェストファーレン平和条約の場」として、2015年半ばに欧州評議会から欧州文化遺産ラベルを授与された。

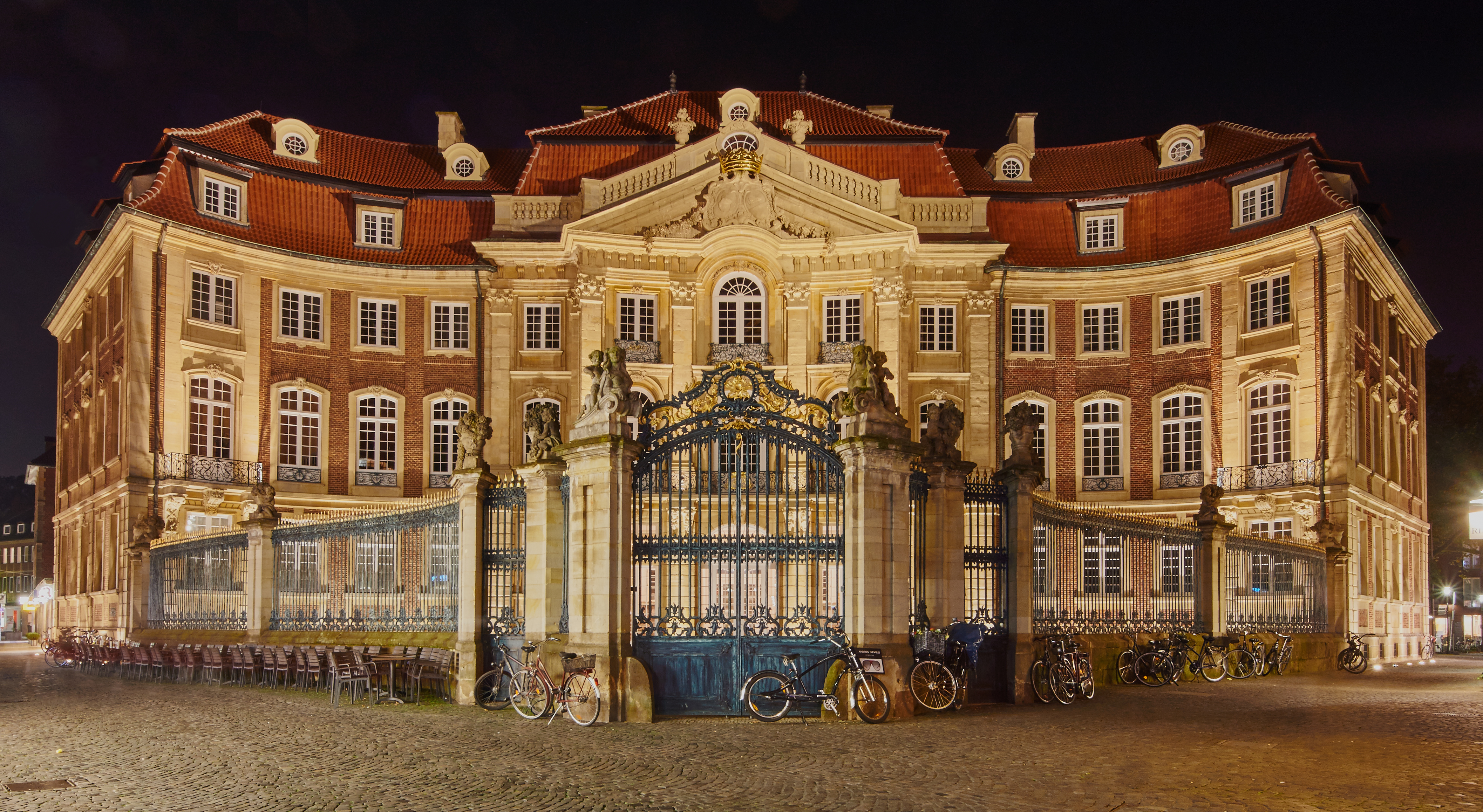
エルプドロステンホーフ

ミュンスターにはヨハン・コンラート・シュラウンの建造物が数多くある。たとえば、司教領主マクシミリアン・フリードリヒ・フォン・ケーニヒスエッグ＝ローテンフェルスのための司教宮殿（1767年 - 1787年）、リュシュハウス邸（1753年 - 1757年）、市会館（1767年 - 1773年）、彼の傑作として知られる多彩なエルプドロステンホーフ（1755年）などである。
歴史的建造物や彫像の多くは、バウムベルク砂岩を用いて創られている。

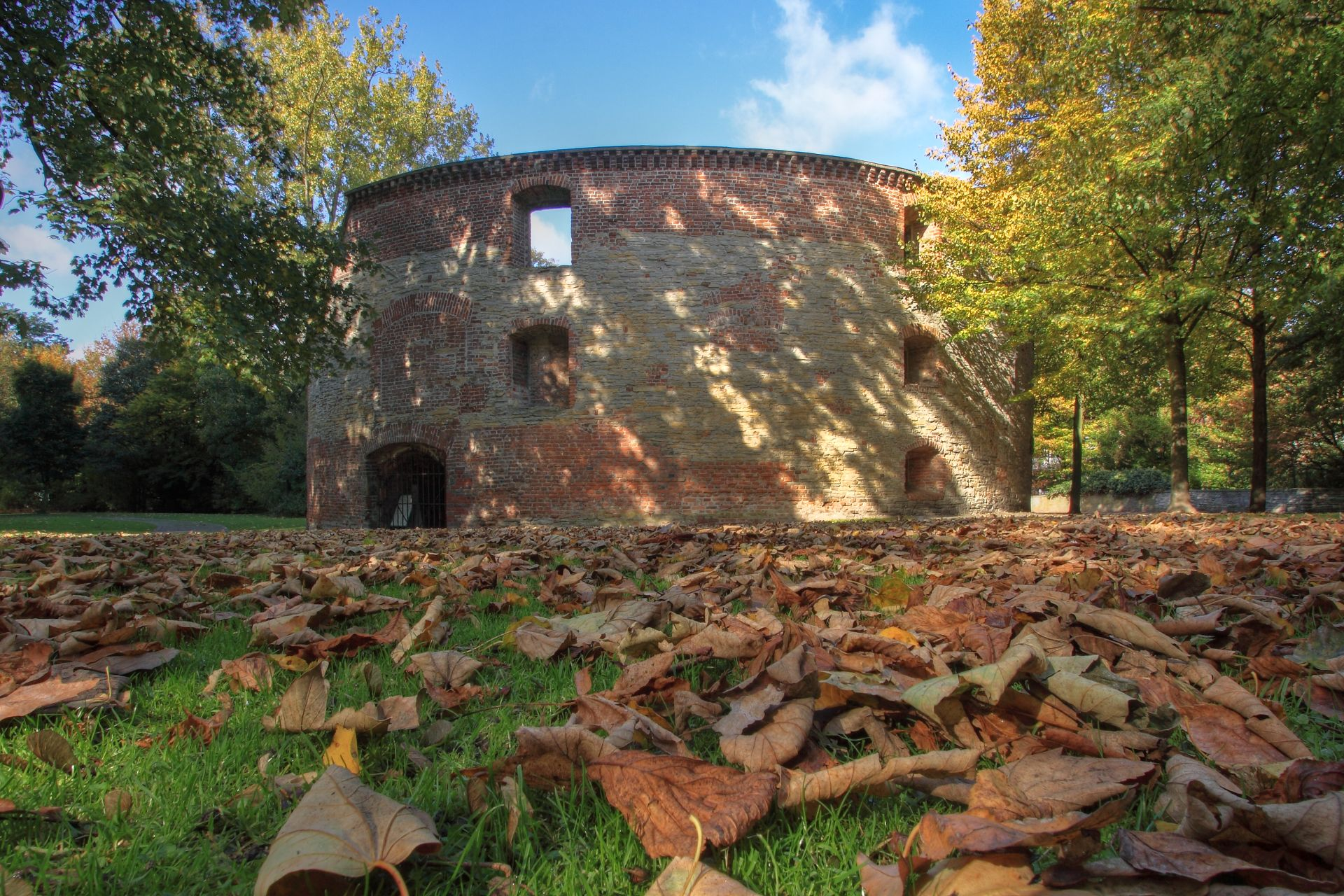
ツヴィンガー

並外れた建築様式の歴史的建造物に加えて、ヴェストファーレン大都市圏にはこの他にも歴史的に重要な建造物がある。たとえばプロメナーデ沿いのツヴィンガーである。これは1528年に要塞の一部として建設された。1732年から1734年にヨハン・コンラート・シュラウンによって改築された後、19世紀末まで監獄として利用された。国家社会主義の時代には、1938年からヒトラーユーゲントのための「文化の家」として利用され、1944年からはゲシュタポの拘置所、拷問室、処刑場に改造された。1995年から1997年に完全に修復されたこの建物は警告の記念碑として用いられ、レベッカ・ホーンの作品「ダス・ゲーゲンロイフィーゲ・コンツェルト」が置かれている。この作品は、完全に具体的な場所に取り組んだ数少ない現代芸術作品の一つであり、この作者はそれまでタブーとして扱われ、壁に囲まれた場所に風穴を開けたのだった。
ケーニヒ通りに「ヘーレマンシャー・ホーフ」がある。1564年の石造りのファサードを持つこの貴族の館は、1834年からヘーレマン・フォン・ツィトヴィック男爵の所有となった。設計はおそらくヘルマン・トム・リングによる。豊かに構成された、従来の切妻建築から外れた豪華な正面の造りを持つこの建物は、ミュンスターで最も重要なルネサンス建築の一つである。2階中央の窓の上にはヴルガータからの引用「Post tenebras spero lucem」（暗闇故に光を望む）が埋め込まれている。この建物は第二次世界大戦中に火災による損傷を受けたが、外観は古い形で復元された。1963年にミュンスター行政裁判所がこの建物に入居した。1984年からここには、ノルトライン＝ヴェストファーレン州上級行政裁判所の支所が入居している。
この他の見応えある歴史的建造物としては、プロメナーデ北部のブッデン塔がある。この塔は、1200年より以前の都市防衛施設の遺構である。18世紀末に市壁が取り壊された後、この塔は1878年に水道塔に改築された。このため頂部に鋸壁が設けられ、その背後に水槽が取り付けられた。1945年以後改修がなされ、元の円錐屋根の形に戻された。この塔は、ツヴィンガー、2つの水濠、「ノイヴェルク」の遺構とともに最後まで遺ったかつての都市防衛施設の遺構である。
1589年に建造された「クラマーアムトハウス」は、ミュンスターで最も古いギルドハウスの一つである。ヴェストファーレン条約の協議の際、オランダ議会の外交使節がここに滞在した。1995年からここには、ドイツ唯一のアカデミックな学問・文化センター「オランダ館」が入居している。この建物はラムバート教会の北に位置している。
- へーレマンシャー・ホーフのファサード
- ブッデン塔
- クラマーハウス

#### 近代建築（戦後の建造物）
本市を訪れる人には、ミュンスターは特に歴史的建築で知られている。しかし、第二次世界大戦後に、近代的な属性を備え、興味深い建築上の成果を示す多くの建造物が建てられている。第二次世界大戦後最初の劇場建築の一つとして、ハラルト・ダイルマン、マックス・フォン・ハウゼン、オルトヴィン・レーフ、ヴェルナー・ルーナウの建築家グループによってコンクリートとガラスブロックの建造物ミュンスター市立ビューネが1954年に建設された。さらに1970年代初め、ダイルマンによって旧動物園にノルトライン＝ヴェストファーレン州住宅金融公庫の管理棟が建設された。

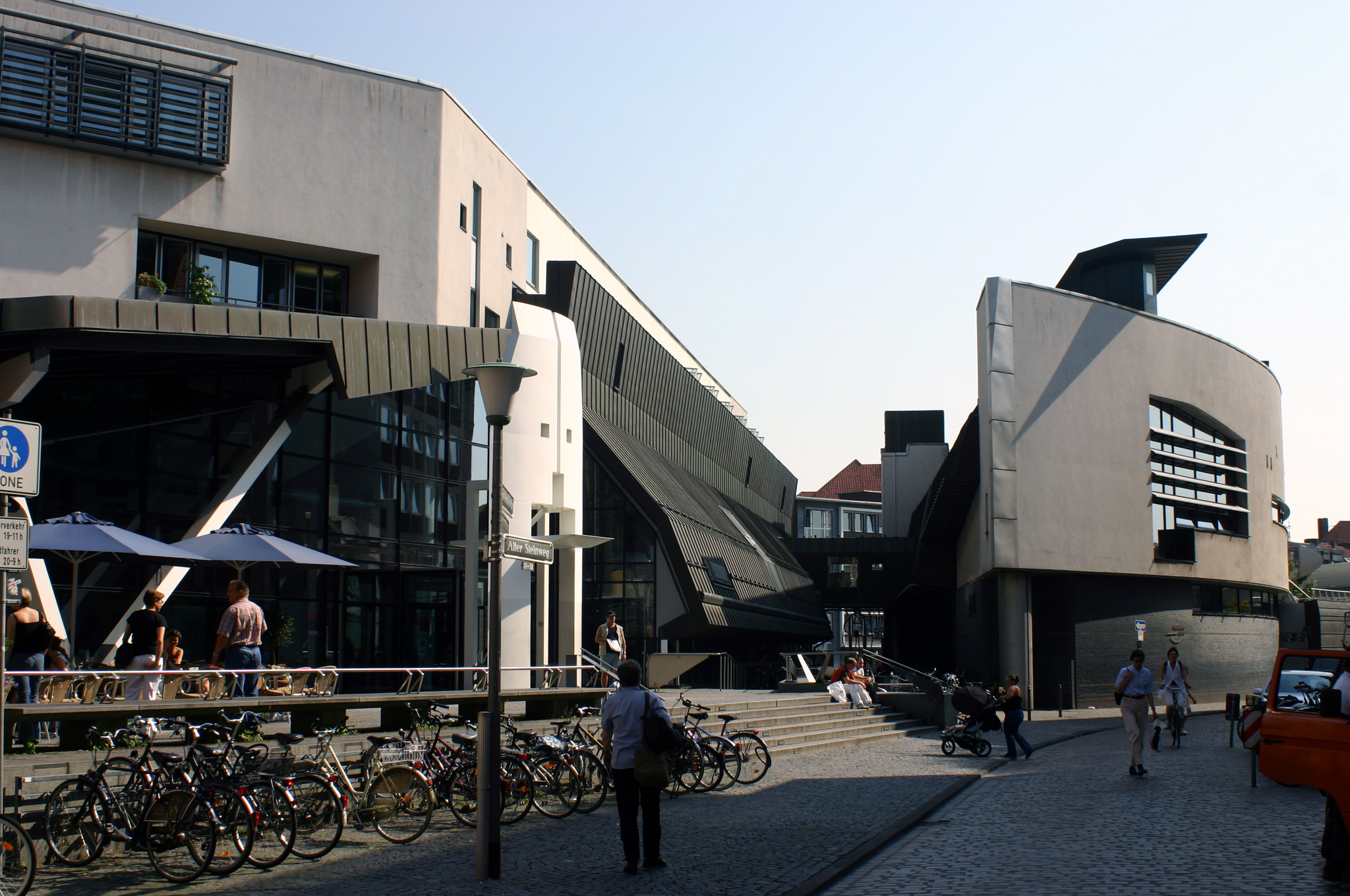
ミュンスター市立図書館

歴史的旧市街の近くに位置し、建築家から多くの称賛を寄せられる1993年建造の市立図書館（ボルス+ウィルソン建築事務所）は、古典的な「ミュンスター建築」と魅力的な対比を示している。レンガ、コンクリート、ガラスの建造物は船の形をしており、金属製の正面玄関はロストック造船所で製作された。
ミュンスターでは高層ビルの建設は今日に至るまで非常に控えめになされている。LVM保険会社の管理棟が高さ 70 m、大学病院の2つの病棟が高さ 62 m 。高さ 60 m を超える建物はこれだけである。

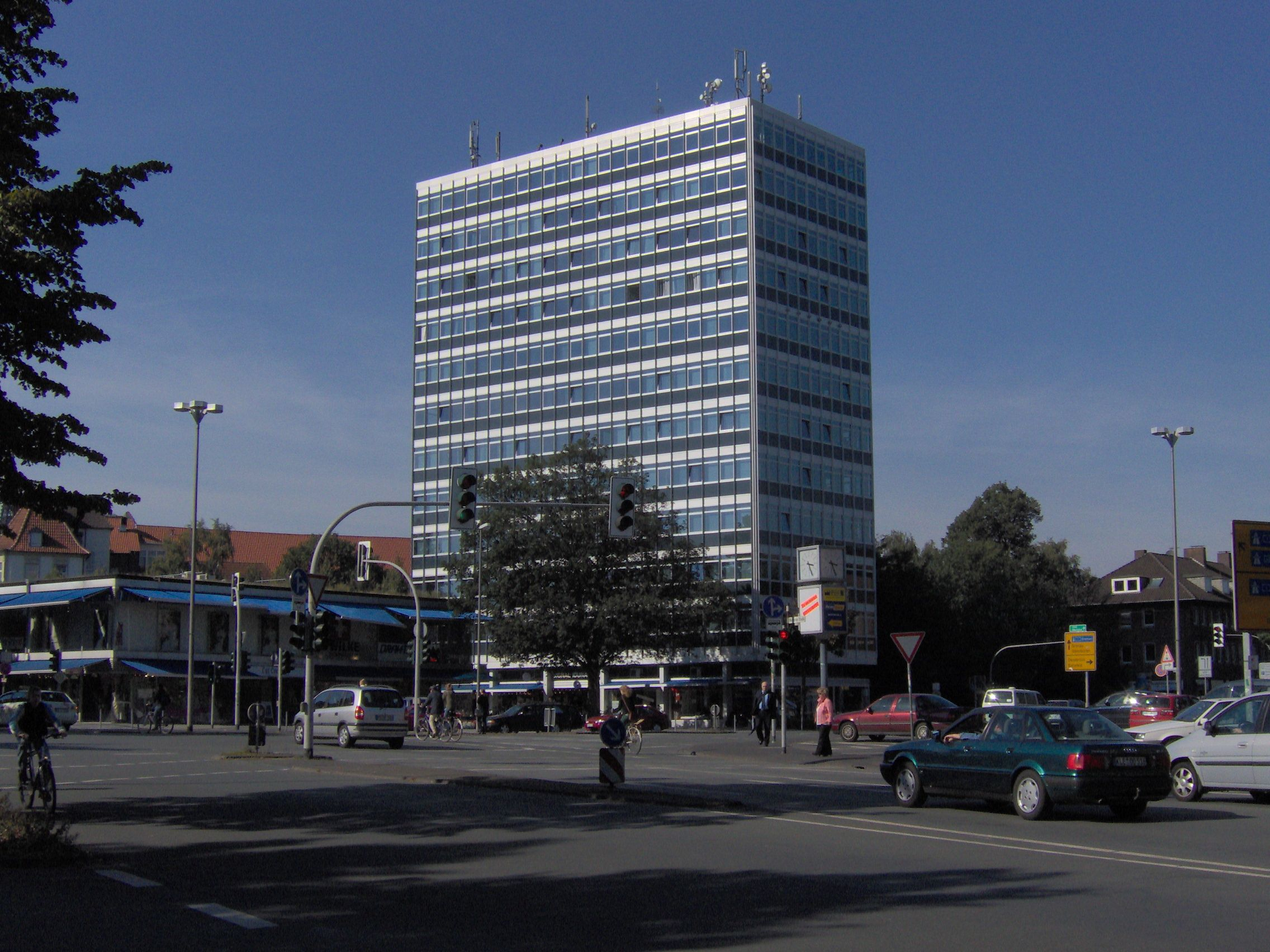
イドゥナ・ホーホハウス

ミュンスター初の高層建築は、ゼルヴァチー広場の12階建てのイドゥナ＝ホーホハウスである。このビルは、フリードリヒ・ヴィルヘルム・クレーマー、エルンスト・ジーファーツ、ギュンター・プフェニヒによって1960年から1961年に建設されたもので、保護文化財に指定されている。
20世紀末から21世紀初頭にミュンスターの新たな高層ビルについて議論が起こった。2001年から2002年にハンマー通りのレンガ建築群の真ん中に、ガラスと金属の建造物「ビューロタワー」が建設された。
城館前のそれまで駐車場に利用されていた城館広場の嵩上げも賛否両論を呼んだ。初めは、ヴェストファーレン＝リッペ地域連合の現代美術館と音楽ホールからなる「ヴェストファーレン文化フォーラム」の建設が計画された。この議論の核は特に、それによって減少する駐車スペースをどのように補填するかという点と、年に3回開催される教会祭の縁日を実施のための十分なスペースが城館前に確保できるかどうかという点であった。多くの様々なコンセプトが、コンペの段階ですでに出されていた。資金面の問題が最後まで明らかにされなかったため、2006年12月初めに地域連合は美術館建設に反対を表明した。その間に音楽ホールのコンセプトが確定した。2007年10月に市議会が資金援助を提案したが、2008年4月27日の住民投票で 70 % が支援に対して反対票を投じ、音楽ホールの建設は中断された。

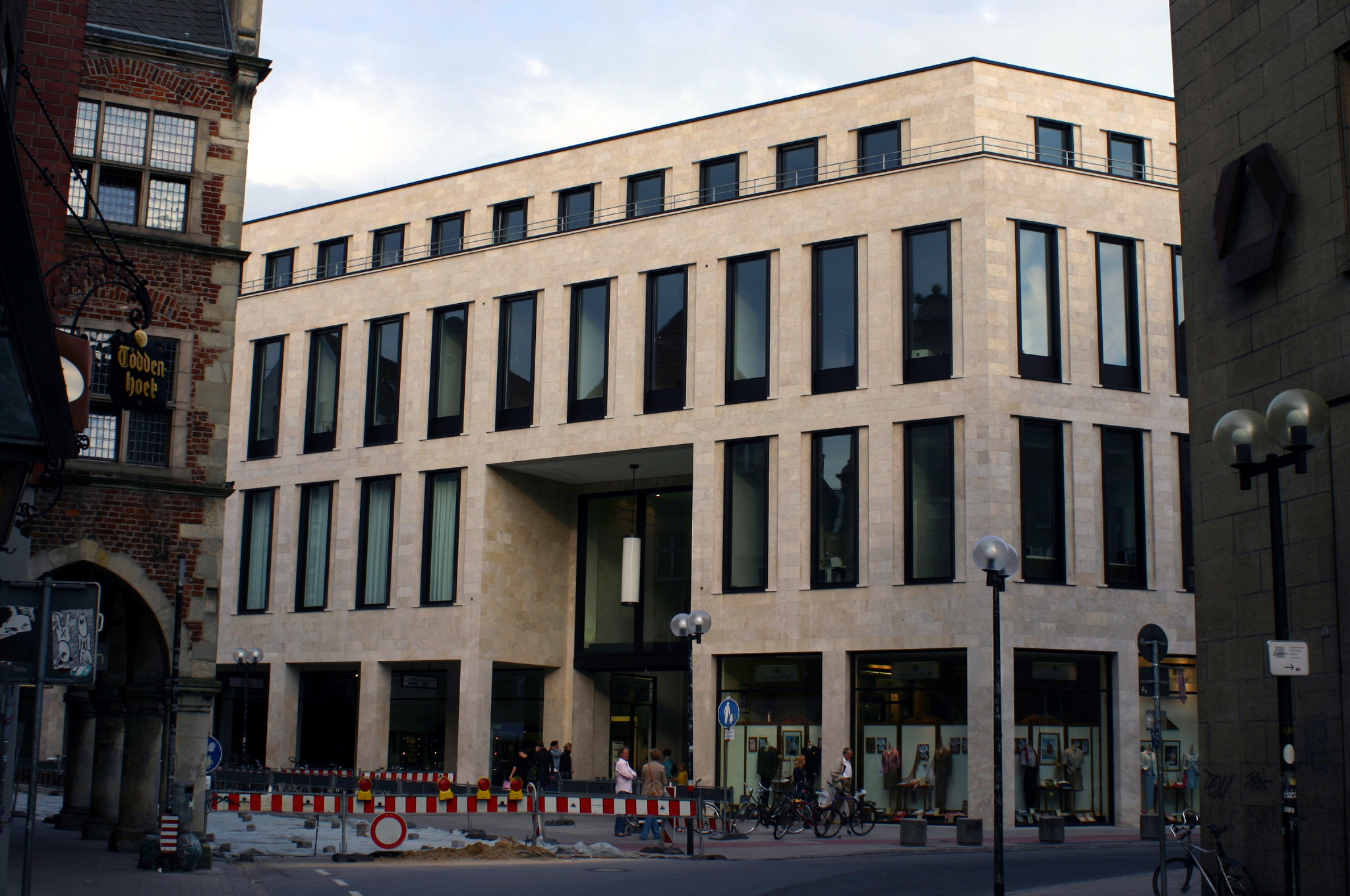
ミュンスター＝アルカーデン

ミュンスター内市街で、第二次世界大戦後最大の建築物はショッピングセンター「ミュンスター＝アルカーデン」である。そのコロネード様式の姿は議論を呼んだ。一方ではプリンツィパルマルクトのアーケードにとても良くマッチしていると評価され、他方からは嘲笑された。
格別に優れているのが、ハンザ・カレー/シュトゥーベンガッセの界隈である。この街は長年駐車場に使われていた内市街の広い空き地に建設された。2009年秋、この場所にショッピング/サービス/住居/飲食店センターがオープンした。これ以後小売業の街ミュンスターのダイナミックな発展の心臓部とみなされている。その好立地と魅力によりシュトゥーベンガッセは、歴史的中核市部を囲むとても賑やかなショッピング街のサークルを閉じる役割を担っており、これにより周回路が形成された。完成から数ヶ月後の2010年に、シュトゥーベンガッセは「都市建設と地域計画ドイツ・アカデミー」からドイツ都市建設賞を授与された。2012年10月に連邦の交通・建設・都市開発省はシュトゥーベンガッセに「都市発展と建築文化の統合」に関する国家賞を授与し、これを讃えた。
2005年に行われたユーバーヴァッサー教会周辺のユーバーヴァッサー街に建設された司教区図書館の新築工事は、特別な建築学上の挑戦とみなされている。スイスの建築家マックス・ドゥドラーは立方体の建物を合計3棟建設し、歴史建築の中にはめ込んだ。爆撃を受けた土地に戦後造られた別館とそれまで敷地を囲んでいた壁は取り壊された。これにより一般に立ち入りが可能な図書館へのアプローチとユーバーヴァッサー教会の新たな景観が得られた。
ミュンスターで最も高い建物は、高さ 229.5 m の放送塔である。この塔はザンクト・マウリッツ市区の南部、ヴォルベッカー通りの南、連邦道 B51号線の近くにある。
- LWL保険会社管理棟
- ハンマー通りのビューロタワー
- 司教区図書館
- ミュンスター放送塔

#### 教会

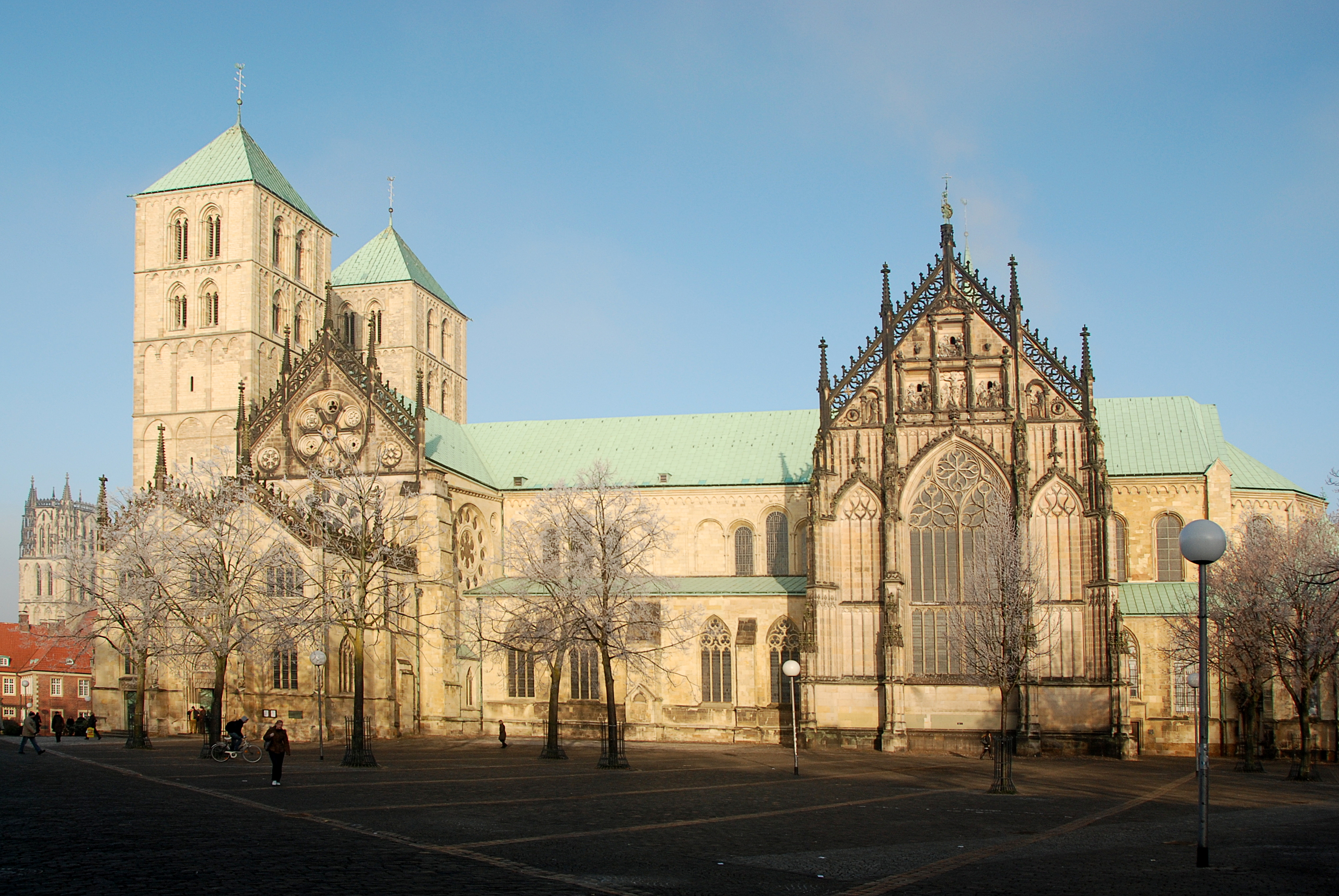
聖パウルス聖堂

教会はミュンスターの景観を強く形作っている。このためミュンスターは古くから「北のローマ」と呼ばれていた。ファビオ・チーギ、後の教皇アレクサンデル7世は、17世紀にヴェストファーレン条約の協議のためにミュンスターを訪れた時、この街について「雲まで届く尖塔があり、そこからみんなに聞こえるよう、メロディアスなグロッケンの音が響く」と言っている
数多くの教会が現在のミュンスターのスカイラインを形成している。ミュンスター住民は自分たちの街について皮肉を含んだ言葉で表現する「この街は雨降りか、教会の鐘が鳴っているかどちらかだ。その両方が同時に起こっているならば、それは日曜日ということだ」
ミュンスターの重要な2つの教会が、805年にはすでに建設が始まっていた聖パウルス聖堂と聖ラムベルティ教会である。
現在の聖堂は1225年から1264年に建設され、第二次世界大戦で大きな被害を受けたため戦後に改築された。1950年代の再建の際、当時の司教ミヒャエル・ケラーはミュンスター市民の大部分の意思や文化財保護に反し、建築学上重要な「ヴェストヴェルク」（聖堂西側の2本の塔の間の玄関部分）を再建せず、16の小さな、円状に配置された窓を持つ簡素な砂岩の壁に造り替えた。これらはしばしば「ケラーの窓」と呼ばれている。この聖堂は、特に緑青色の銅製の屋根によって遠くからも望むことができる。

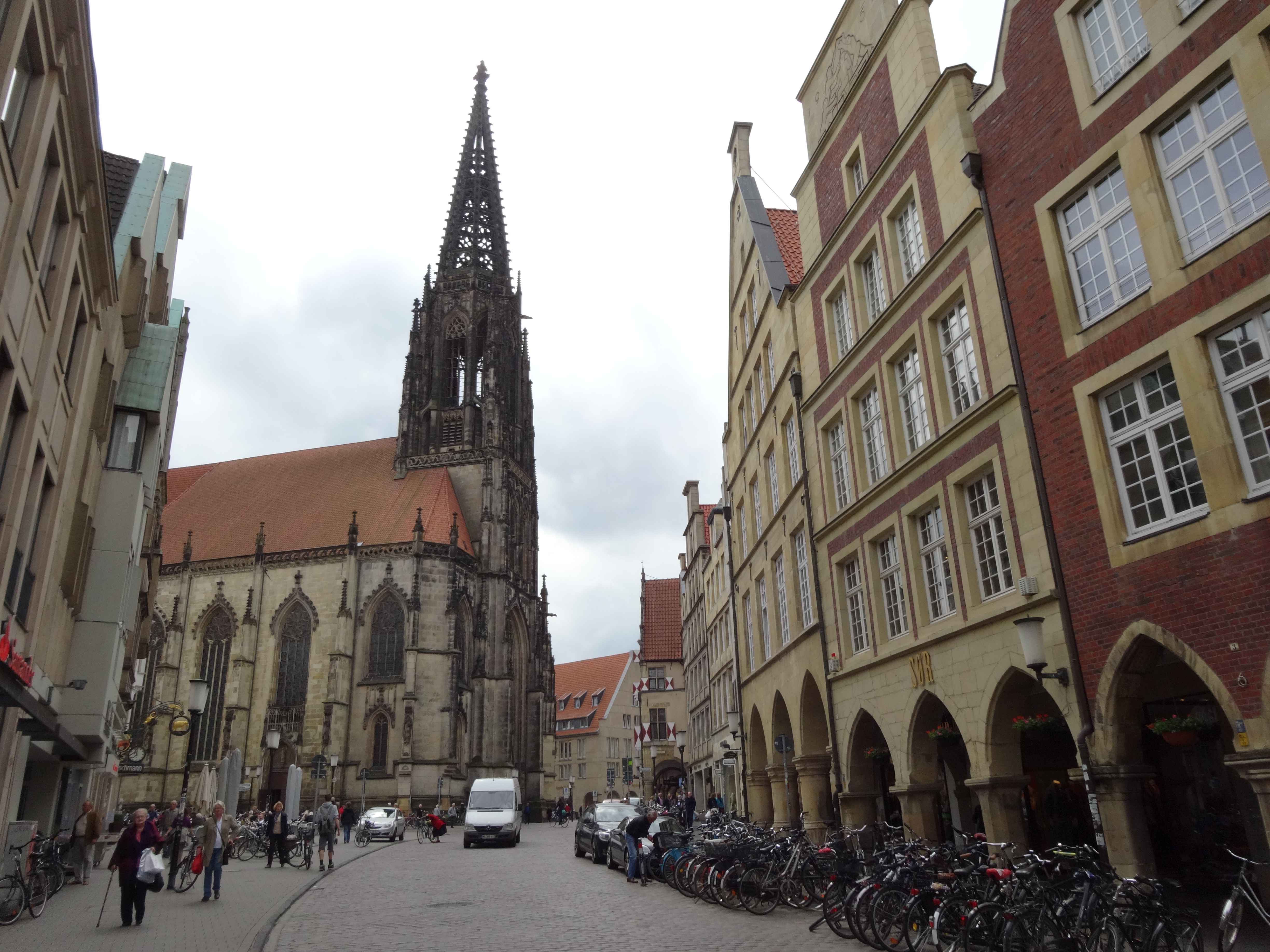
聖ラムベルティ教会

聖ラムベルティ教会は、商人の寄進によって創設された、司教座聖堂に対する「対抗教会」である。最初の教会設立は、1000年頃であることが示されている。現在の教会は1375年から存在している。この教会は塔に吊り下げられた籠で有名である。この籠は、再洗礼派が処刑された後この籠に入れられさらし者にされていたものである。修復されたオリジナルの籠が現在もここにある。1997年のスカルプチャー・プロジェクトにより、ローター・バウムガルテンによる「安息を求める3つの魂あるいは内なる炎の出現」を表現する「3つの鬼火」が設けられた。
ミュンスターで最も古い宗教建築が聖マウリッツ教会である。この教会は11世紀末に設立された。第二次世界大戦後の一時期この教会は、この街で唯一の使用可能な教会であった。
この他に、聖マルティンを守護聖人とする最も古いカトリックの宗教建築の一つである聖マルティーニ教会がある。この教会は1180年頃に建設された。この教会は、ミュンスター市立ビューネ近くのマルティーニ通りとノイブリュッケン通りの角にある。

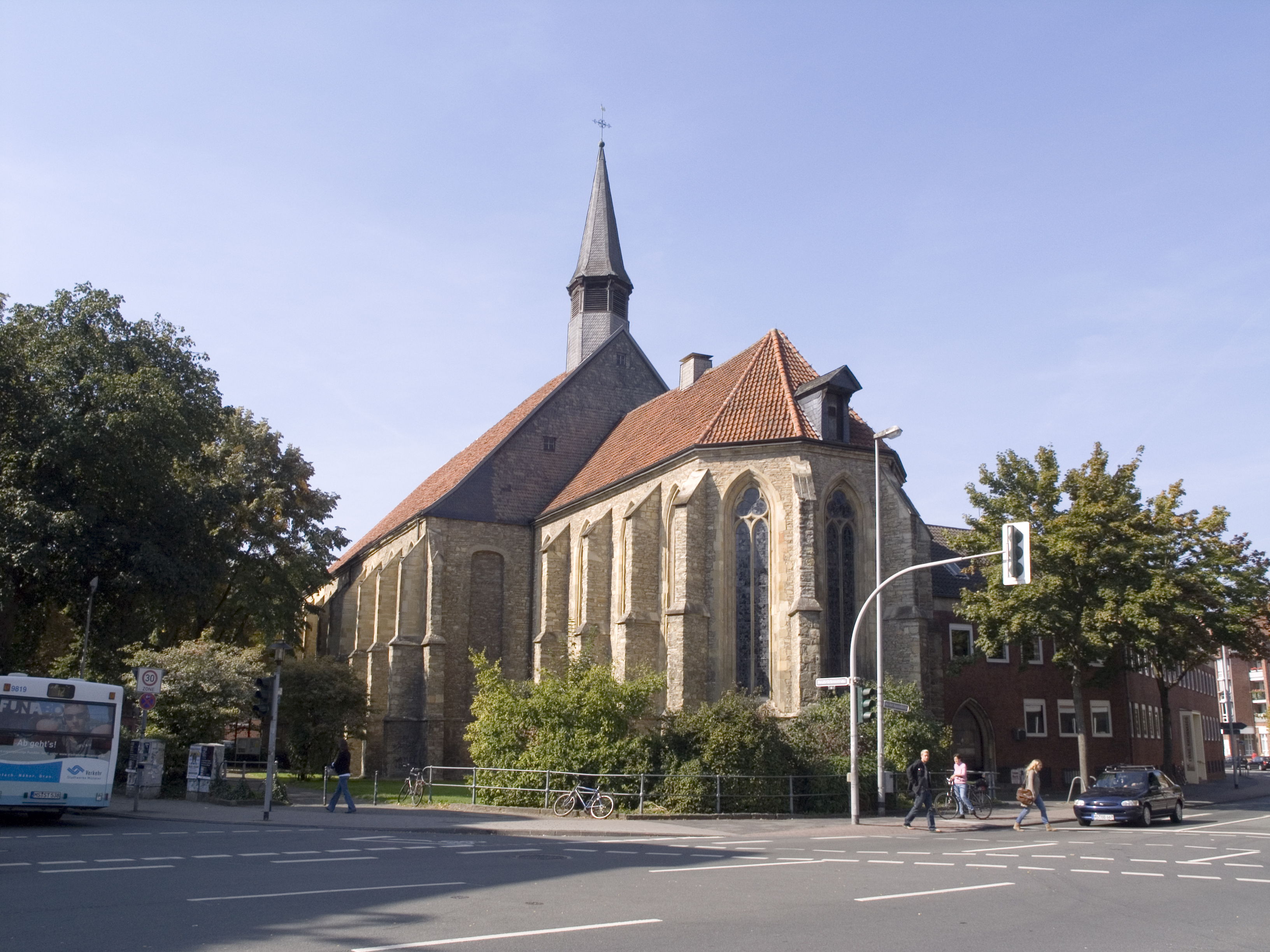
使徒教会

使徒教会はミュンスターで最初の純粋なゴシック教会であり、本市で最も古い福音主義教会である。この教会は1270年にフランシスコ会ミンダーブリューダー団の修道院教会として建設された。プロイセン時代に福音主義の兵舎と市民の教会となった。1590年から1597年に、ライン修道会により最初のイエズス会教会としてペトリ教会が建設された。聖ルトゲリおよびエギディー教区のカプチン会教会は1724年から1728年にヨハン・コンラート・シュラウンの設計に基づき建設された。この教会はカプチン会最初の修道院教会である。1905年建造の聖ヨーゼフ教会は内市街の南に位置するネオゴシック様式の大きな教会である。ガイスト街の聖霊教会（1926年 - 1929年）はこの街では数少ないノイエス・バウエン様式の重要な建造物の一つである。
ミュンスターで数少ない福音主義教会が救世主教会である。その最初の教会堂は1900年頃に完成した。第二次世界大戦でこの最初の建物が破壊された直後にオットー・バルトニングにより、いわゆる「救貧教会」として新しい建物が建設された。この教会は工業生産されたガラス窓とネオン灯を有する。この教会内では定期的に救済者コンサートが開催されている。
アンドレアス福音主義教会共同体は、1960年代末にミュンスター＝コールデに狩の教会を持つ幼稚園を開設した。1974年から1982年に建築家ロタール・カルマイヤーの設計に基づき教会と鐘楼（1984年）をもつ教団センターの新しい建物が建てられた。さらにこの教会には、芸術家ヨハネス・シュライターの階段状の窓がある。
- 1900年頃の聖パウルス聖堂のヴェストヴェルク
- 現在の聖パウルス聖堂の「ケラーの窓」
- 聖ランベルティ教会の「3つの鬼火」
- 聖マウリッツ教会
- 聖マルティーニ教会
- 聖ペトリ教会
- 聖ヨーゼフ教会
- 聖霊教会
- 救世主教会

### 演劇

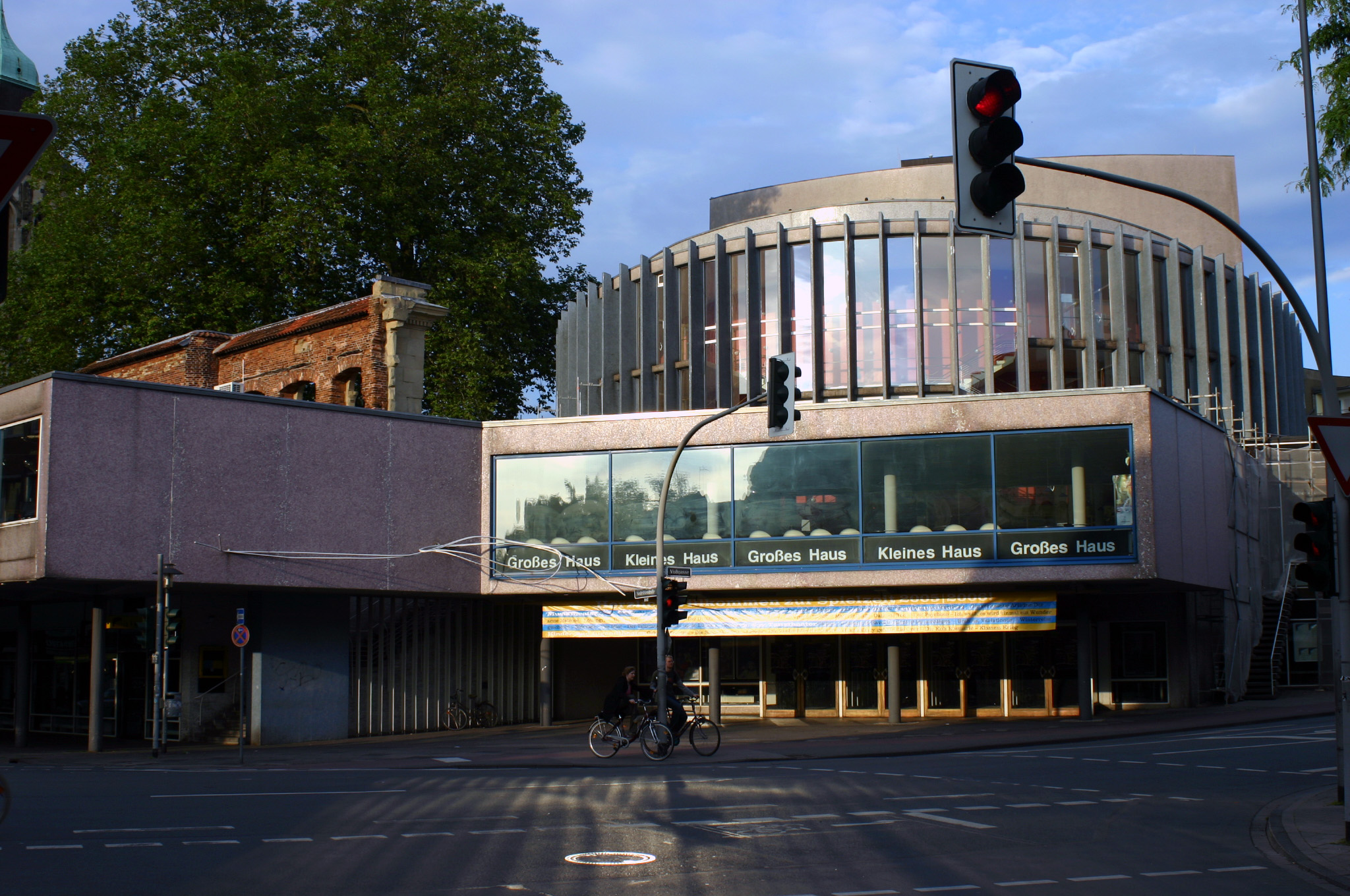
テアター・ミュンスター

大小のホールからなるテアター・ミュンスター（旧ミュンスター市立ビューネ）は旧市街の北、ノイブリュッケン通り沿いにある。この劇場は、4種類の音楽劇場（オペラ、オペレッタ、ミュージカル）、演劇、ダンスシアター（バレエ）およびミュンスター青年劇場の公演に用いられている。さらに低地ドイツ語演劇、数多くの客演公演、朗読会、展覧会などがその合間に開催される。テアター・ミュンスターの建物は第二次世界大戦で完全に破壊された。この劇場は1955年に再建され、ドイツ最初の新劇場とされている。古い建物を記念して、劇場の中庭にレンガの壁が遺されている。この建物はユニークで近代的な感覚の建築で人の目を惹く。
港のクレアティーフ埠頭にヴォルフガング・ボルヒェルト劇場がある。この劇場は、ドイツで最も古い民営劇場で、1956年に文学志向の前衛劇場として設立された。劇場付属のアンサンブルを含むプロ劇団の演劇計画には、個性的な古典作品の演出や近代演劇、音楽劇、舞踏劇が含まれる。劇場支配人マインハルト・ツァンガーの下、この劇場に2006年8月に2つめのステージが造られた。100人収容のホールの他に、この75席の WBT-マガツィーンでも十分な感興が得られる。

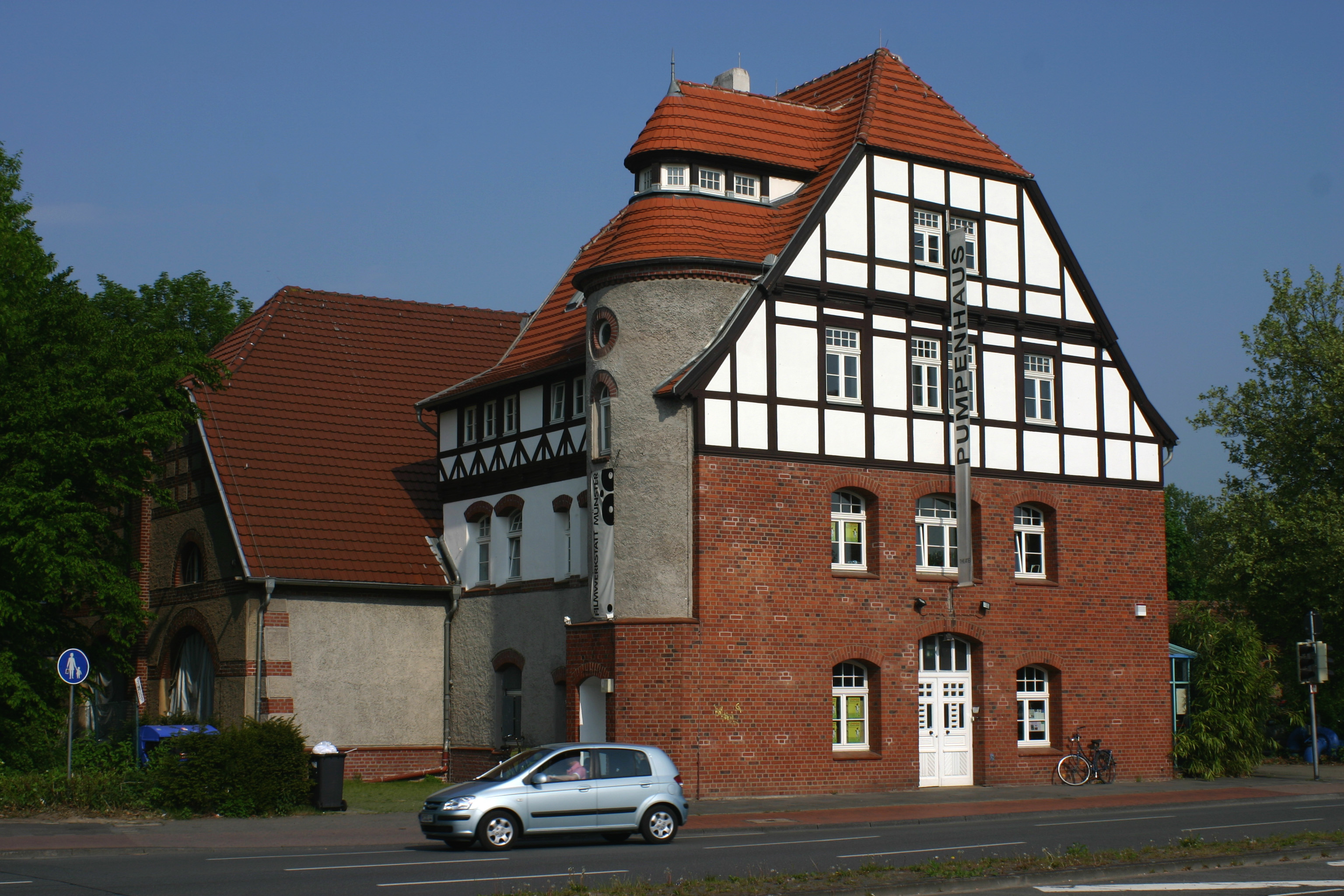
テアター・イム・プンペンハウス

テアター・イム・プンペンハウスは、ノルトライン＝ヴェストファーレン州で最初の野外劇場であり、ノルトの中心地からほど近くに位置している。1985年に設立されたこの劇場は、1999年から芸術監督ルトガー・シュナイダーの下で営業されており、演劇や舞踊のためのプロダクションハウスとなっている。この他の重点は、若者による若者向けのプロダクションである。数多くのプロダクションが、劇場が所有する練習場ホッペンガルテンで制作されている。テアター・イム・プンペンハウスは市の舞踊・演劇レーベルの共同制作者として参加しており、国内外のプロジェクトやフェスティバルを提案・組織している。
ハンザ街に位置する1984年設立の室内劇場「クライナー・ビューネンボーデン」は、2007年に創設者のマリアンナ・タラシノフが亡くなるまで上質なダンス、パントマイム、ドラマ、人形劇を上演する民営の劇場であった。新しい劇場支配人コンラート・ハラーとトルステン・ヘルタースによって2010年から独自制作のプロダクションや、演芸、キャバレー、コンサート、政治劇分野の優れた客演公演が行われている。
これに対して、ミュンスターの「演劇教育センター」は演劇を志す若者を育成している。数多くのオリジナルなプロダクションを制作しており、俳優はすべて学校の学生が演じる。中央駅の真向かいにある「GOP-ヴァリエテー」では、近代的なバラエティーショーが上演されている。

### 映画
ミュンスターは学生比率が高いことから映画の街と見なされている。最も成功した映画には8万人近くの観客が訪れる。連邦平均と比較して1.5倍から6倍の観客数である。

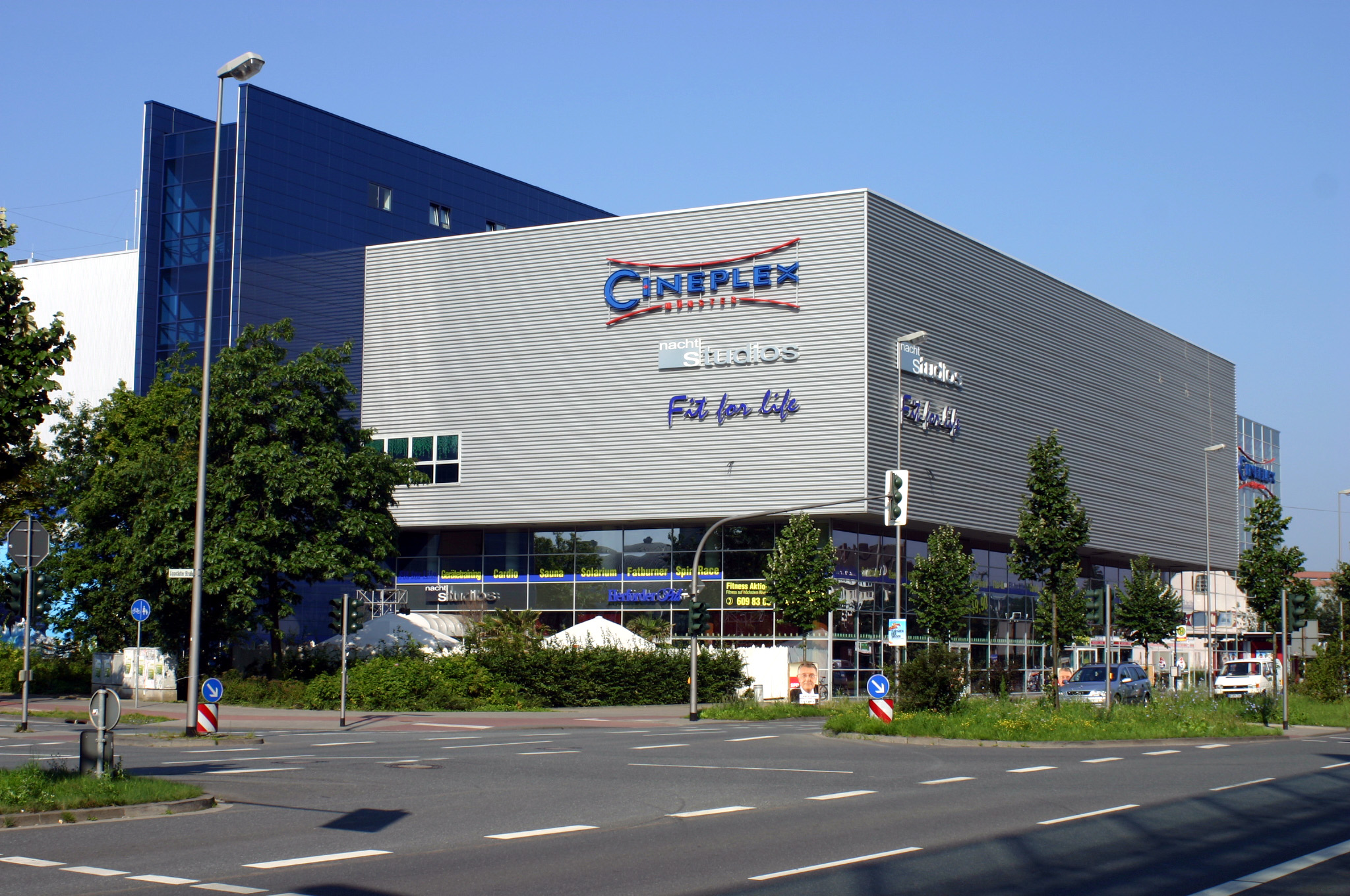
ミュンスター・シネプレックス

本市最大の映画館が港の近くにあるシネプレックスであり、9面のスクリーン、2,761席を有している。この一般向け映画館の他に2つのプログラム映画館がある。内市街東部の「クルベルキステ」を有する「シネマ」と、内市街北部の「シュロステアター」がそれである。
2000年にシネプレックスがオープンする前は、他にハリウッドのメインストリームに特化した5つの映画館があったが、2007年末までに徐々に閉館していった。ともに中央駅前にあった「ローラント＝テアター」と「メトロポリス」、ともにルトゲリ教会前にあった「アポロ＝テアター」と「フュルステンホーフ」、ザルツ通りの「シュタット・ニュー・ヨーク」（以前は「シャウブルク」という名前であった）がそれらである。ミュンスターで撮影されたウルリヒ・シャモニの映画「Alle Jahre wieder」（直訳すると「毎年繰り返し」）は1967年に「アポロ＝テアター」で初上映された。この映画は、ドイツ映画賞や1967年ベルリン映画祭「銀熊賞」を受賞した。

### 音楽

#### 大学
1919年、ミュンスター市の音楽学校としてヴェストファーレン音楽学校が設立された。1972年、この学校はデトモルト音楽大学ミュンスター分校となった。2003年以来、名称を「ミュンスター音楽大学(Musikhochschule Münster)」とし、ヴェストファーレン・ヴィルヘルム大学に所属する教育機関となった。現在、この音楽大学には約 500人の生徒と約 200人の教員がいる。

#### オーケストラ

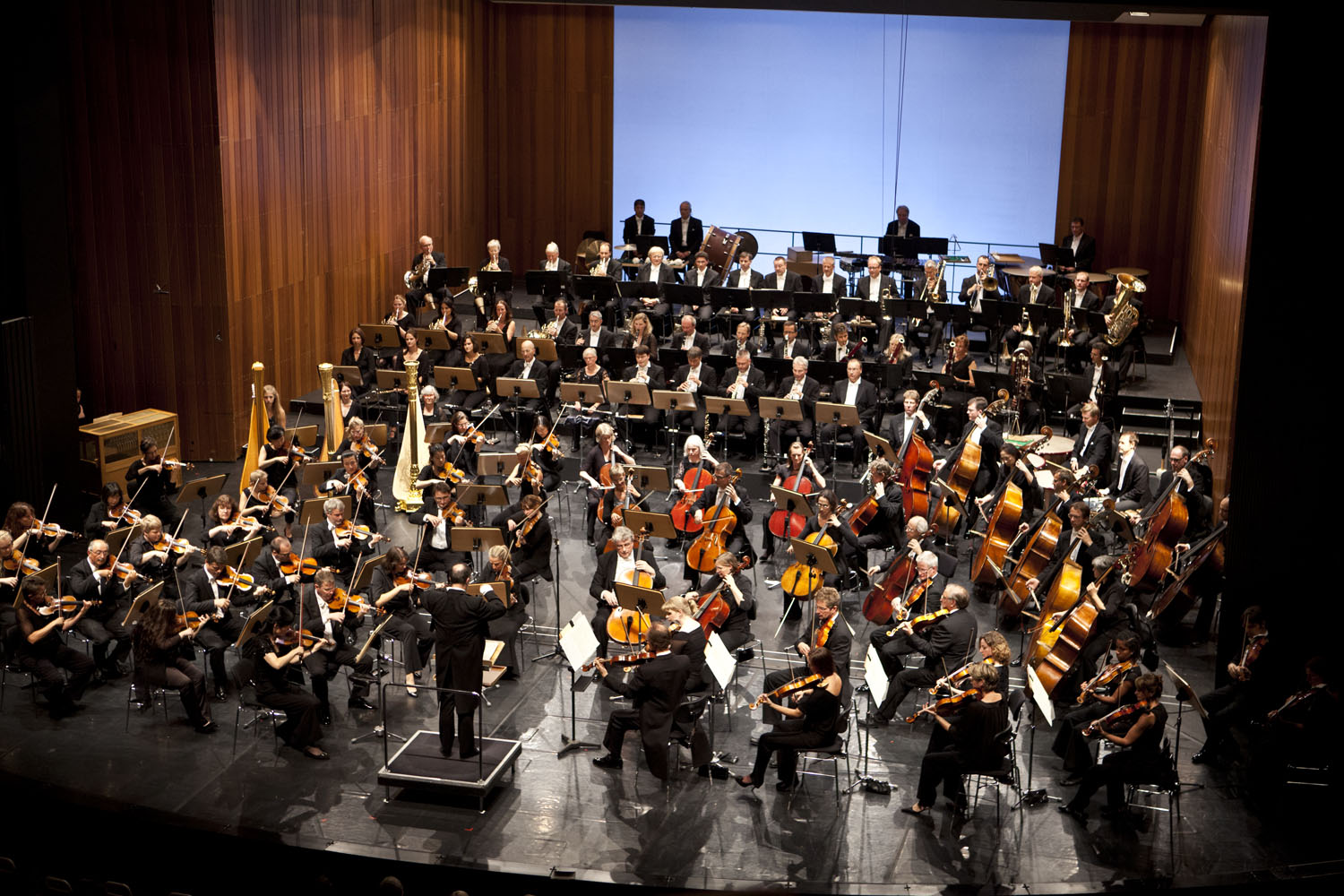
ミュンスター交響楽団

早くも司教領主時代からミュンスターにはオーケストラ「ホーフカペレ」（宮廷楽団）が存在しており、たとえばロムベルク一家がこの楽団で活動した。このオーケストラでは、たとえばミュンスターの作曲家マクシミリアン＝フリードリヒ・フォン・ドロステ・ツー・ヒュルスホフの作品などが演奏された。
ミュンスター市が運営している現在のミュンスター交響楽団は、市立劇場を本拠地としている。このオーケストラは、市立劇場での定期演奏会の他に、市庁舎やエルプドロステンホーフでのコンサートや子供コンサートを開催している。ミュンスターにはこの他に数多くの学生オーケストラがある: 約75人の団員（そのほとんどが学生である）によって自主的に運営されているシンフォニーオーケストラの「ミュンスター学生管弦楽団」は、時折開催されるたとえば映画音楽や劇場音楽などの風変わりなオーケストラ編曲や、20年以上の間半年ごとに開催している子供向けコンサートなどでの幅広いレパートリーで知られている。ミュンスター・ユンゲ交響楽団は、やはり70人の団員による自主運営の学生オーケストラで、元々はミュンスター学生管弦楽団に由来する。
コレギウム・ムジクム・インストルメンターレは、主に大学の音楽学および音楽教育研究所の学生と卒業生からなるオーケストラである。このオーケストラは、歴史的に興味深い作品レパートリーの他に、珍しい楽器を含む知られざる作品を採り上げている。アルテ・フィルハーモニー・ミュンスターは、学生オーケストラ経験者の元学生によるオーケストラである。そのコンサートプログラムでは、20世紀の現代音楽と古典主義・ロマン主義音楽が組み合わされている。ヴェストファーレン・ヴィルヘルムス大学ミュンスターの室内管弦楽団アミキ・ムジキはこれとは対照的にバロック音楽に重点を置いている。

#### 合唱
室内合唱団カンティクム・ノヴムは約30人からなるヴォーカル・アンサンブルで、特に宗教的なア・カペラ合唱曲に注力している。2000年にミヒャエル・シュムッテによって設立されて以降この合唱団はルネサンスから現代音楽までの要求度の高い作品をレパートリーにしており、この地域の文化生活に確固たる地位を築いている。2009年11月7日から8日に開催された第8回ノルトライン＝ヴェストファーレン州合唱コンクールで、カンティクム・ノヴムは40人以下の混声合唱団部門で優勝した。2013年10月12日から13日にドルトムントで開催された第9回の州合唱コンクールでも1位を護った。
ミュンスター聖堂音楽隊には、混声成人合唱団の「聖パウルス聖堂合唱団」（現在の形での創設は1947年）、「ミュンスター聖堂女声合唱団」（1992年創設）、児童合唱団「カペラ・ルトゲリアーナ」（2009年創設）がある。聖堂音楽隊の合唱団は、なによりも聖パウルス聖堂での典礼を構成するものであるが、ミュンスターの内外でコンサートを行ってもいる。聖パウルス聖堂合唱団はドイツ全チェチリア連合に加盟しており、女声合唱団とカペラ・ルトゲリアーナはプエリ・カントレス国際連盟の会員である。聖堂での合唱団の練習場や訓練場として2013年からミュンスター聖堂歌唱学校が設けられた。この学校はフリーデンスシューレ・ミュンスターの敷地内にある。
ミュンスター・ハインリヒ＝シュッツ合唱団はミュンスター/ヴェストファーレン・福音主義救世主教会の教会合唱団であり、同時に全国的に活躍するコンサート合唱団でもある。この合唱団は1960年代の初めからこの名前を名乗っている。ハインリヒ＝シュッツ合唱団は、イギリス、フランス、オランダなどへコンサートツアーに出かけている。ミュンスターでは年に2 - 3回大きなコンサートを行っている。1992年から2010年までヴィンフリート・ヴェルガーがこのアンサンブルを指導し、特に歴史的演奏法について教育を行った。この合唱団は1998年に、ヴェストファーレン条約350年を記念して、1648年にハインリヒ・シュッツが作曲した宗教合唱曲全曲を演奏した。
ミュンスター室内合唱団は1997年にミュンスター音楽大学室内合唱団を母体として発足した。母体となった音楽大学室内合唱団は、1975年に教会音楽ディレクターで合唱指揮の教授であったヘルマン・クロイツによって設立された。1997年のライプツィヒにおけるドイツ福音主義教会会議での演奏を最後に大学と分かれた。これ以後約40人の合唱団員が、フリーの合唱団としてヘルマン・クロイツと集中的な練習を行っている。レパートリーは要求度の高い新旧の宗教音楽を含んでおり、通常1年に3つのコンサートプログラムを聴衆に提供している。さらに毎年定期的に国外への演奏旅行を行っている。
使徒教会のカントライは1946年に創設された。この合唱団は約80人の団員を擁し、約20人のフィギュラール合唱団や室内管弦楽団を有するカントライ（大規模な合唱団）である。
ミュンスター・コンサート合唱団は、1816年に音楽協会の合唱団として設立され、約50人の団員を擁している。1919年からはミュンスター交響楽団と協力関係を結び、合唱団の音楽監督が総合音楽監督を務めている。重点は合唱とオーケストラのための作品で、合唱は市立ビューネの大規模オペラ作品で必要な場合にはこれに出演する。
ヴェストファーレン・ヴィルヘルムス大学の大学合唱団は、学生マドリガル合唱団やアンサンブル22とともにミュンスター大学コレギウム・ムジクム・ヴォカーレを結成している。マドリガル合唱団は1947年に、大学合唱団は1981年に大学合唱団音楽監督のヘルマ・クラムによって設立された。コレギウム・ムジクム・ヴォカーレは1998年4月からウルリヒ・ハスペルが指導している。レパートリーはバロックから20世紀までの大規模な合唱作品である。
ヴェストファーレン室内合唱団ミュンスターは1978年に設立され、それ以来芸術監督マルクス・フェールヴァイサーの下で演奏を行っている。この合唱団は宗教・世俗の無伴奏音楽の膨大なレパートリーを有しているが、特に19世紀から20世紀の要求度の高い合唱作品を演奏することに力を注いでいる。ミュンスターや他のドイツ都市で数多くのコンサートを開催し、ヨーロッパの他国やアメリカ合衆国へ定期的に演奏旅行を行い、WDRのプロダクションに参加し、ドイツ合唱コンクールで受賞するなど、ヴェストファーレン全域で知られる合唱団である。

#### 著名な音楽家
ミュンスターの、おそらく最も成功したバンドが、ヴォルベックで結成された H-Blockx である。彼らは1994年からのクロスオーバーミュージックでの成功により知られている。1980年代から1990年代に大変大きな成功を収めたバンドがアルファヴィルである。デビュー曲「ビッグ・イン・ジャパン」や特にシングル「フォーエバー・ヤング」はニュー・ウェイヴの特徴を有している。同じくミュンスターで結成された、初めてのドイツ語スカバンドがエル・ボッソ & ディー・ピン＝ポンである。2000年 H-Blockx とともにヒット曲「リング・オブ・ファイアー」を歌ったドクター・リング＝ディングはこのバンドのメンバーであった。
ドイツの主導的ア・カペラ・グループがミュンスターの 6-シリンダーである。このグループは1983年に結成された。この他の有名なバンドとしては、ニーエラ、ヘルルナー、ロング・ディスタンス・コーリング、ミゼリー・スピークス、ムフ・ポッター、ミスター・アイリッシュ・バスタードがある。ジャズミュージシャンの Marie Séférian やシンガー＝ソング・ライターのロビン・トム・リンクミュンスター出身である。
同じくミュンスター出身者には、ミュージカル歌手ウテ・レンパー、エンターテイナーのゲッツ・アルスマン、女性シンガーのタニタ・ティカラムがいる。DJ のヴェストバムは、マクシミリアン・レンツとしてミュンスターで生まれた。ウード・リンデンベルクが率いるパニックオーケストラのベーシストであるシュテフィ・シュテファンはミュンスターで知られている。

#### その他
1999年からフライエ・ミュージカル・アンサンブル・ミュンスターが開催されており、「屋根の上のバイオリン弾き」から、あまり上演されない「キャンディード」、「スカーレット・ピンパーネル」さらには怪奇ミュージカルの「ダンス・オブ・ヴァンパイア」や「ジキル&ハイド」に至るまでが上演され、客演者が訪れることで、ミュンスター市の境界を超えて他の都市でも知られている。
「ヴィリーおじさん」という名で知られるミュージシャン、クラウス・ラインハルトは、何年もの間、歴史的市庁舎の階段に座ってボブ・ディランなどの曲を演奏していた。ミュンスター独自の、都市の風景に溶け込んだ存在として、1993年に後の上級市長マリオン・テューンスによってその権利が保証された。ヴィリーおじさんの最後の市庁舎前コンサートは2015年2月21日であった。彼の晩年は WDR のブログに記録されており、2015年のグリム・オンライン・アワードにノミネートされた。

### 博物館・美術館

#### 歴史博物館

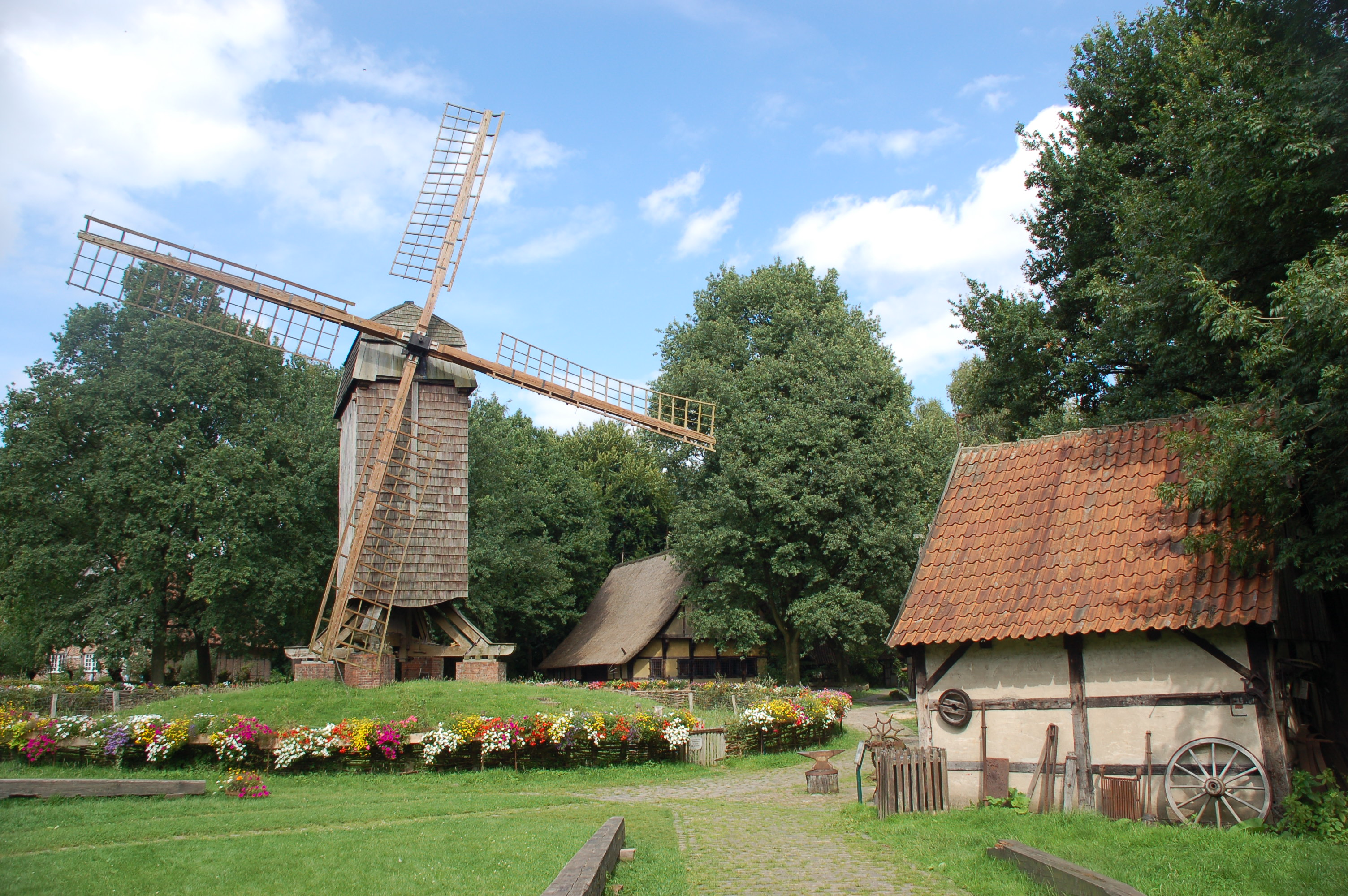
ミューレンホーフ野外博物館のボック風車

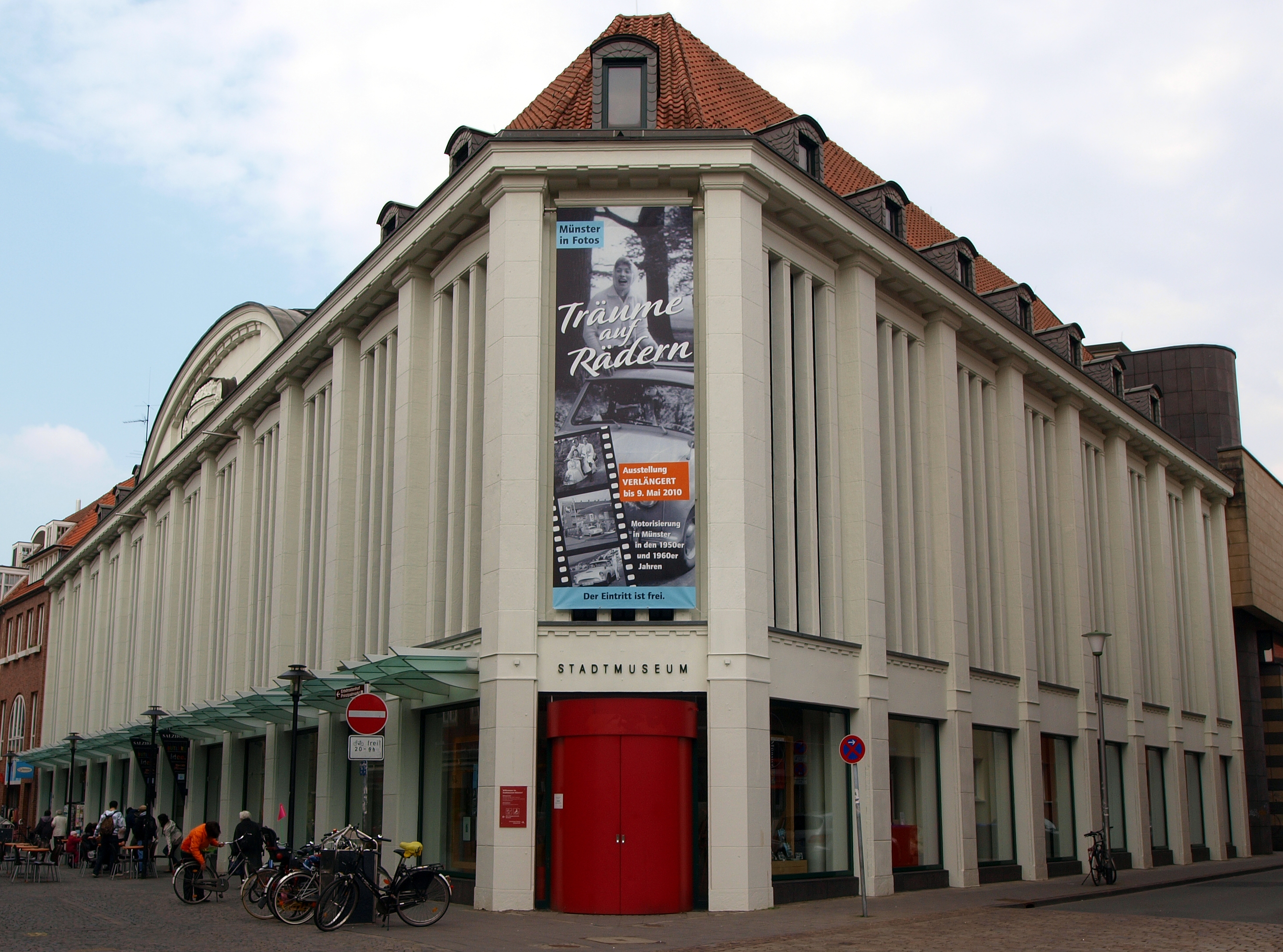
ミュンスター市博物館

ミュンスターには、歴史をテーマとする博物館が数多く存在する。ドーム広場のフュルステンベルクハウスに入居している1883年設立の大学考古学博物館もその一つである。このコレクションは、3つの分野からなっている。ギリシア時代やローマ時代の小さな工芸品や、古代鋳造像のコレクションが様々な古代ギリシア遺跡や聖域の立体的で大規模なモデルを装飾している。元々の展示品は第二次世界大戦中1944年に完全に破壊された。
ゼントルプのミュンスター・アルヴェッター動物園の隣、アー湖の畔に1959年/60年にオープンしたミューレンホーフ野外博物館は、過去の完全に特別な景観を体験することができる。この博物館村周辺では、17世紀から19世紀のヴェストファーレンの生活が30棟を超える建物とともに再現されている。これらの建物は例外なく、元の場所からこの野外博物館に移築された歴史的な建造物である。極めて有名な建物が、エムスラントから移築された1748年建造のボック風車である。
ザルツホーフ・ショッピング街のザルツ通り沿い、ザーファティー広場の近くにミュンスター市博物館がある。1979年に設立されたこの博物館は、古くは793年から現代までのミュンスター市の歴史を展示している。さらに、ミュンスターをテーマにした起源を区切った特別展示がなされている。
この他に、一見の価値がある博物館がカイザー＝ヴィルヘルム＝リングのヴィラ・テン・ホムペルである。このかつての企業主の邸宅は、国家社会主義の時代、1940年から第IV防衛地区のための秩序警察本部であった。ここから約40人の職員が約20万人の、いわゆる「秩序維持力」を管理した。彼らは、ユダヤ人やロマの大量殺害に関与した。その後この邸宅は、1953年から1968年まで戦後賠償に関する役所が本部を置き、1999年以降はドイツの国家社会主義に対する記念館が入居している。
- ミュンスター大学考古博物館
- ヴィラ・テン・ホムペル

#### 美術館

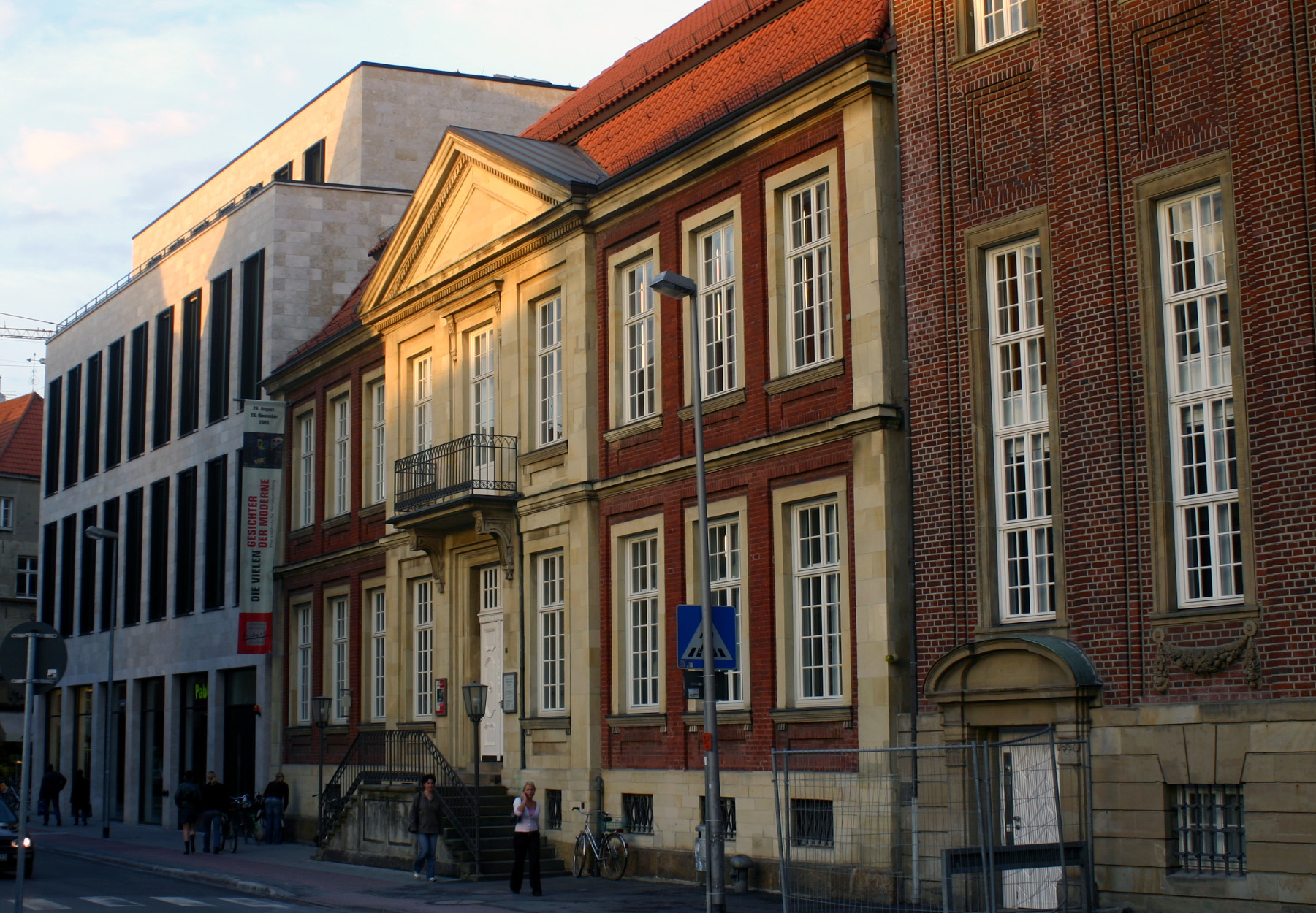
パブロ・ピカソ美術館

ミュンスターの歴史的旧市街のローテンブルク近くにパブロ・ピカソ美術館がある。この美術館はミュンスター＝アーケードに接続しており、元来はドルッフェル家のためにクレメンス・アウグスト・フォン・ヴァゲデスの設計によって1784年から1788年に建設されたドルッフェルシャー・ホーフと呼ばれる建物に入居している。この博物館は、ヴェストファーレン＝リッペ貯蓄銀行、ヴェストLB、プロヴィンツィアル保険会社およびフイツィンガ夫妻によって設立された。このコレクションは、パブロ・ピカソの様々な創作時期の作品を含んでいる。特に、闘牛、女性、ケンタウロスを描いたアンティーブ滞在中のリトグラフシリーズがここにある。
ヴィントホルスト通り沿い、プロメナーデに接した中央駅のすぐ近くに、BASFコーティング GmbH の大規模なラッカー工芸美術館がある。この美術館は、東アジア、ヨーロッパ、イスラム世界の、2000年以上にわたる1000点以上のラッカー工芸品コレクションを有している。

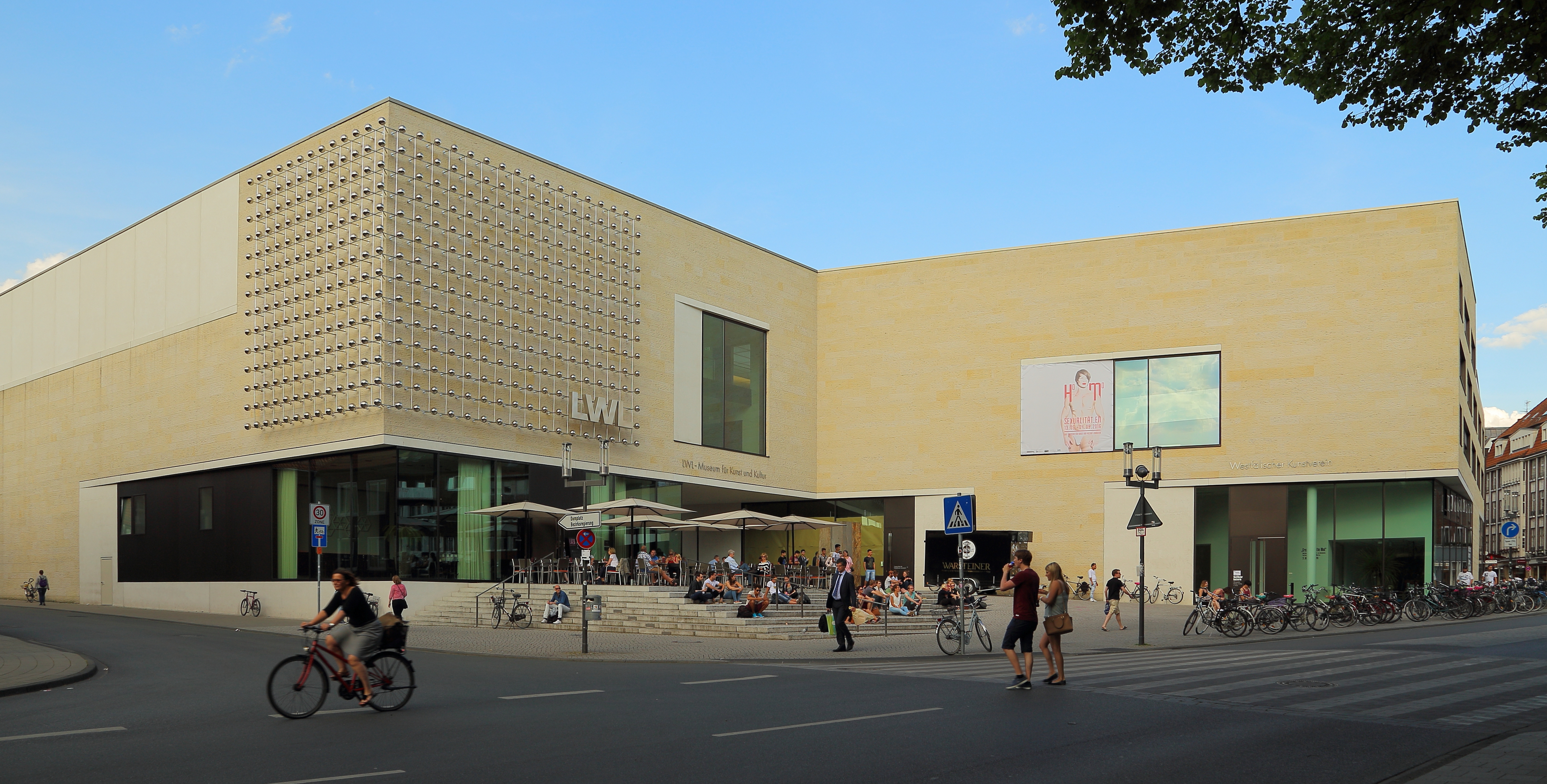
LWL-美術・文化館

ドーム広場のLWL-美術・文化館は、中世初期から現代までの重要な美術作品を展示している。展示の重点は、ロマネスクおよびゴシックのモニュメンタルな彫刻や旧ヴェストファーレンの絵画で、クラシックモダンあるいは現代の芸術作品である。この博物館は特にゾーストのアンテペンディウム、コンラート・フォン・ゾーストの絵画、シュタイン男爵コレクションのゲルラフスのマイスターによる名高いロマネスクのステンドグラスで知られている。ルネサンスはミュンスターの画家一族トム・リング家が代表している。再洗礼派の時代やヴェストファーレン条約といったヴェストファーレンの歴史における大事件が、バロックや初期市民時代の芸術作品とともにコレクションの中で活きづいている。ユーゲント・シュティールの時代は、ミュンスター出身の芸術家ベルンハルト・パンコックやメルヒオール・レヒターによって代表されている。さらに、マックス・リーバーマンやロヴィス・コリントをはじめとする大規模なドイツ印象派の作品や表現主義の作品もある。また、芸術家グループ「ブリュッケ」や「青騎士」の作品が特別な重点を形成している。特にヴェストファーレン出身の芸術家アウグスト・マッケの大規模なコレクションを収蔵している。この美術館は、1977年から10年周期で、市内全域各所に現代芸術家がその作品を展示するスカルプチャー・プロジェクト（ミュンスター彫刻プロジェクト）を行っている。美術館の展示の大部分はヴェストファーレン芸術協会からの永久貸与である。この芸術協会は、ドイツでも重要で、最も古い芸術協会の一つであり、この美術館の共同開設者の一つでもある。この美術館は、様々な時代のヴェストファーレン地域の芸術作品収集や美術館内外の組織・展示を行う他に、新鋭芸術家に対し奨励賞を授与してもいる。

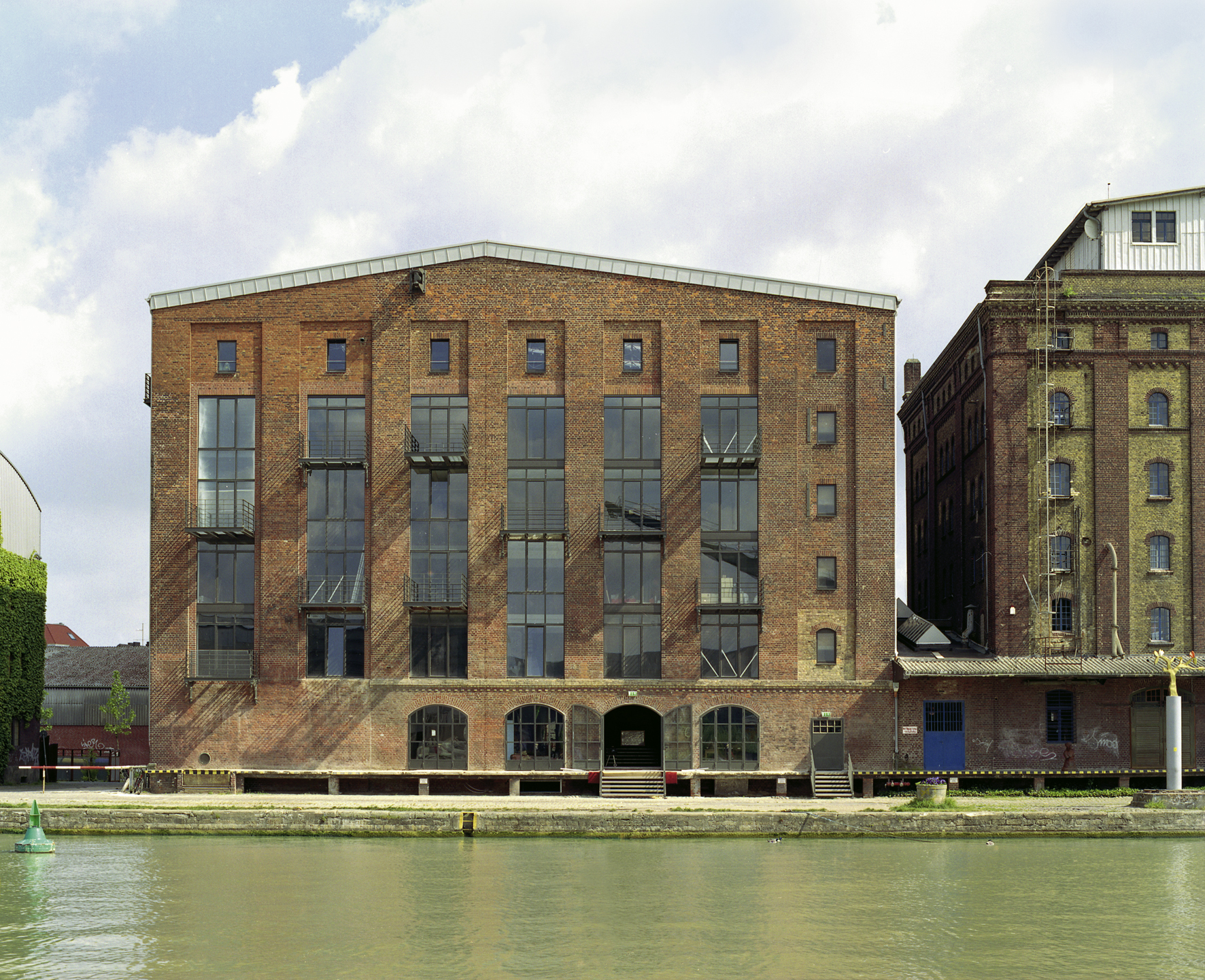
クンストハレ・ミュンスター

市の港湾地区に2004年からクンストハレ・ミュンスター（芸術ホール）が設けられている。ここでは定期的に現代芸術家の個展やグループ展が開催されている。画廊や新鋭芸術家の多くが展示を行っている。
フライ・キュンストラーゲマインシャフト・シャンツェは、1919年からその展示によってミュンスターの芸術的生活の構成要素となっている。「シャンツェ」（砦）は、ヨーロッパの他国の芸術家たちとの交流の場になっている。
ミュンスターの南にクンストハウス・カネンがある。これはアート・ブリュット、すなわちアウトサイダー・アートおよび現代芸術のための美術館である。この美術館は、ハイデルベルクの「プリンツホルン・コレクション」に次ぐ、ドイツ最大級のサイケデリックな背景を有するアウトサイダー・アート・コレクションを収蔵している。このコレクションは、存命中あるいはすでに物故した芸術家（患者）の絵画や作品、約5,000点を含んでいる。この美術館の最も重要な芸術家としては、Euward 2004受賞者のロバート・ブルダが挙げられる。
- ラッカー工芸美術館
- クンストハレ・カネン

#### その他の博物館 / 美術館

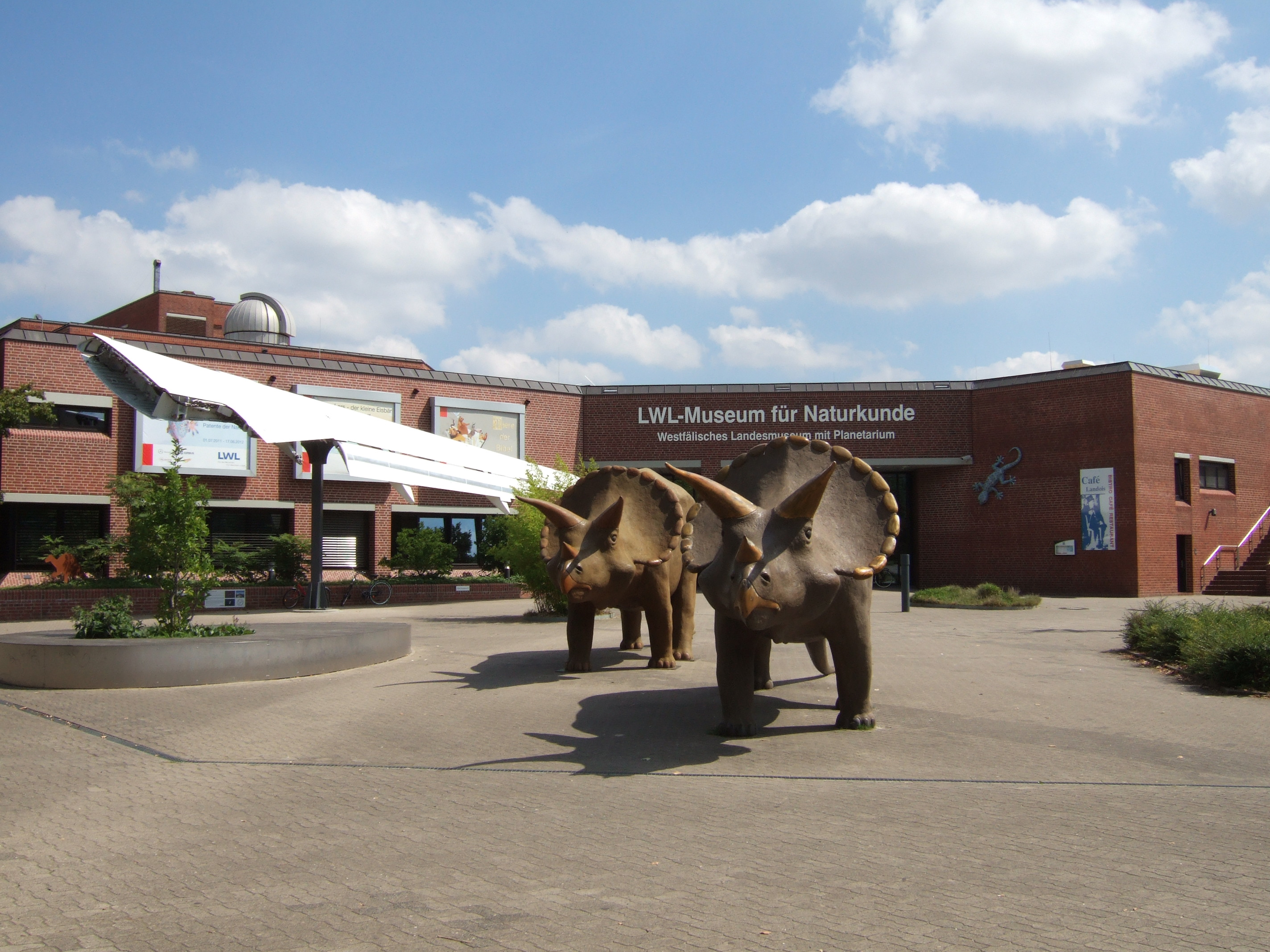
LWL-自然科学博物館

「聖パウルス聖堂の聖堂宝物庫」には、金細工や織物工芸の作品が展示されている。市内中心部プファーデガッセの大学聖書博物館は、手書き写本の時代から現代までの聖書の歴史をその原本によって紹介している。城館庭園の植物園も大学の所有である。この植物園は、内市街に近い大規模な公園であると同時に研究施設でもある。この他の大学博物館としては、約500 m2の展示スペースに結晶、鉱物、岩石を展示する鉱物学博物館、マンモスの骨格標本を展示する地質学・古生物学博物館、古代の工芸品を展示する考古学博物館がある。
アルヴェッター動物園内には、動物園来園者だけが見学できるヴェストファーレン馬博物館がある。動物園のすぐ隣にLWL-自然科学博物館がある。ここでは、マンモスの草原から農地へのヴェストファーレンの発展に関する展示の他に、全長 16 m のティラノサウルス・レックスの骨格を含む恐竜の痕跡を展示している。この博物館にはプラネタリウムが付属しており、ツァイス＝プラネタリウムプロジェクター・モデル「ユニヴァーサリウム VIII」が設置されている。
この他に特筆すべきは、キンダーハウス地区のレプラ博物館である。ここにはレプラの歴史研究に関する資料が保管されている。ハレ・ミュンスターラントの近くにあったヴェストファーレン鉄道博物館は2011年に閉鎖された。
- ミュンスター聖書博物館
- ミュンスター鉱物学博物館
- ミュンスター地質学・古生物学博物館
- ミュンスター＝キンダーハウス・レプラ博物館

#### 芸術イベント

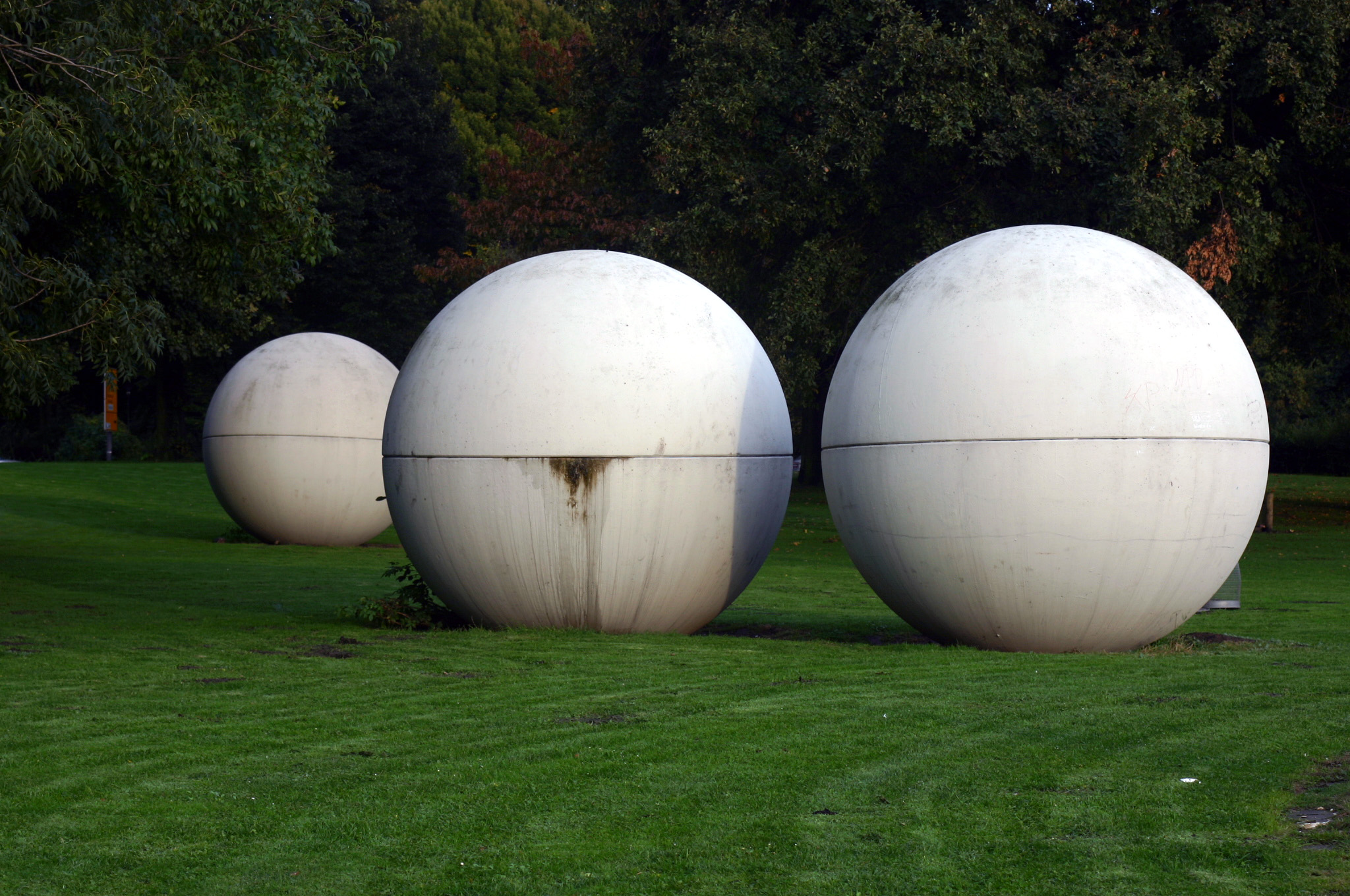
クレス・オルデンバーグ作の『ジャイアント・プール・ボール』

1977年から10年周期で彫刻展示「スカルプチャー・プロジェクト」が開催される。これは芸術史家のクラウス・ブスマンと芸術教授カスパー・ケーニヒによって創始された。国際的な芸術家が招待され、都市やその周辺で指定されたテーマに沿って創作に取り組む。彼らは市内全体の集落から、自らの彫刻が数ヶ月間展示される場所を選ぶことができる。この彫刻のいくつかは市の所有になる。このため2004年から60点以上の彫刻が市内で見られる。特に有名な作品が、クレス・オルデンバーグが第1回の彫刻展示プロジェクトのために制作したアー湖畔の巨大なビリヤード球である。

### イベント

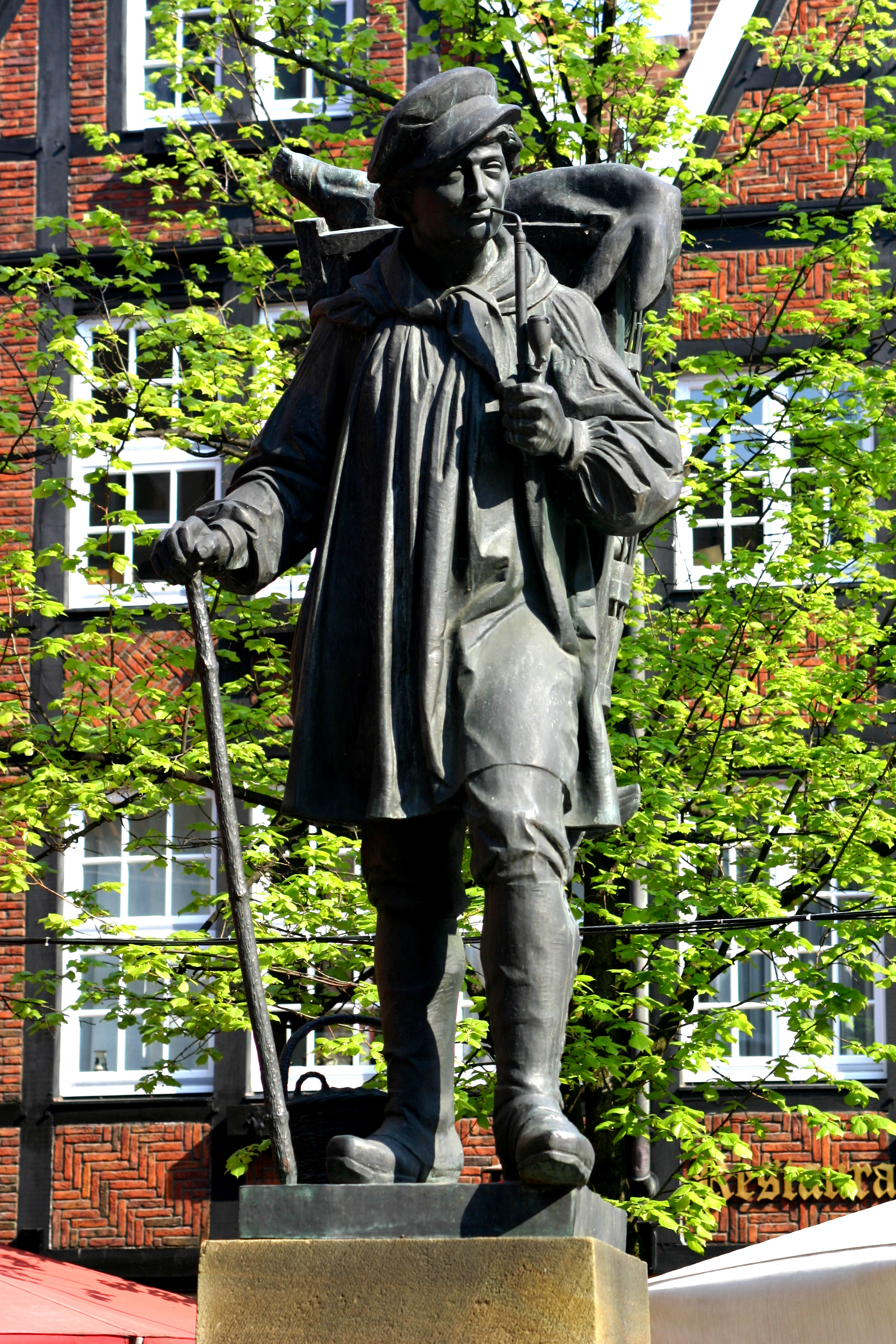
背負い籠の下男

毎週2回、水曜日と土曜日にドーム広場で大きな週の市が開かれる。花、食品、生きた動物、ウール製品など多くの商品が販売される。このマーケットは、籠を背負った「背負い籠の下男」像が示すように、ずっと昔から市の生活の中心的役割を果たしてきた。

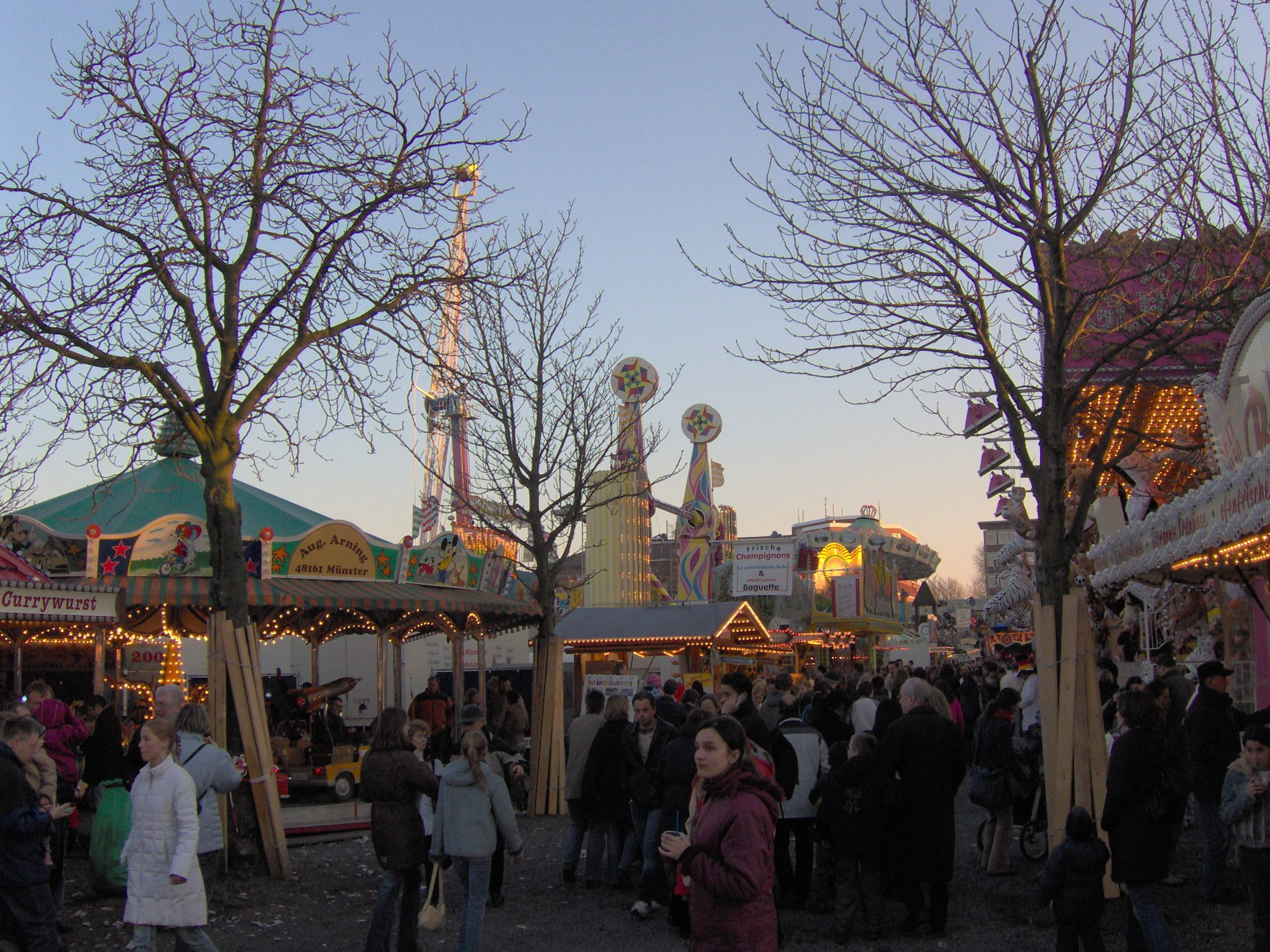
2006年ゼントの様子

歳の市「ゼント」（ジノーデ (ドイツ語: Synode) に由来する）は1年に3回（春、夏、秋）に開かれる。数多くの移動店舗の他にここでは、鍋やその他の生活用品の市場がある。金曜日には城館前で大規模な花火が打ち上げられる。
1979年から「ミュンスター国際ジャズフェスティバル」がイベントカレンダーを飾っている。2年ごと、奇数の年の第1週末に開催される。合間の偶数年には「ジャズ・ビトウィーン」が開催される。
バラの月曜日には大規模な謝肉祭のパレードがミュンスターを練り歩く。10万人以上の参加者が通りでロバを引く。2005年に参加した80台以上の屋台のうち 1/4がオランダからの参加であった。さらに約70の徒歩のグループが行進する。行列はシュロス広場をスタートし、ザーヴァティー広場、ルトゲリ広場、プリンツィパルマルクトを通ってシュロス広場に戻ってくる。
2000年から2011年まで毎年、「ユーロシティーフェスト」が開催されていた。この祭では、ミュンスターの内市街で3日間野外イベントが繰り広げられた。特に、様々なステージで行われた多彩で上質なライブ＝ミュージック＝アクトはとても人気があった。資金調達の問題による中断後、2015年に「ミュンスター・ミットエンドリン」というタイトルで市祭が続行された。これはミュンスターの企業10社が協同で設立した「ミュンスター・ミットエンドリン GmbH」によって運営されている。
2006年から毎年ハーヴァーカンプで「ヴァインストリーム・ロックフェスト」が開催される。このイベントには、メタル、パンク、ハードコア・パンクやそれに類似したスタイルのバンドが参加する。このフェスティバルは2009年に初めて2日間にわたって開催され、約16,000人の来場者でチケットは完売となった。
2001年からおおむね6月にミュンスター第1港およびその周辺で「ミュンスター港祭」が開催されている。
「JuWi-フェスト」は1975年から6月に開催されている野外音楽フェスティバルである。このフェスティバルは、ヴェストファーレン・ヴィルヘルムス大学の学生によって創設された。
ミュンスター文学協会は、1979年からミュンスター市文化局と共同で2年に1度の間隔で「ミュンスター国際詩人集会」を開催している。この会で「ヨーロッパの詩人のためのミュンスター市賞」が授与される。数年ごと不定期に市は大学と共同で歴史研究をライフワークとする研究者に対して「ミュンスター市歴史家賞」を授与している。
毎年8月初めに、1835年にヴェストファーレン騎馬クラブによって創始された「勝者のトーナメント」が開催される。国際騎馬スポーツイベントである「ライダース・ツアー」に組み込まれた場合には、障害飛越競技や馬場馬術競技の国際大会の勝者同士が対戦することもある。
毎年9月初めに内市街で「ショーケース」と呼ばれるイベントが行われる。このイベントは、芸術と文化の祝典で夜も美術館/博物館やギャラリーが開いている。ショーケースの期間中、市庁舎の中庭は、「オープン＝エアー＝ラウンジ」として赤絨毯が敷かれ、家具が設置され、電子音楽が演奏される。
2005年11月4日から6日にミュンスターで初めての「エルテルンアラーム」（直訳すると「両親の驚き」）が開催された。これは49,000人の学生の親に大学を開放するものである。両親、学生、大学の好評に応えて、これ以後毎年11月にこの行事が開催されている。

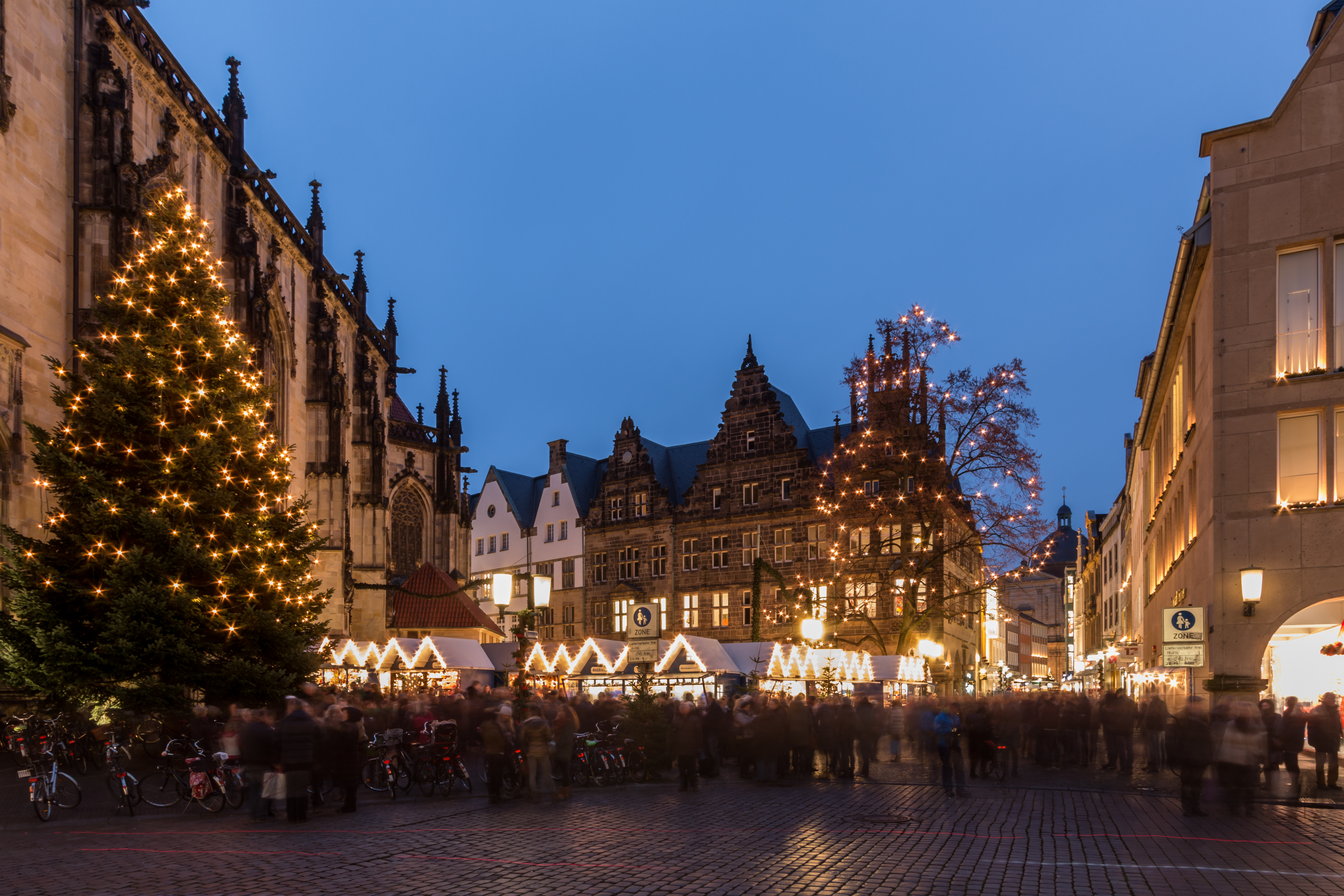
ミュンスターのクリスマスマーケット（2014年、ランベルティ教会広場）

クリスマス前の時期にはミュンスター内市街でクリスマスマーケットが開催される。訪問者は周辺全域のみならず、オランダからも来る。このため周辺諸国からミュンスターに警官が派遣され、ドイツの警官とともにパトロールを行う。5つの会場・広場を合わせて計約300の出店がある。クレメンス通りやハインリヒ＝ブリューニング通りに近い市庁舎中庭の「ヴェストファーレン条約の広場」が最大のマーケットとなる。この他にエギディーマルクト、プリンツィパルマルクトのラムベルティ教会前、キーペンケルル街のキーペンケルルでも「伝統的な」クリスマスマーケットが開かれる。2009年からは、聖堂から遠くないユーバーヴァッサー教会前でもクリスマスマーケットが開かれる。
主にハレ・ミュンスターラントでは、国際的な参加者を含む集会や会議が定期的に開催されている。

### 公園と緑地

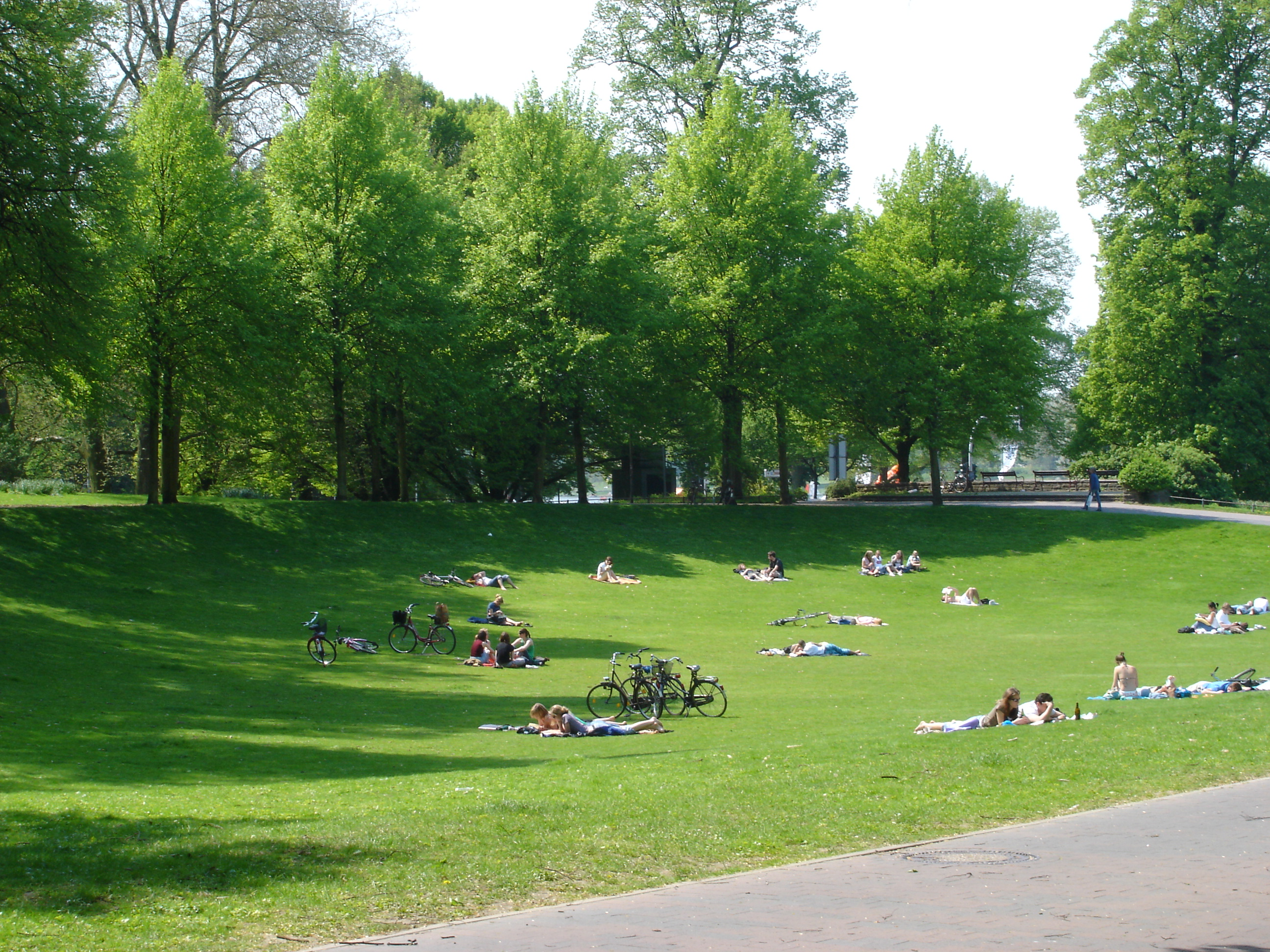
エギディー堡塁付近のプロメナーデ

ミュンスター市街地および郊外には多くの公園や緑地がある。市街中心部で重要なのは、プロメナーデと旧防衛施設跡地である。これは都市防衛施設の取り壊し後、緑地に改造されたものである。これに、たとえばエギディー堡塁、エンゲレン堡塁、クロイツ堡塁、コールデ広場、ヘルスター広場などが接続している。この他にプロメナーデ付近に大小の緑地があり、市民たちのレジャーや休息に利用されている。
中心部に近い施設に比べ比較的大きな緑地が、中心部から約 2 km 北、キンダーハウス市区へ向かう中間にある広さ 26 ha のヴィーンブルク公園である。1986年/87年に設けられたこの公園は、都市庭園と自然保護地区との機能を併せ持っており、一部立ち入りが制限されている箇所もある。それでもこの公園は多くの動植物の生息地であると同時に、市民の憩いの場でもある。
内市街の反対側、ハマー通りの聖ヨーゼフ教会の隣に南公園がある。1975年から1979年に、かつての兵舎の敷地と産業地跡に造られたこの公園に広くて浅い池があり、夏には涼むことができ、子供も危険なく近づくことができる。公園内のその他のみどころは、人目につかない場所にある花壇や、公園の入り口にある自転車のパーツを溶接した像が挙げられる。公園の端には多くの遊戯広場とともにボルツ場や球技場がある。
南公園から遠くないガイスト街にゼントマーリング公園がある。緑地、自然文化財に指定されている樹齢百年以上の古木、水堀、墓地、古池をもつ公園である。旧イエズス会修道院の庭園で、プリンツ＝オイゲン通り、ハウス・ゼントマーリング住宅地、ヴェーゼラー通りに囲まれている。この公園はミュンスター市の所有である。

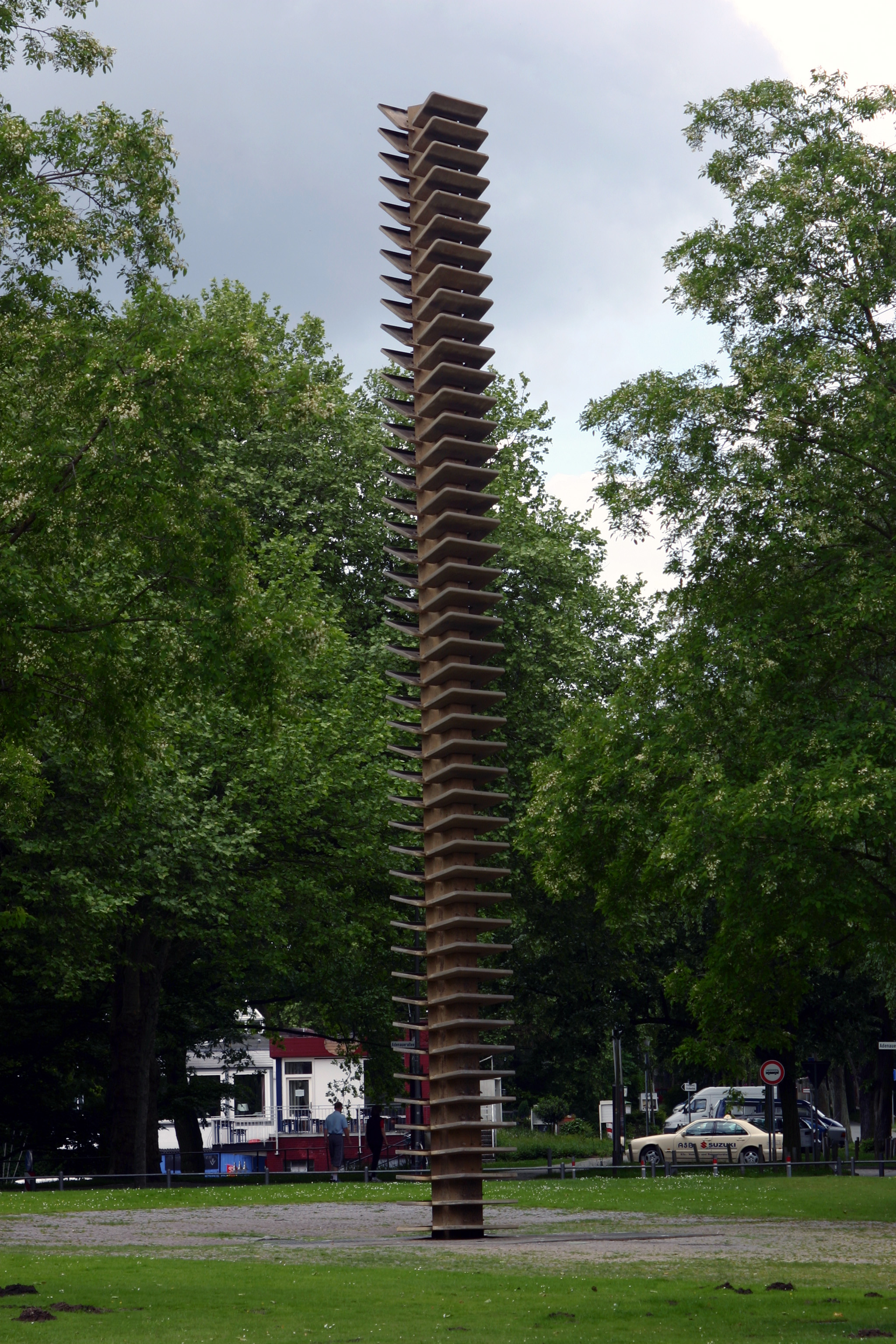
ハインツ・マック作「水の像」

市の西部には、8,000種以上の植物がある城館庭園の植物園の他にも多くの公園施設がある。その北にある城館の濠の向かい側にリープフラウエン＝ユーバーヴァッサーの旧墓地がある。1887年から死者が中央墓地に埋葬されるようになったのち、放置されていたこの旧墓地を1926年に市の緑地局が引き取り、都市公園に改造した。かつての機能に基づき、ここには現在も数多くの記念碑や、ここで最後の休息に就いた人物の墓碑が遺されている。その中には、たとえば、ハインリヒ・ヴェルヘルム・フォン・ホルン将軍やルートヴィヒ・ロート・フォン・シュレッケンシュタイン将軍の墓碑、プロテスタントの哲学者ヨハン・ゲオルク・ハーマンの簡素な骨壺や普仏戦争の犠牲者の追悼碑などがある。植物園の南、旧動物園の敷地に公園がある。池や動物のための囲い地跡の他に、動物園創設者ヘルマン・ライドイスの旧宅「トゥッケスブルク」や旧自然科学博物館がある。後者には現在市立音楽学校が入居している。さらにこの公園のすぐ近くに、ハインツ・マックの「水の像」やヘンリー・ムーアの銅像「渦」をはじめ多くの彫刻が存在する。この公園に接して、内市街にまで達するアー湖があり、これに沿って長く伸びた緑地や中央墓地がある。ここは休息や散歩に出かける場として、さらには瞑想や回想に浸る場として利用されている。その対岸の一部はすでにテルクテ市の市域ではあるが、ミュンスター市に属すラウハイデ墓地がある。これは長く伸びた森の墓地で、市民の休息の地であり、危機に瀕した動植物の残存地域となっている。
内市街の東側、エルフォ街には旧「ヘルスター墓地」がある 。これはリープフラウエン＝ユーバーヴァッサー墓地と同じく1926年に公園に改造された。また、コールデ区とハンドルフ区との間のフォアゼーフンクス修道院の公園がある。ミュンスター市の東端にはヴォルベック区の動物園を含む州有林がある。これは司教領主が狩猟場として利用していたもので、2005年から自然保護区に指定されている。かつて飛行場と軍の基地があったロッデンハイデには1990年代の中頃に公園「フリーデンパルク」（平和公園）を組み込んだ産業地区が設けられた。この大規模な公園には、池、児童遊戯広場、「平和礼拝堂」が設けられている。公園内には、「ディー・アルテ・シースマウアー」像の他、1998年6月7日にダライ・ラマ14世が植樹したトチノキがある。
- エンゲルシャンツェ付近のプロメナーデ
- コールデ広場
- ヘルスター広場
- ヴィーンブルク公園の池
- ミュンスター南公園
- アー湖畔の公園

### レジャー

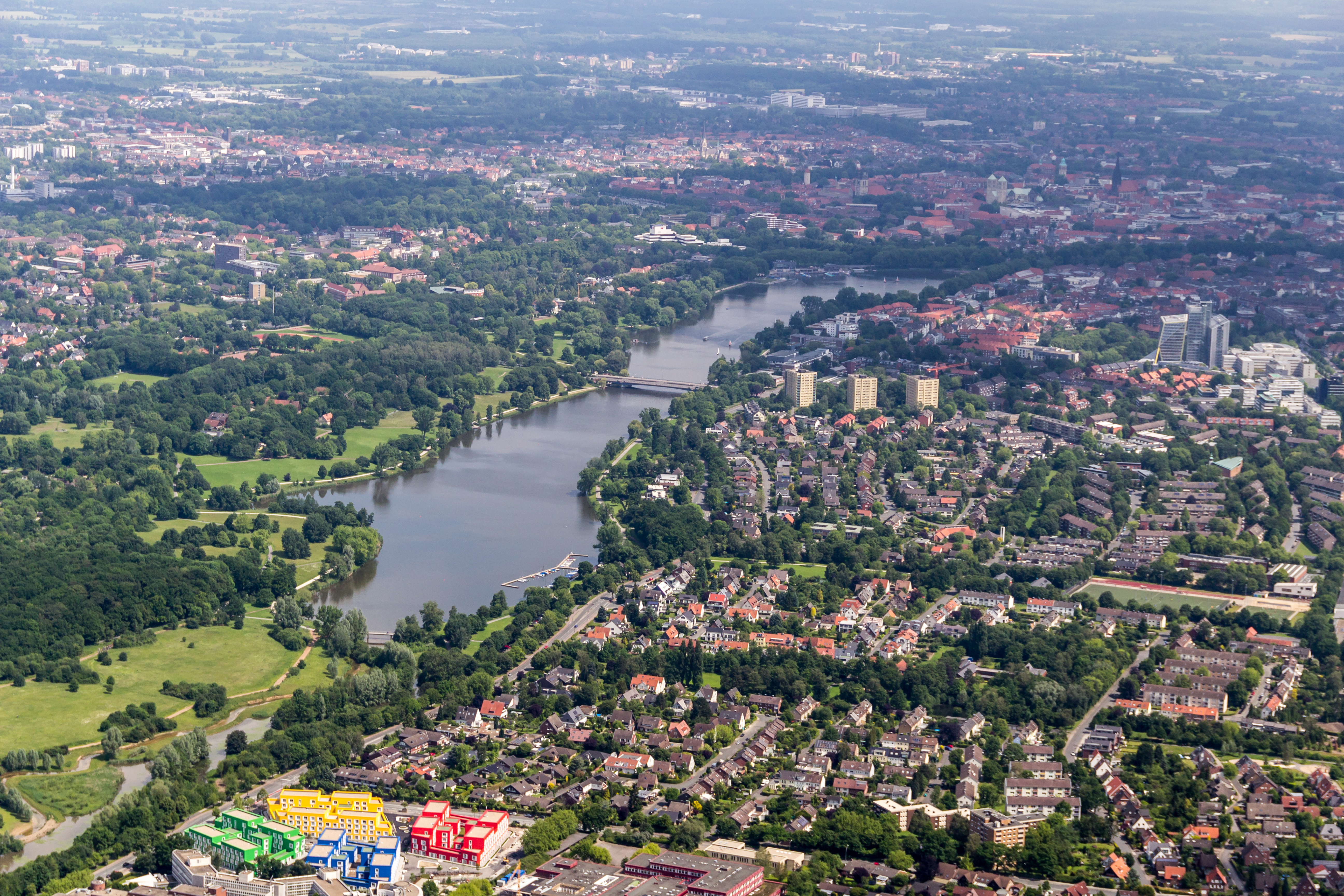
アー湖

ミュンスターには、行楽地としての緑地、公園、親水地が高密度に存在する。その総面積は 348 ha で、その 1/4 が自然保護地区に指定されている。近郊行楽地の一つが、市の中心部に近いアー湖である。この湖ではヨットやペダル式ボートを楽しむことができる。別の近郊行楽地としてリーゼルフェルダーがある。これはミュンスター市の中心から北に約 6 km に位置する、市の旧排水処理場で、ヨーロッパの鳥類保護・自然保護地区になっている。この2つの大きな近郊行楽地の他に、ドルトムント＝エムス運河の南、ヒルトルプ市区の南にヒルトルパー湖（シュタイナー湖とも呼ばれる）を有する比較的大きな近郊行楽地がある。
ミュンスターには、ミュンスター・アルヴェッター動物園と、7つの屋内プール、4つの屋外プールがある。ドルトムント＝エムス運河およびヴェルゼ川でも水浴ができる。アー湖とヒルトルパー湖では水浴が禁止されている。
ハンザ街のハーヴァーカンプは、港湾近くの行楽地である。ここには、アトリエ、酒場やホット・ジャズ・クラブをはじめとするクラブがあり、芸術・音楽シーンが創り出されている。ミュンスターがヨーロッパの文化首都2010にエントリーしたことで、ハーヴァーカンプはプリンツィパルマルクトやピカソ美術館と並ぶ文化中心地となった。

### スポーツ

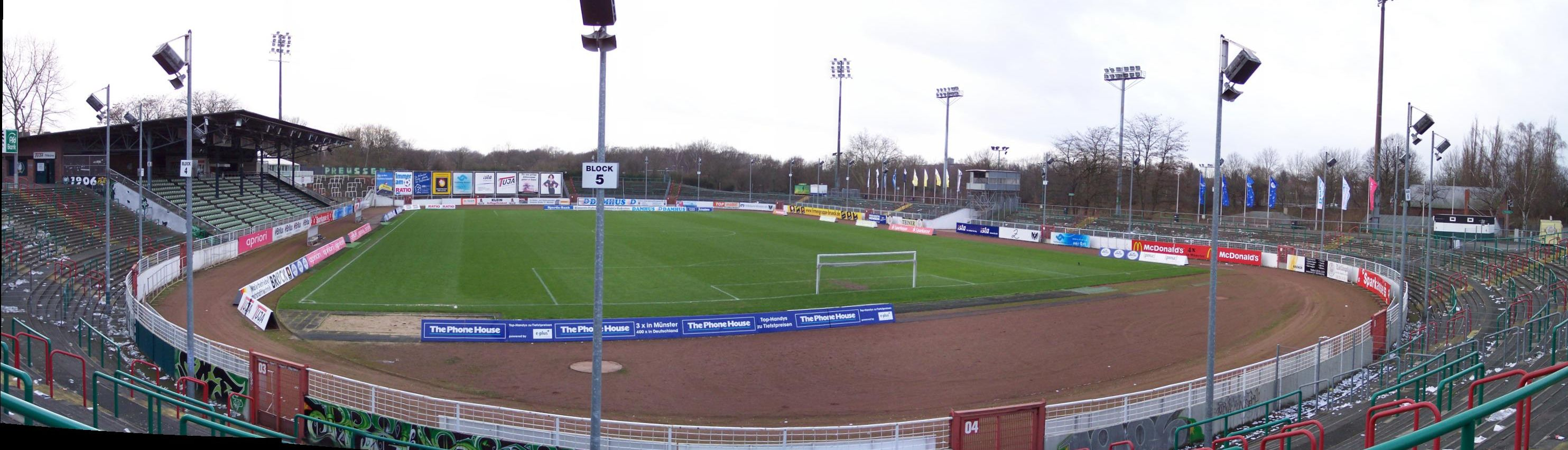
SCプロイセン・ミュンスターのホームグラウンドであるプロイセンシュターディオン

サッカークラブ「プロイセン・ミュンスター」は連邦中で有名である。その最大の成果は1951年のドイツ選手権準優勝である。このクラブは、1963年/64年のブンデスリーガ創設クラブの一つであった。プロイセン・ミュンスターは、1926年に建設されたプロイセンシュターディオン・アム・ベルク・フィデルでホームゲームを開催しており、2011年に3部リーグに昇格した。

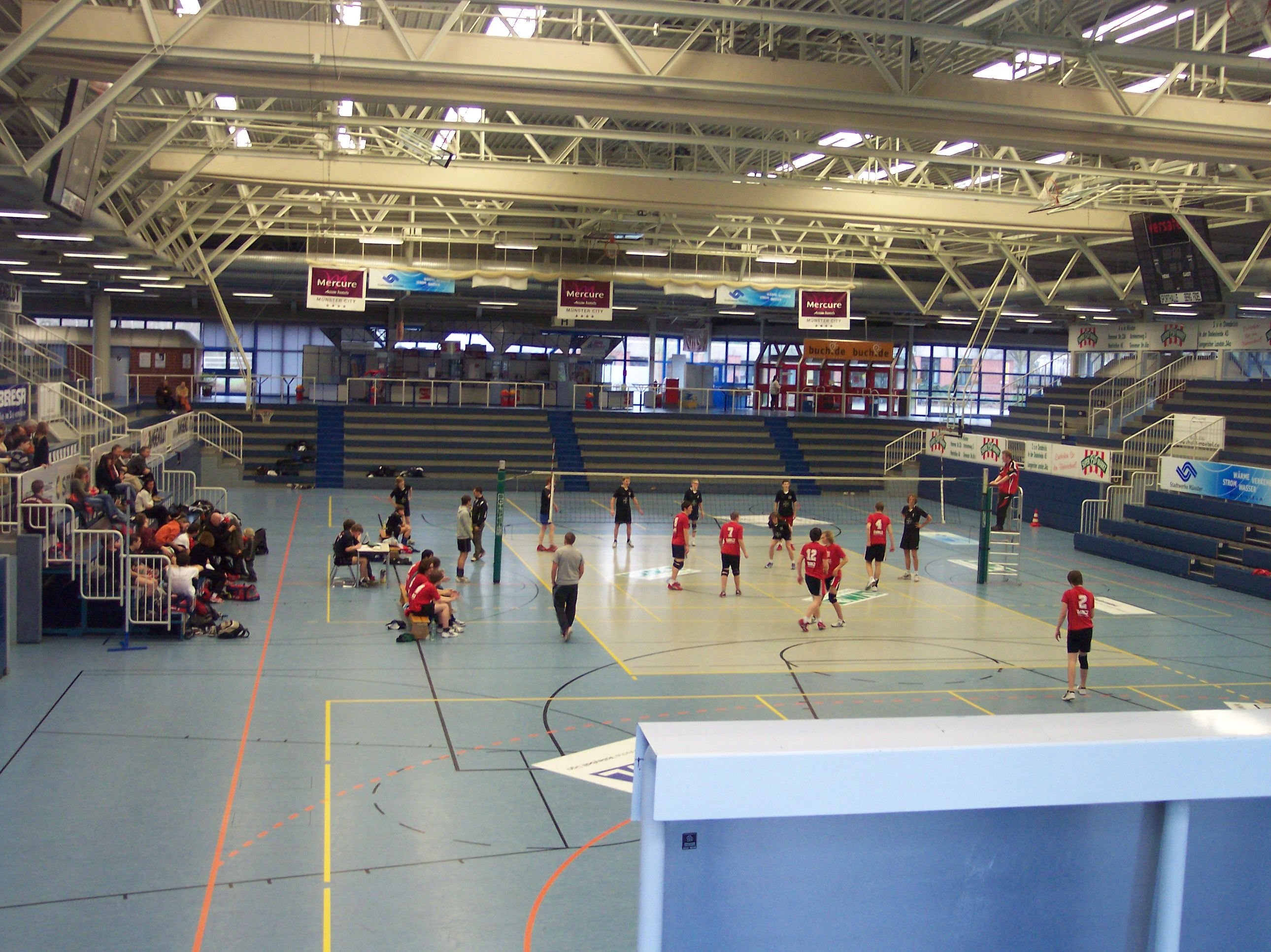
シュポルトハレ・アム・ベルク・フィデル

バレーボールクラブ「USC ミュンスター」も全国的に有名である。その女子チームはブンデスリーガ1部に参加しており、ドイツ記録保持者である。ホームゲームはハレ・アム・ベルク・フィデルで開催されている。
ボート競技もミュンスターでは高いステータスを有している。ARC ツー・ミュンスター、RV ミュンスター、ARV ヴェストファーレン・ミュンスターの3つのボートクラブがあり、いずれもドルトムント＝エムス運河を本拠地としている。これらのクラブから国内・国際チャンピオンやメダリストが輩出されている。たとえば、2004年のオリンピック出場選手フィリップ・シュテューアーなどである。
自転車競技を代表するのが、ミュンスター自転車スポーツクラブ1895 e.V. である。このクラブは、A. リリエンベック、Fr. ヴァーグナーらによって「シュヴァルベ 1895」として創設されたミュンスターで最も古いスポーツクラブの一つである。ホームレースはヒルトルプ市区の「マルクトアレー周辺 66周レース」である。このクラブの重点は、レース競技の他に大衆スポーツ、ジュニア競技、自転車ポロである。1983年からミュンスター自転車スポーツクラブは特に大衆スポーツに注力している。この他に2011年にラートクラブ・ミュンスター e.V. が設立された。
地元のアメリカンフットボール・クラブ「ミュンスター・マンモス」は1983年に創設され、オーバーリーガ NRW でプレイしている。バスケットボール・クラブで最も成功したのが、かつてブンデスリーガに所属した UBC ミュンスター である。その男子チーム「WWU バスケッツ」は、2009年/10年シーズンからレギオナルリーガ1部ヴェストに参加している。ハンドボールでは「SC ヴェストファーリア・キンダーハウス 1920 e.V.」が有力である。男子チームはランデスリーガ、女子チームはフェアバンツリーガ・ヴェストファーレンに属している。ラウフシシュポルトフロインデ・ミュンスター e.V. は本市最大の長距離ランニングクラブである。1988年に設立されたこのクラブは、3月の LSF ロードレースと国際ジルヴェスターレースを組織している。射撃競技では、ミュンスター市アルゲマイネ・ビュルガーシュッツェン・コルプス 1842 e.V.（ABC ミュンスター）が第1チームがドイツ射撃協会のブンデスリーガで戦っている。
DJK SV ボルシア 07 ミュンスターの卓球チームは2005年/06年シーズンをブンデスリーガ 2部でプレイしたが、シーズン末にレギオナルリーガに降格された。2008年/09年シーズンから第1女子チームがレギオナルリーガに所属している。このクラブは長年にわたって「エンツボルン・オープン」（旧「ミュンスターラント・マイスターシャフテン」）の主催者を務めていた。この大会は1000人の参加者を集めるドイツ最大の卓球トーナメントであった。水泳では、SG シュヴィンメン・ミュンスターがブンデスリーガ1部で成功を収めた。
2004年11月から、「UHC ミュンスター」がミュンスターでフロアボールを行っている。このクラブは、4年目のシーズンにあたる2007年/2008年シーズンをノルトライン＝ヴェストファーレンのレギオナルリーガ・ヴェストでプレイした。このクラブはドイツ選手権スモール＝フィールド部門において、2つのファーストクラスチームの一つに格付けられている。

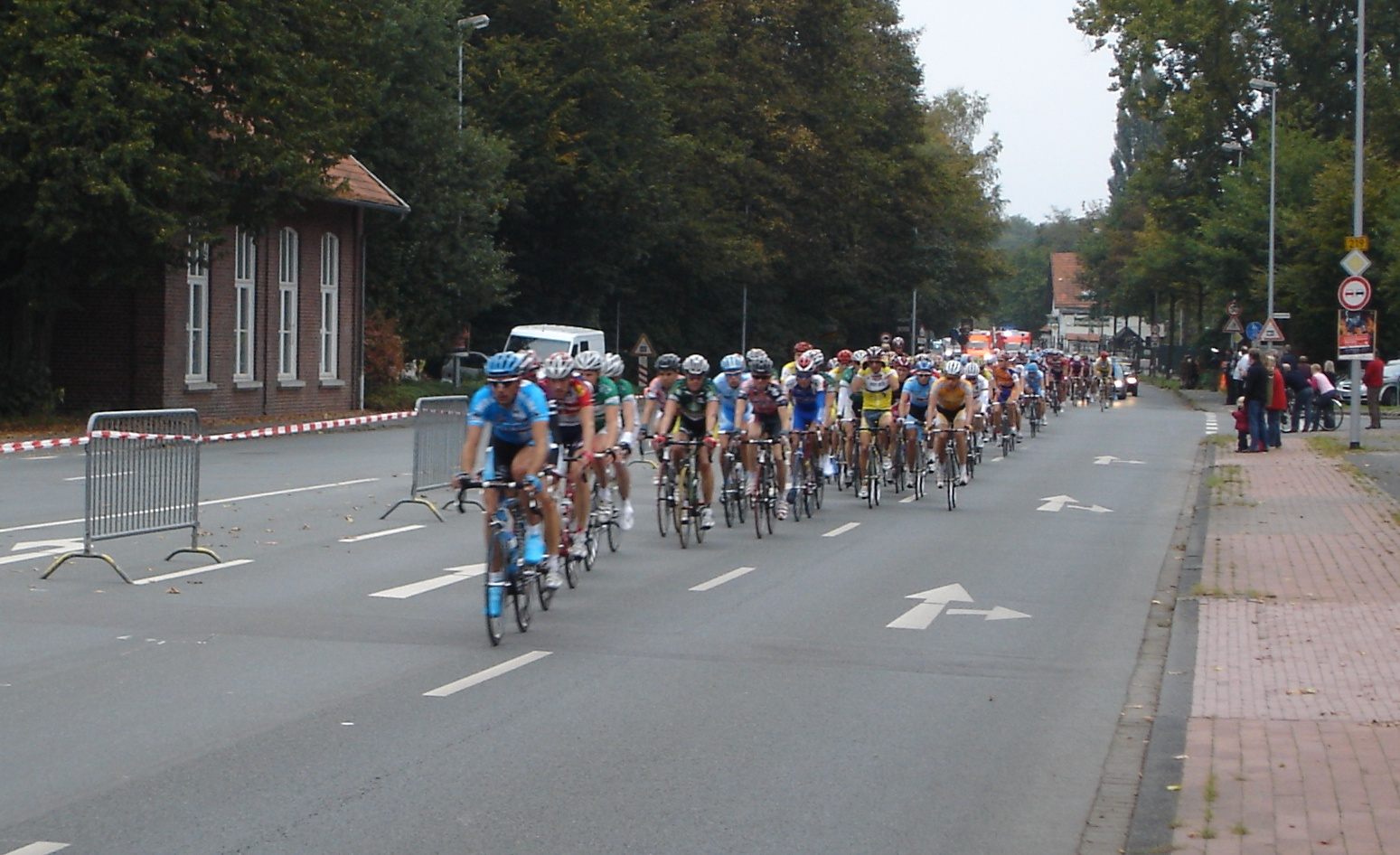
シュパルカセン・ミュンスターラント・ギーロ（2007年）

ミュンスターの大きなスポーツイベントとしてはミュンスター・マラソンがある。3000人以上の参加者を集める、ドイツの50大マラソン大会の一つである。この大会は2002年から毎年9月に開催されている。ミュンスターは、2006年から自転車ロードレース「シュパルカセン・ミュンスターラント・ギーロ」の開催地となっている。このレースは UCIヨーロッパツアーの1つとなっている。ハレ・ミュンスターラントでのスケートボード世界選手権大会「ミュンスター・モンスター・マスターシップ」は、1981年から1998年まで開催され、2005年から再開された。スケートボードとミュンスターとの緊密なつながりは、この街出身のティトゥス・ディットマンによって築かれた。彼は、スケートボードの世界では有名な人物で、彼にちなんで名付けられたティトゥス・ディットマン GmbH の創設者である。

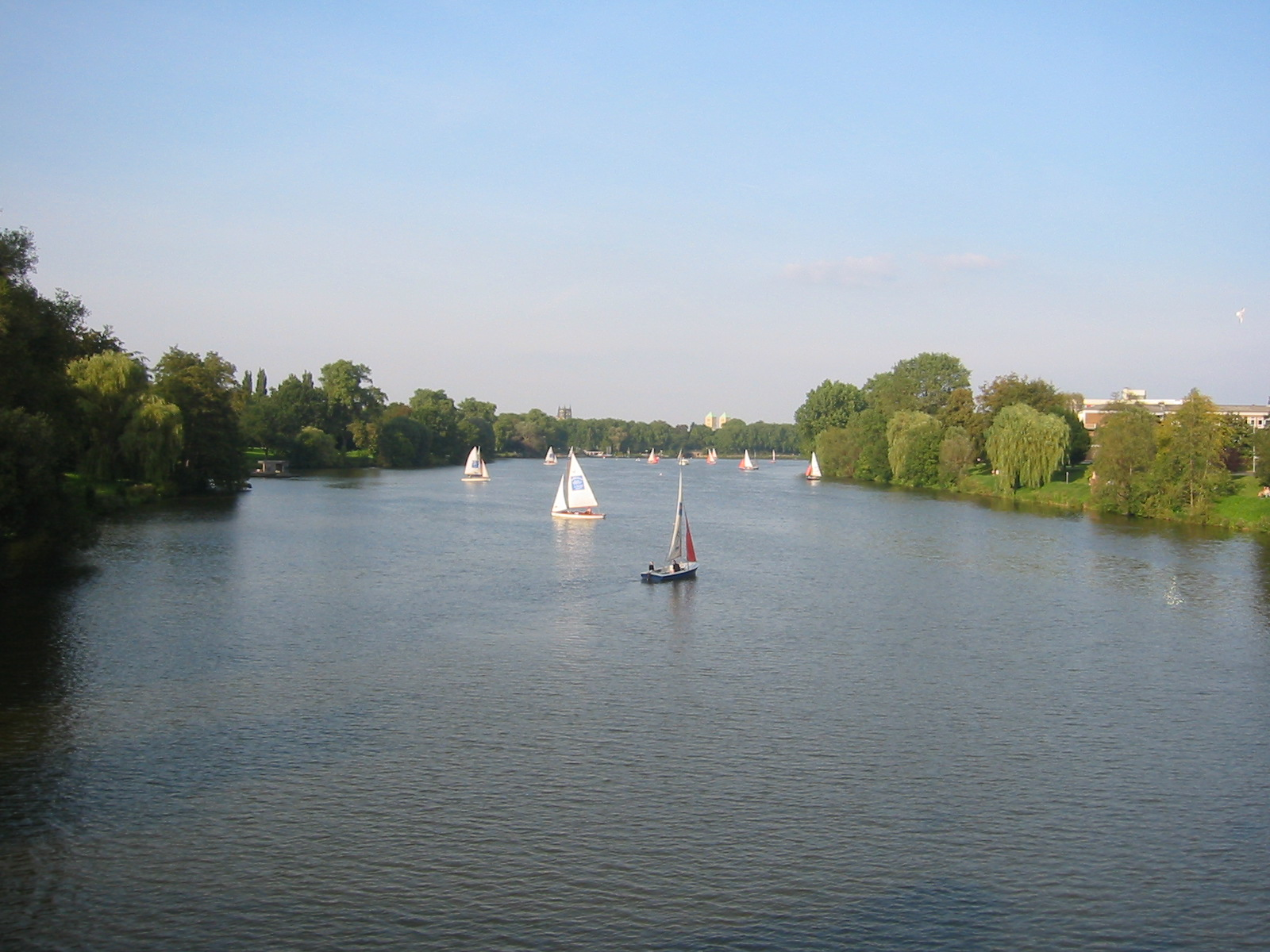
アー湖のヨット

ヴェストファーレン大都市圏の住民のために、夏は2週間ごとにインラインスケート＝ツアー「スケートナイト」が開催される。これは通行止めにした道路で行われ、7000人近くが参加する。アー湖畔には、ゼーゲル＝クラブ・ミュンスターやゼーゲルクラブ・ハンザ・ミュンスター（ともにヨットクラブ）のクラブハウスが存在する。さらにミュンスターは、シュペックブレット競技 が盛んな街で、4つのクラブが存在し、公共のシュペックブレット競技場がある。
ミュンスターにはボクシングの伝統が根付いている。1923年にはすでにボクシングスポーツクラブ・ミュンスター 23 が設立された。さらにテレコム・ポスト SV 1930 ミュンスターは2007年からボクシング部門を有しており、2013年からシッフファールター・ダムの近代的なボクシングセンターは次世代選手のノルトライン＝ヴェストファーレン州およびドイツ連邦の育成拠点となっている。
ミュンスターで行われているその他の格闘技が M-カンフーである。格闘技・護身術スポーツクラブ e.V. は、ドイツ・カンフー連盟本部があるミュンスター・カンフー・センターに入居している。この他に蟷螂拳を行うスポーツクラブが4つ存在する。
ミュンスター最大の競技ダンスクラブ「ディー・レジデンツ・ミュンスター e.V.」は競技ダンス部門の他に、車椅子ダンスグループによる大衆スポーツとしてのダンス部門を有している。

## 経済と社会資本

### 経済構造

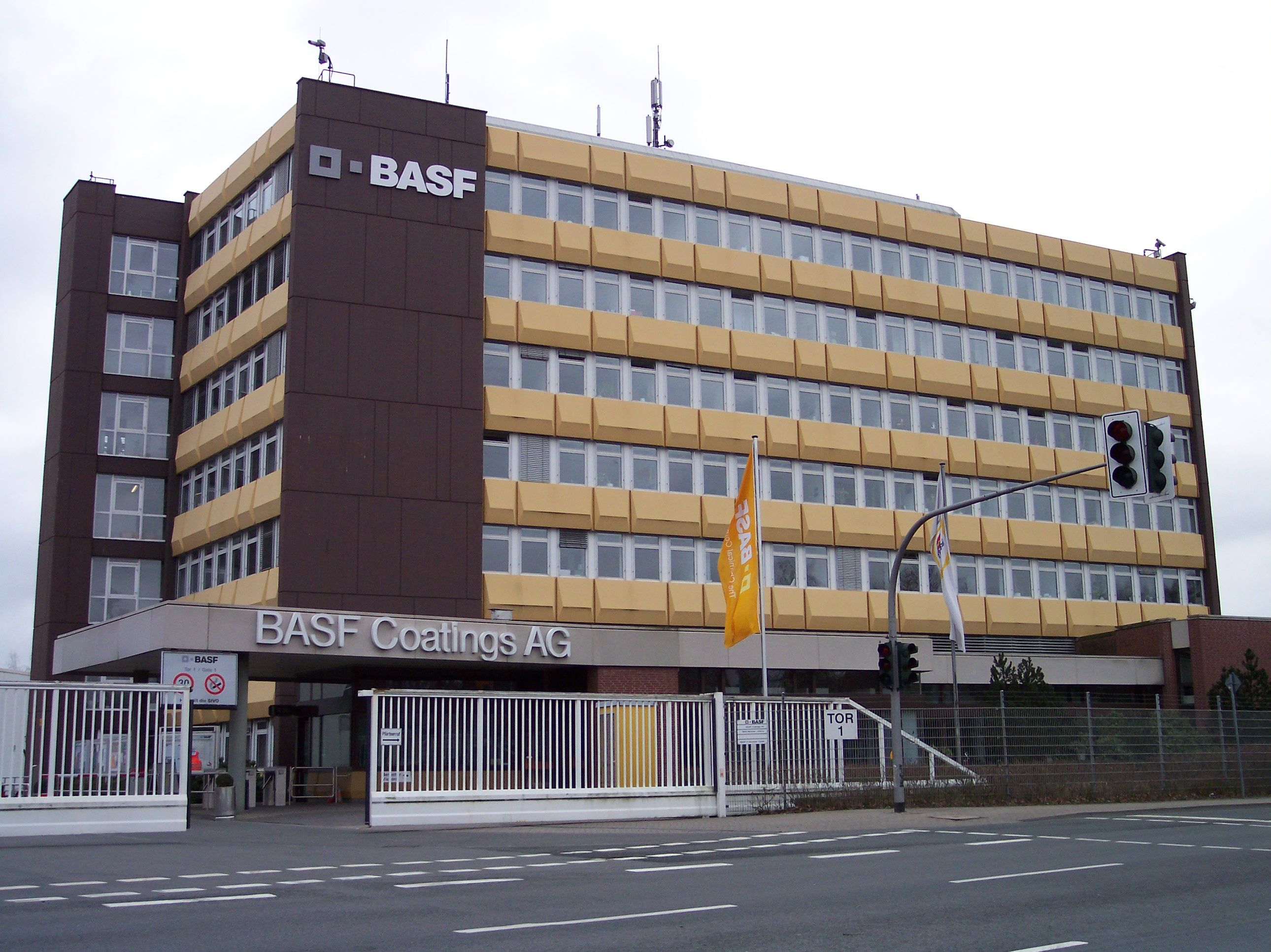
BASF コーティング BmbH 本社

ミュンスターは、一般企業のみならず、大学、ヴェストファーレン＝リッペ地方連合、行政管区本部を含む教育・行政管理部門においても最大の雇用主である。ミュンスターは、様々な意味で「ヴェストファーレンの事務机」と呼ばれている。また、ミュンスターは商業都市として重要である。この他に、主に市町村合併により編入された周縁部で営まれている伝統的農業も重要な役割を担っている。
ミュンスターには大規模な工業系企業が存在せず、中小企業が存在するだけである。特筆すべきは、ヒルトルプにある従業員数約 2,300人の BASF の塗料部門「BASF コーティング GmbH」、「ブリルクス・ラッカー・塗料工場」、ガソリンスタンドチェーン経営者でドイツの主導的な液化ガス供給者である「ヴェストファーレン AG」などである。フィルターや自動車フィルターシステムの製造業者である「ヘングスト SE & Co. KG」、泡沫技術・絶縁技術メーカーの「アルマセル」も特筆に値する。

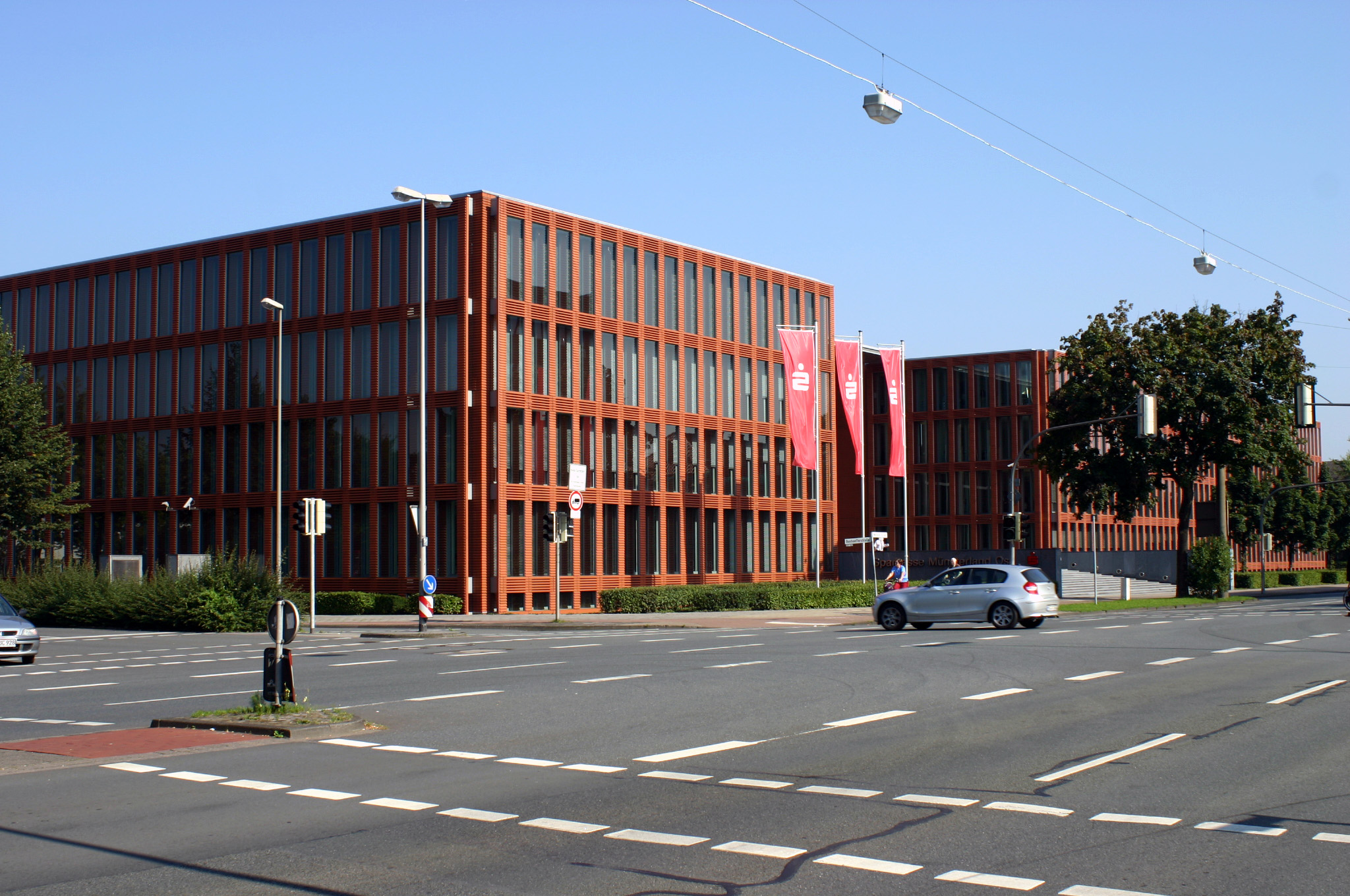
ミュンスターラント東貯蓄銀行センター

ミュンスターでさらに重要なのが、金融サービス部門である。この街は、プロヴィンツィアル・ノルトヴェスト保険グループ、LVM保険（ミュンスター農業保険 a.G.）、ミュンスターラント東貯蓄銀行、西部ドイツ土木建設貯蓄銀行、PSD銀行ヴェストファーレン＝リッペ、シュパルダ銀行ミュンスター、西部ドイツ不動産銀行、WL銀行、ミュンスター統一国民銀行の本社所在地であり、デュッセルドルフとともに NRW.BANKの本社所在地でもある。
その他のサービス業者では、西部ドイツ・ロテリー GmbH & Co. OHGがミュンスターに本社を置く、組合式金融グループ内の情報技術に関するサービス業者 Fiducia & GAD IT、貯蓄銀行のコンピュータセンターの下請け業者フィナンツ・インフォマーティクがサービスセンターを置いている。キンダーハウス市区には、ヴェストファーレン＝リッペ貯蓄銀行連合の本部がある。これはヴェストファーレン＝リッペ地方の貯蓄銀行の中央機関として存在している。ミュンスターには約30のコールセンターがあり、テレフォンマーケティングおよびテレフォンアンケートの重要拠点となっている。さらにミュンスターは。従業員総数1,000人を超えるテレコミュニケーションサービス企業ザ・フォーン・ハウスの本社所在地でもある。約650人の従業員を擁する患者記録の文書管理サービス業者 DMI GmbH & Co. KG はミュンスターに本社を置いているが、従業員のほとんどは、ザクセンのライスニヒにある子会社で勤務している。

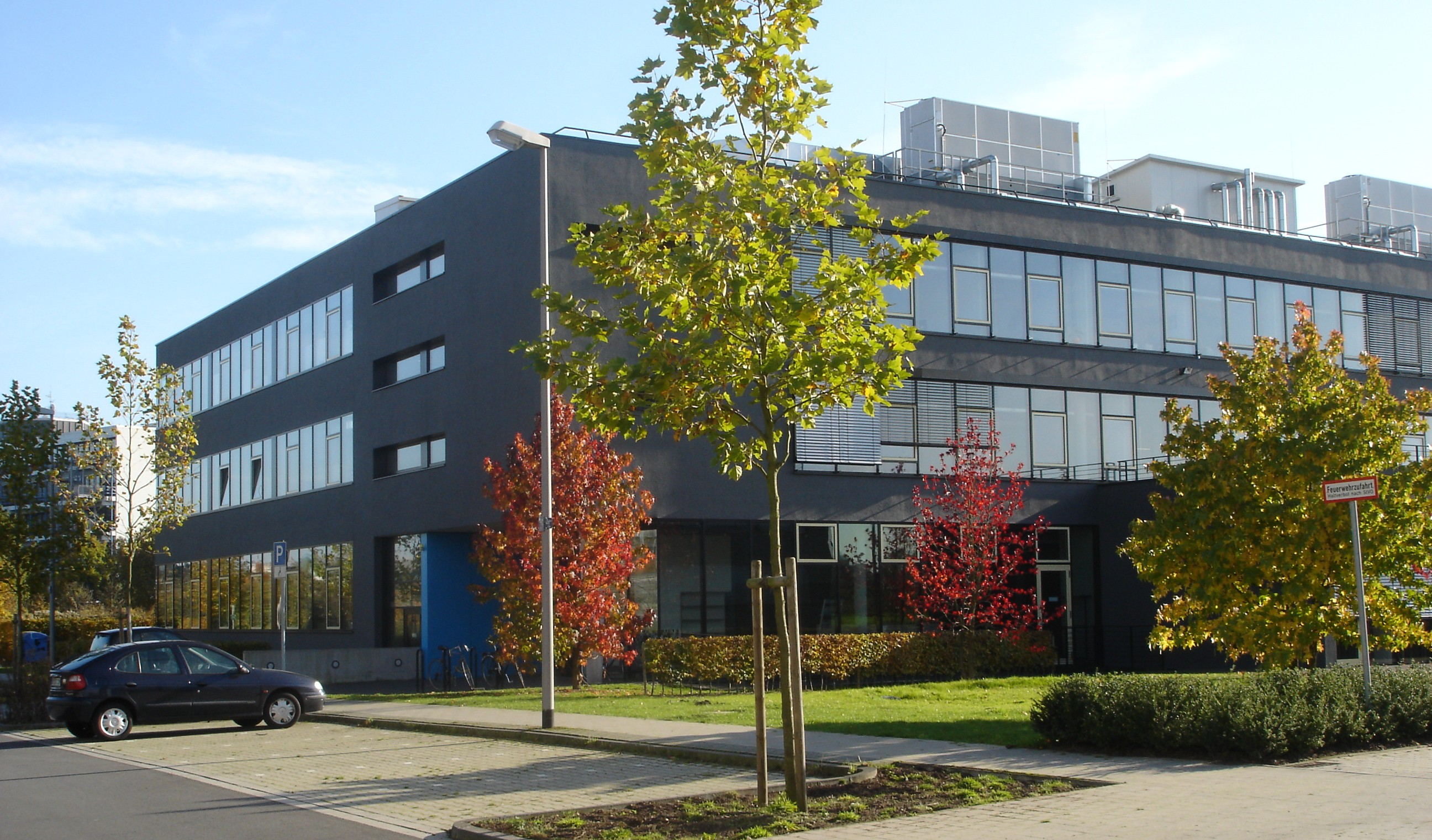
ミュンスター CeNTech

バイオテクノロジーやナノテクノロジーの分野でミュンスターは重要な地位を占めている。その基盤となっているのが、大学とミュンスターに存在する企業との緊密な共同作業である。ヴェストファーレン・ヴィルヘルムス大学バイオテック＝キャンパスの北にある有効面積 1万 m2 のテクノロジーホーフの他にナノテクノロジー・センター（略称 CeNTech）がある。ナノテクノロジー分野のスタートアップ企業は、このセンターの総面積 2,400 m2 の事務所および研究所スペースを利用することができる。2012年1月、CeNTech II として、さらに 1,300 m2 の事務所・研究所スペースが増築された。2013年にオープンしたナノ＝バイオアナライシス＝センター・ミュンスター (NBZ) が応用に向けた企業のための基盤研究を補っている。これらは単独で、あるいはネットワークで、研究の過程で生じた複雑な生物分析上の解決を可能にし、医療、医薬、食品、環境企業の開発、品質保持、製造マネージメントを可能にしている。
ミュンスターのナノテクノロジー・バイオテクノロジー分野の企業の例が、PET用放射線医薬品分野のゼネラル・エレクトリック・ヘルスケア・テクノロジーズや、大学の動物学に由来し繊毛虫などの微生物分野で活動しているシリアン AG がある。コーヴァンス Inc. は、臨床研究を計画・実施する、この業種では世界最大級の受託研究機関である。こうした一般には知られていない分野を強化するために、大学、研究成果の移転機関、スポンサー、企業、研究センターはミュンスター生物分析協会を結成している。生命科学、ナノテクノロジーおよび情報・コミュニケーション技術分野のハイテク企業をミュンスターに定着させるための最新プロジェクトが、ミュンスター北西部、ヴェストファーレン・ヴィルヘルムス大学レオナルド＝キャンパスのすぐ近くに造成された広さ約 66,000 m2 のテクノロジーパークである。
2014年のミュンスターの域内総生産高は約165億5910万ユーロで、対前年比で約 4 % 増加した。1人あたりの総生産額は平均 55,024ユーロである。ミュンスターはノルトライン＝ヴェストファーレン州で最も経済力の強い街の一つであり、2015年の平均失業率も約 5.8 %と他の街に比べて低い値である。
- ブリルクス本社
- ヴェストファーレンAG本社
- ヘングスト本社
- プロヴィンツィアル・ノルトヴェスト本社
- PSD銀行ヴェストファーレン＝リッペ
- シュパルダ銀行ミュンスター
- 西部ドイツ不動産銀行
- WL銀行
- NRW.BANK ミュンスター本社
- 西部ドイツ・ロテリー本社
- ヴェストファーレン＝リッペ貯蓄銀行連合本部
- ザ・フォーン・ハウス本社
- CeNTech II
- ナノ＝バイオアナライシス＝センター

#### デジタル産業
北ヴェストファーレン商工会は、ミュンスターを情報通信分野の最適地の一つに数えている。約17,000社のこの分野の企業の約 50 % がヴェストファーレン大都市圏に立地している。ミュンスターだけで情報通信分野の企業の 5.3 % が存在している。ミュンスターの企業は、ミュンスター大学、専門大学、その他の教育機関に近いことで、優秀な専門家をリクルートできるという地の利を得ている。ミュンスターおよびその周辺地域のデジタル経済を強化するために、2016年半ばに「ミュンスターラント・デジタル」協会が結成された。さらに、経済界と学会の共同で革新的な企業プロセスあるいは企業モデルが促進されている。こうした潮流は、ノルトライン＝ヴェストファーレン州が推進する、いわゆる「デジタル・フープ」に参画する。この専門学術センターは、ノルトライン＝ヴェストファーレン州のデジタル経済強化に向けた総合戦略の礎石である。州政府と NRW. 銀行は、州全体で6つの「フープ」からなるこの機関に対して、2020年まで約4200万ユーロの支援を行う。

### 経済団体および経済活動

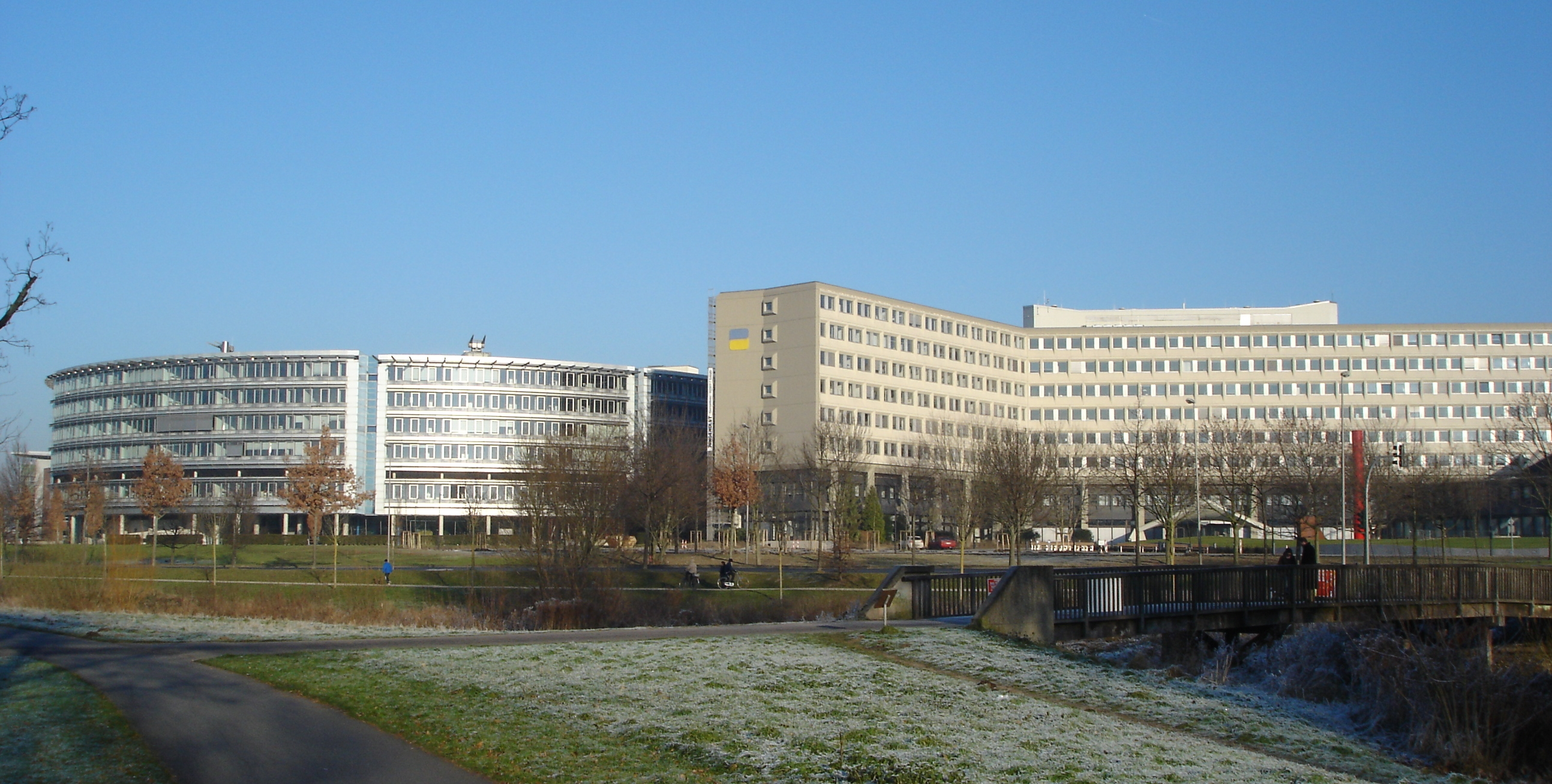
ドイツ年金保険ヴェストファーレン

「ヴェストファーレン＝リッペ薬剤師会」は、ノルトライン＝ヴェストファーレン州ヴェストファーレン＝リッペ地方の薬剤師の利益団体である。これには、ヴェストファーレン＝リッペ地方で営業する、あるいは同地方に在住するすべての薬剤師が加盟している。
「ヴェストファーレン＝リッペ医師会」 (ÄKWL) にはノルトライン＝ヴェストファーレン州のアルンスベルク行政管区、デトモルト行政管区、ミュンスター行政管区の医師約4万人が参加している。
「ドイツ年金保険ヴェストファーレン」は、法的な年金保険の運営者である。
「ミュンスター手工芸職人会」は、ミュンスター行政管区の約27,400業者、従業員178,000人、徒弟16,600人の利益団体である。
ミュンスターは、「北ヴェストファーレン商工会」の本部所在地で、約170人の専任職員を擁している。これはドイツ最大級の商工会の一つである。その主目的は、この地域のできる限りの経済発展である。ミュンスターラントおよびエムシャー＝リッペ地域からは約135,000社が加盟している。
「ヴェストファーレン＝リッペ勤務歯科医師会」は、ヴェストファーレン＝リッペの勤務歯科医師の代表であり、約150人が加盟し、ミュンスターに本部を置いている。
「ミュンスター会議イニシアチブ」は、多くの交流会、セミナー、会議を経済・学術都市ミュンスターに誘致する活動を行っている。このために、サービス業、ホテル業、飲食業、経済界、学会からの参加者が連携している。ミュンスターの会議都市としての伝統は、17世紀のヴェストファーレン条約にまで遡る。2011年の研究では、会議都市ミュンスターは平均1.9点であった。全体の 97 % が知人に紹介していた。2014年に初めて授与されたミュンスター会議賞は、重要な交流会や会議をミュンスターに誘致した人物を称賛するものである。会議イニシアチブはその受賞者の功績を、地域、国内、国際レベルでの市の外交団として評価した。2014年の受賞者は、ミュンスター大学・ラドバウド大学・オスナブリュック大学のギフテッド研究国際センター (ICBF) 代表クリスティアン・フィッシャーとミュンスター専門大学の人道的支援専門センター指導者のヨアヒム・ガルデマンであった。
「ヴェストファーレン＝リッペ地域連合」 (LWL) は、ヴェストファーレン全域の社会的・文化的課題を担っている。
ミュンスターに存在する「ノルトライン＝ヴェストファーレン上級財務管理部」は、ノルトライン＝ヴェストファーレン州の財務行政分野最大の中間官庁である。
「ミュンスター技術振興会」 (TFM) は、技術・革新振興および技術分野での起業家や企業に対する助言やサポートを行っている。その焦点は、生命科学、ナノテクノロジー、情報通信工学分野に当てられている。TFMは、スタートアップ時に、テクノロジーホーフのレンタルスペースや産業用地、インフラストラクチャー、支援業務、またネットワークでの業務については接触の仲介サービスを提供している。TFMの事業者は、ミュンスター経済振興会 GmbH、ミュンスターラント東貯蓄銀行、ヴェストファーレン・ヴィルヘルムス大学ミュンスターである 。
「ミュンスター自営販売業者協会 1835」 は、ミュンスター市の文化的、政治的、経済的質のさらなる向上を目指している。この協会によって毎年開催されている「クラマーマール」（直訳すると「商人の食事会」）は、商人と経済人、役人、文化人、知識人との対話の機会である。主賓には、連邦首相クルト・ゲオルク・キージンガー（1969年）、ドイツ連邦議会議長カール・カルステンス（1978年）、ベルリン市長リヒャルト・フォン・ヴァイツゼッカー（1984年）、ドイツ連邦銀行総裁ハンス・ティートマイヤー（1997年）、CDU党首アンゲラ・メルケル（2005年）、ドイツテレコム代表ルネ・オーベルマン（2010年）らが招かれている。
ミュンスターは、「ヴェストファーレンおよびリッペ経済協会」 (WWL) の本部所在地である。この団体は、ミュンスターラント、ルール地方東部、ヴェストファーレン東部、ザウアーラント、リッペ経済圏の強化を目指している。1998年からこの団体は、ヴェストファーレン平和賞を創始している。
「ミュンスター経済振興会 GmbH」(WFM) は2004年にミュンスター市経済振興局を母体として設立された。WFM は、市の数多くの産業用地を開発し、事務所、小売店、産業用の不動産を探すことで企業の支援を行っている。その他の重点は、起業者や日の浅い企業へのアドバイスやサポート、ノルトライン＝ヴェストファーレン州や連邦の継続教育を希望する従業員や雇用主に対する奨励手段の仲介などである。この団体の総裁トーマス・ロバースは、ドイツ経済・開発協会 e.V. (DVWE) の代表者でもある。ミュンスター市は、85 % を出資する WFH の筆頭出資人であり、15 % をミュンスター東貯蓄銀行が出資している。
「ミュンスター経済イニシアチブ」(WIN) は、分野を超えてミュンスターの企業や事業所のさらなる発展のために活動している。この会には200以上の会員会社・機関が登録されている。内市街強化活動 (ISI) では、内市街の商人、不動産所有者、サービス業者、飲食店やホテル従業員らが、中心街のインフラ整備や商取引の持続的向上に寄与している。

### 商業

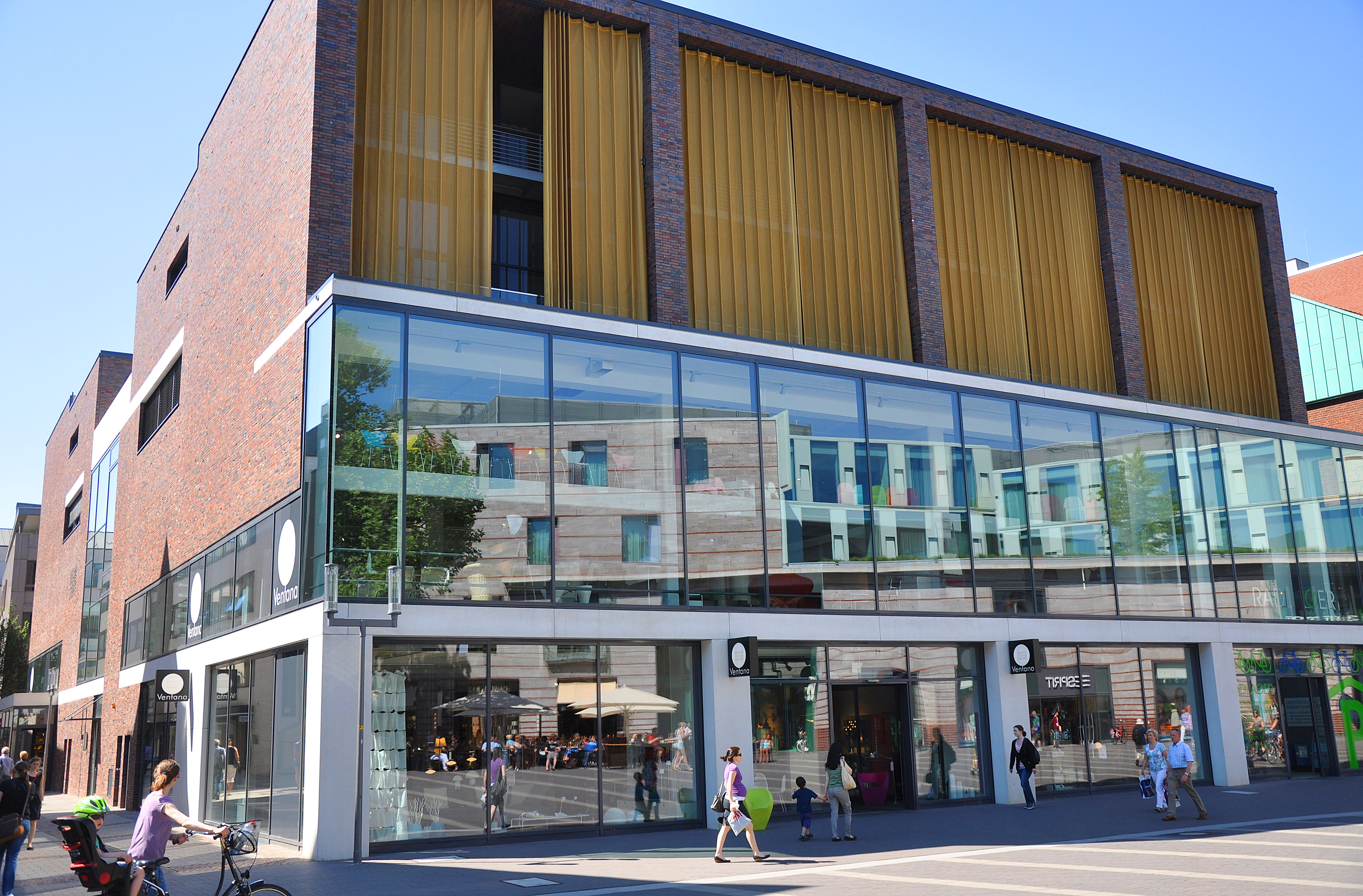
シュトゥーベンガッセの旧駐車場ビル跡に建設された住居・商店・駐輪場の複合施設。シュトゥーベンガッセ/ハンザ・カレーの代表的建造物となっている。

小売業は、ミュンスターの経済を支える柱の一つである。このヴェストファーレンの商業都市は平均を上回る小売業関連の購買力指数、中心化指数および売上高を示しており、ドイツで最も高い指数を示す街の1つに数えられる。ミュンスター市場範囲には約150万人が暮らしており、毎年何百万ユーロもの買い物をする。たとえば、2016年の小売店売上高は約21億ユーロに達した。そのための条件として、ショッピングセンターや歴史的旧市街の大型小売店プロジェクトが組み込まれた、継続的な都市建設上の発展が挙げられる。この建設計画は内市街の外観を変え、新たな道路建設をもたらした。
この改革プロセスは、2004年に開通したミュンスター＝アーケードと、2009年に完成した商業地区・サービス業地区・住宅街・飲食街を兼ねたハンザ・カレー/シュトゥーベンガッセによって本格的に始まった。さらに2013年からは数多くの歩行者を惹きつけるアルター・フィッシュマルクト街の改造が行われた。やがて内市街でもドレスデン銀行の改造や、人通りの多い道路網が形成されていった。ミュンスター経済振興会 GmbH の通行量比較では、枝分かれの多いルートゲリ通りは、歴史的なプリンツィパルマルクトやザルツ通りよりも毎年通行量が多い。

### ミュンスター市経済賞
ミュンスター市は1977年から、ミュンスターの経済条件の改善および保全に本質的な貢献を行ったミュンスターの経済人に対して経済賞を授与している。受賞者は、ミュンスター経済振興会 GmbH により選考され、評議会により決定される。受賞者には以下の人物が含まれる: ライフアイゼン農業信用金庫代表のクレメンス・グローセ・フリー（2015年）、ヴェストファーレン AG 代表のヴォルフガング・フリッチュ＝アルベルト（2013年）、古くから続くブルワリー「ピンクス・ミュラー」経営者のバルバラ・ミュラーとハンス・ミュラー（2011年）、医療工学・バイオテクノロジー企業「パルテック GmbH」のヒルデガルト・ゲーデとヴォルフガング・ゲーデ（2009年）、アルマセル・インターナショナル GmbH 当時の代表ウルリヒ・ヴァイマーとアームストロング・ビルディング・プロダクツ GmbH 代表のヘルマン・ヴェッセルス（2005年）、コッペンラート出版の出版者でオーナーのヴォルフガング・ヘルカー（2002年）、スケートボードメーカー「ティトゥス AG」代表のティトゥス・ディットマン（2001年）、自動データ処理のGAD社（現在の Fiducia & GAD IT AG.）創立者ヴィルヘルム・フューティング。

### 企業の環境保護
2008年3月にミュンスター市議会は、2020年までに二酸化炭素排出量を約 40 % 削減し、再生可能エネルギーの比率を 20 % にまで拡大することを決議した。これには、経済、公共機関や連合会からの賛同者を統合した「環境保護のためのミュンスター同盟」が実質的な貢献を行っている。彼らは、環境保護コンセプトで定義された目標を達成するための、経済的に許容される範囲での、具体的な方策によって参加の意気込みを示した。企業の環境保護に関するリソースや運用コストを節約して目標を達成するために、2001年からコンサルティングプロジェクト「エコプロフィット」がミュンスターに設けられた。参加企業は、コーポレーションパートナーである エフィツィエンツ＝アゲントゥール NRW、エネルギー＝アゲントゥール NRW、ミュンスター手工業会議所、ミュンスター経済振興会 GmbH の支援を受けられる。

### 教育、学術都市

#### 構造

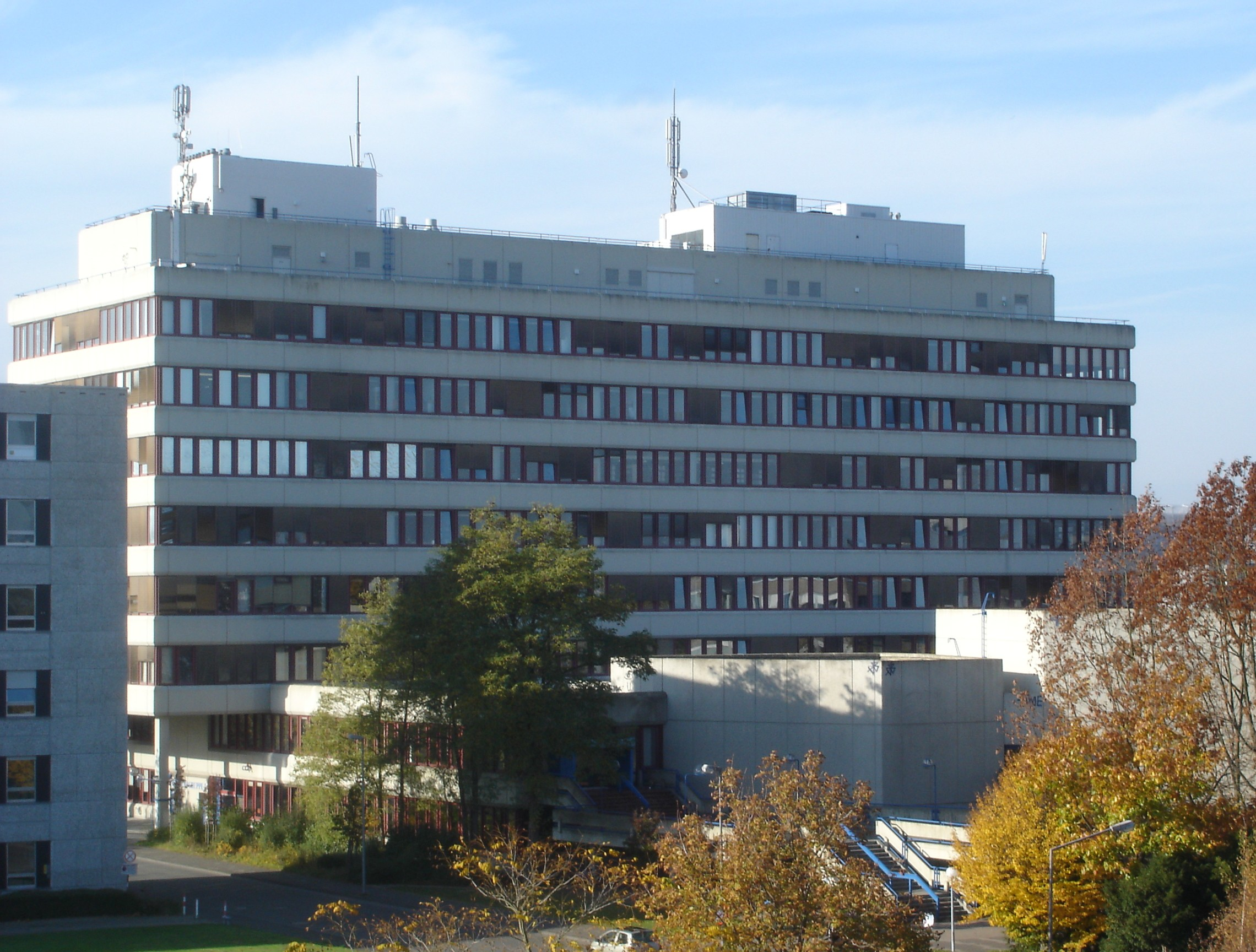
ミュンスター大学物理学部

ミュンスター市は、大学、職業アカデミー、職業学校、職業教育センターを含む様々な学校・教育機関を有している。学術は昔からミュンスター市のプロフィールや外観にまで刻み込まれている。9つの大学に約 6万人の学生が在籍するこの街は、ドイツでも最大級の学術都市の一つである。ヴェストファーレン・ヴィルヘルムス大学ミュンスター、ミュンスター専門大学、連邦行政大学校財政学部、ノルトライン＝ヴェストファーレン行政大学校、ノルトライン＝ヴェストファーレン・カトリック大学、ミュンスター哲学・神学大学、ドイツ警察大学、ミュンスター芸術アカデミー、ミュンスター音楽大学がそれである。

#### ミュンスター学術同盟
2007年、ミュンスター大学、ミュンスター専門大学、ミュンスター市は戦略的同盟「ミュンスター学術同盟」を締結した。重点フィールドは、研究・学術の場としてのミュンスターの特殊性を考慮して、「ナノバイオアナライシス」、「予防医学」、「ヴェストファーレン条約」と定められた。これらの領域では、学術的な専門性と目標指向の都市発展とが互いに生産的に結びついている。学問は、関連する様々なプロジェクトやイベントが報道されるという意味で、ミュンスターでは中心的な都市アイデンティティーとなっている。たとえば、「エルテルンアラーム」という「大学の日」や、50歳以上の好事家のためのイベント「アルテルナティーフ - ヴィッセン エアレーベン」などである。文化フォーマット「シャウラウム」にちなんで、2013年に「シュラウラウム」が創設された。これは10日間にわたって、ミュンスターやその周辺で、学問、経済、市の共同作業が体験できる。

#### 研究助成
2016年初めに、ノルトライン＝ヴェストファーレン州は、学術都市ミュンスターの大学に対する2010年から2020年までの投資額を13億ユーロと見積もった。さらに大学建設強化プログラム (HkoP) と医療の近代化プログラム (MedMop) により多額の資金が使える。州は、MedMoPによる奨励金を 5億ユーロ支出している。

#### エクセレンスクラスター
連盟と州のエクセレンス活動の枠組みで、ミュンスター大学は生命・自然科学および（宗教学や社会科学を背景とした）宗教と政治を重点とする「セルズ・イン・モーション」のクラスターに位置づけられている。これは、大学の学問領域をほぼ全域包含している。両エクセレンスクラスターのための奨励期間は2018年に終了する。

#### 学術都市
ドイツ学術振興寄贈者連盟は、ミュンスターのプログラムコンセプト「ミュンスターの学問を創始する」および「ミュンスター・オリジナル」により、ミュンスター市を2013年の学術都市コンクールの受賞者とした。この栄誉は、学術都市と同時に、市、大学、経済界、市民の持続的な協力が評価されたものである。この賞には、5万ユーロのプロジェクト奨励金が添えられていた。

### 健康・医療システム
ミュンスターはヴェストファーレン地方北部の健康・医療の中心地と見なされている。疾病治療については、ミュンスターには9つの病院がある。このうち、クレメンス病院、ヘルツ＝イェズ病院、ラファエルス病院、聖フランツィスクス病院の4院は、重点的な医療項目を持つ重要な病院である。

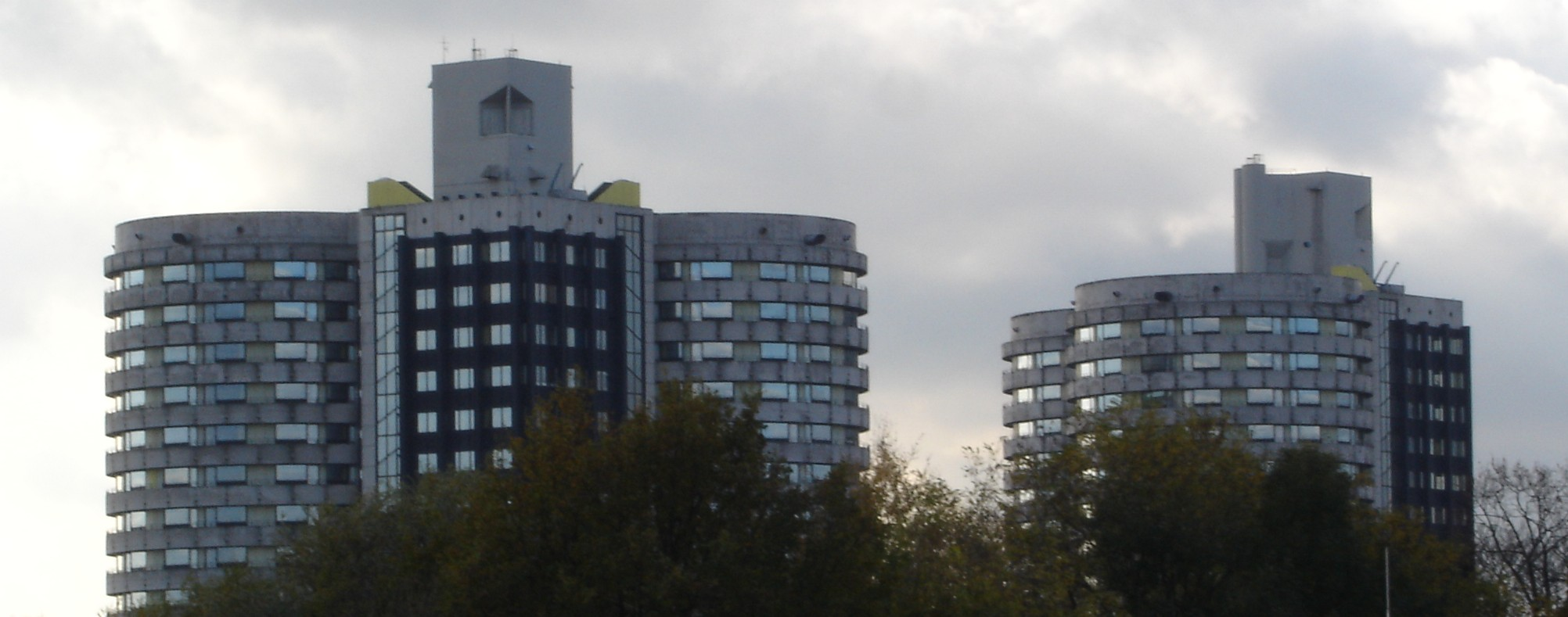
ミュンスター大学病院

本市で最も大きく、最も重要な病院がミュンスター大学病院である。この病院は、炎症・移植医療、心臓・血管医療、産前・周産期・生殖医療、神経医療および癌医療では国際的な名声を得ており、年間のべ5万人の患者が入院し、40万件の外来患者に対応している。
この他に皮膚病専門のホルンハイデ専門クリーニク、精神疾患領域の LWL-クリーニク・ミュンスターとアレクシオ修道会病院、さらに外来手術のための多くの特別クリーニクがある。
病院の他に、市内には30の外来医院、35の社会福祉施設、100近くの薬局がある。さらに2つのホスピスが医療を補完している: 聖フランツィスクス病院の近くにあるヨハネス＝ホスピスとミュンスター＝ハンドルフのホスピス・レーベンハウスである。
- クレメンス病院
- ヘルツ＝イェズ病院
- ラファエルス病院
- 聖フランツィスクス病院

### エネルギー供給

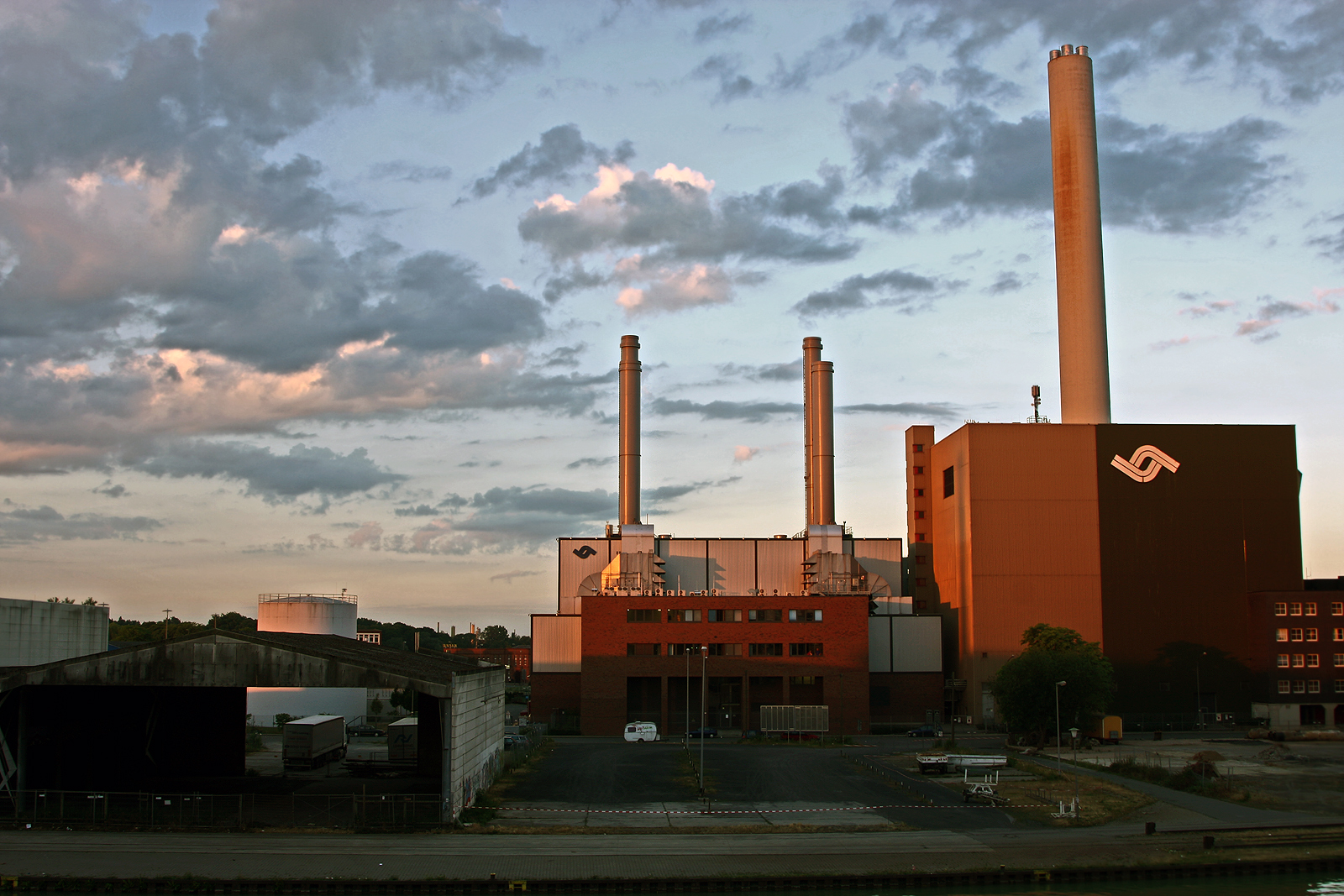
ミュンスター・ハーフェンの GuD発電所

電力や天然ガスの基幹供給者および飲料水や暖房熱の供給者は、ミュンスター市が完全に所有しているミュンスター市施設局である。市の全供給網の運営者は、市施設局の 100 % 子会社ミュンスター市施設局ネット会社である。
GuD発電所ミュンスター・ハーフェンは、本市最大のエネルギー生産者である。ここでは、市施設局の電力の 50 % が発電され、ミュンスターに供給されている。同時に、セントラルヒーティングに必要な熱の約 20 % が発生する。市議会の脱原子力発電決議に伴い、市施設局は、2020年頃までは電力需要を完全に賄うのに十分な発電を行うよう計画を立案した。
市施設局は、必要な飲料水の約 2/3 をミュンスターの4つの給水施設ホーエ・ヴァルト、フェンハイデ、ホルンハイデ・ハスケナウ、キンダーハウスから採取している、残りはハルテルン給水施設から得ている。

### 交通

#### 鉄道
ミュンスター中央駅は鉄道旅客交通の中規模な乗り換え地点である。この街は、ハンブルク - ブレーメン - オスナブリュック - ミュンスター - リューネン - ドルトムント線と、エッセン - デュースブルク - デュッセルドルフまたはハーゲン - ヴッパータールを経由してケルンに至る路線沿いに位置している。さらにライネ - エムデン、ハム、およびヴァネ＝アイケル中央駅 - エッセン/オーバーハウゼンへの本線がある。支線は、エンスヘデ、コースフェルト（バウムベルゲ鉄道）、レーダ（- ビーレフェルト）行きがある。地域鉄道網の重大な欠陥は、隣接する上級中心都市ビーレフェルトへの直接接続が遅いことや、ミュンスター - リューネン間が単線であることによるハンブルク - ドルトムント本線の機能低下にある。かつての予告に反して、こうした欠陥の解消は中期的な見通しが立っていない状態にある。極めて老朽化した状態にあった中央駅は、2010年から2013年までの間に、さしあたりプラットホームが改修された。駅舎の改築は2015年から、1960年代に建設された駅舎を完全に取り壊すことから始まった。新駅舎は、何度か延期になった後、2017年6月に完成する予定である。

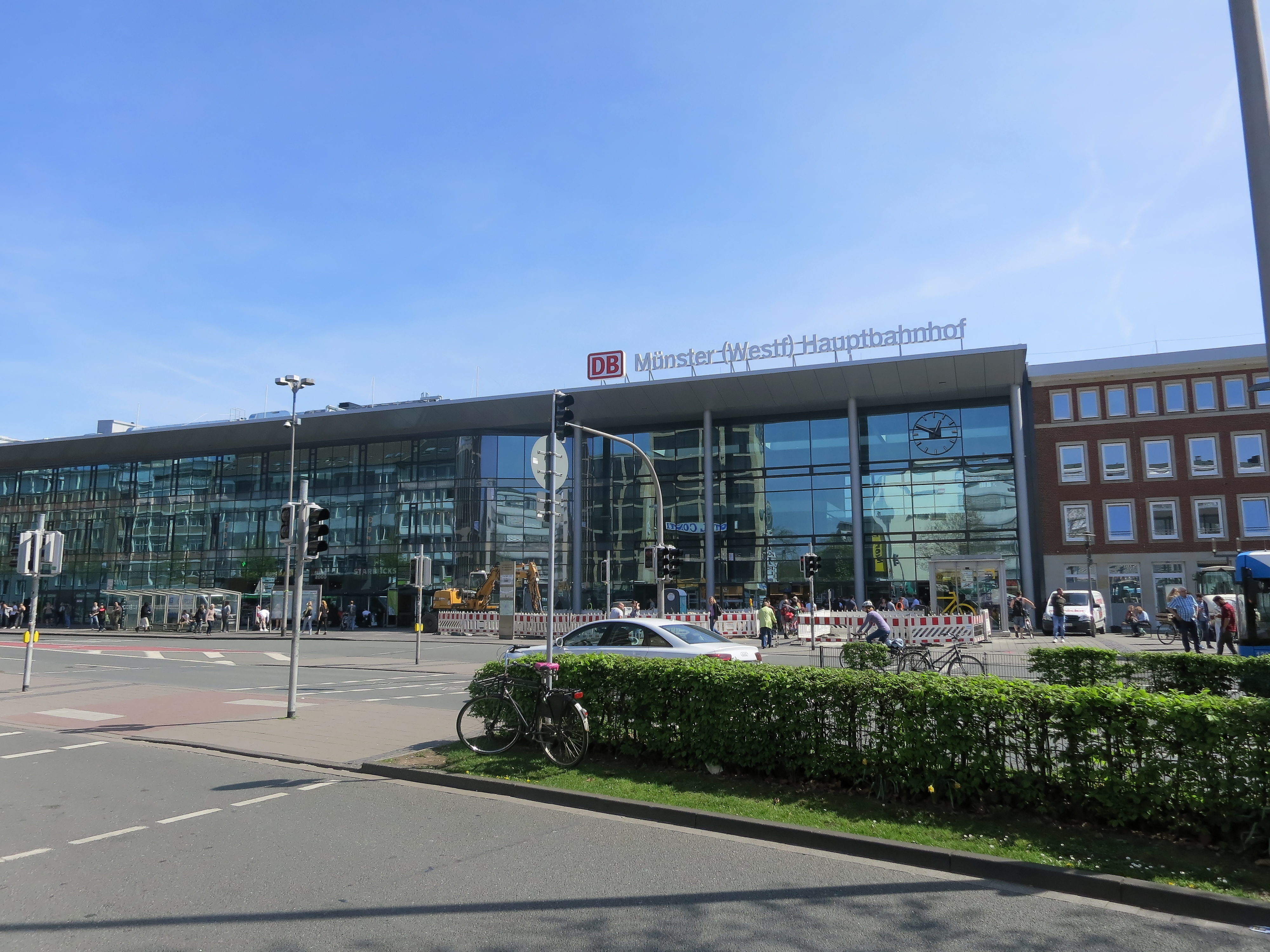
ミュンスター中央駅（2018年）

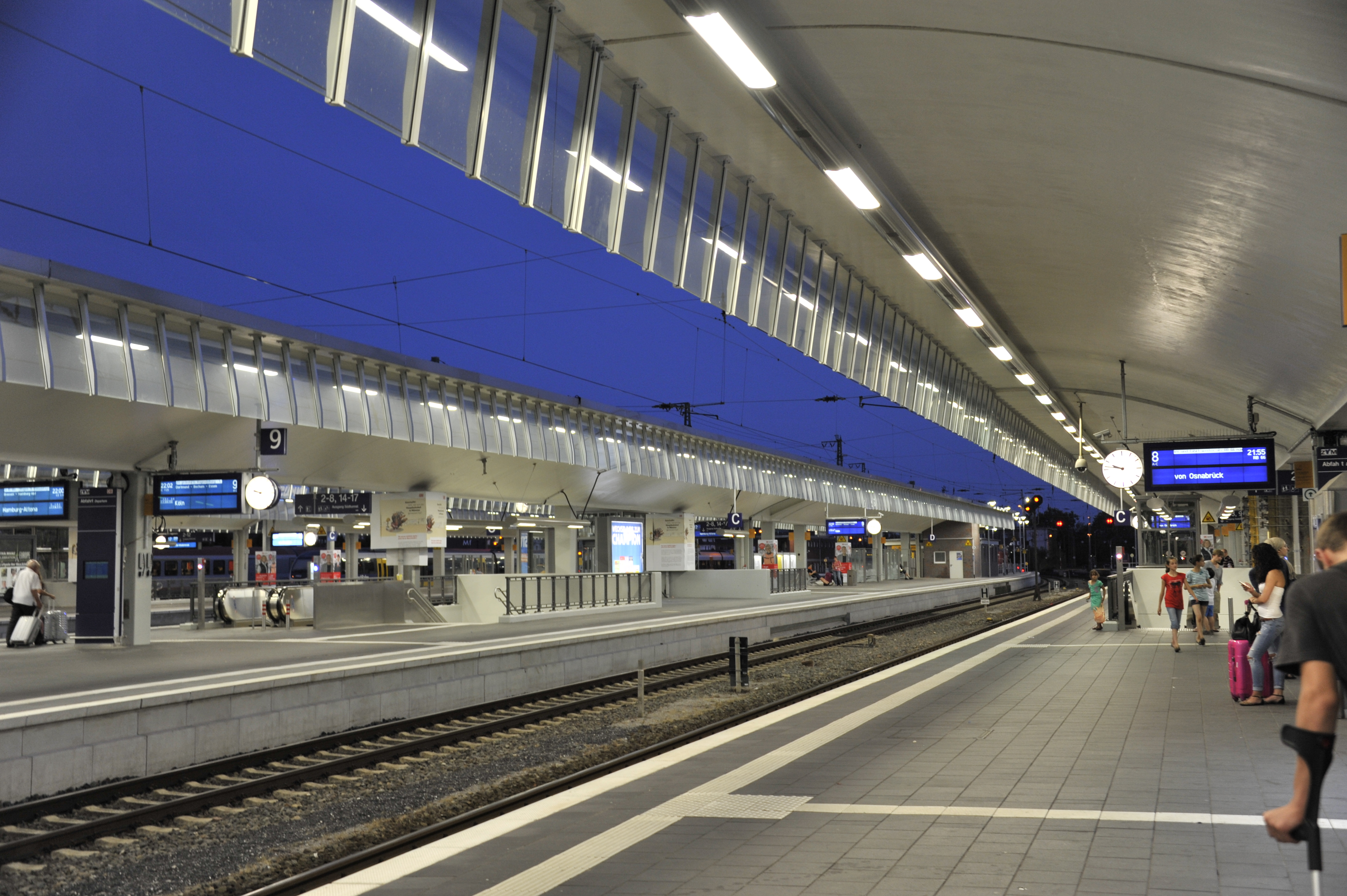
改修後のミュンスター駅プラットホーム（2013年）

同規模の他の都市と異なり、建物が密集した市街地には中央駅の他に駅がなく、周辺集落にヘーガー、シュプラーケル、ヒルトルプ、アーメルスビューレン、アルバハテン、ロクセルに駅があるだけである。例外は、1995年からサービス業者地区に新設されたツェントルム・ノルト駅である。市やドイツ鉄道の側からは、ミュンスター - エッセン本線にあり、廃止されたメクレンベック駅を再開するよう決議がなされた。この駅を新設するためには同時に新しい信号所の建設が必要となるため使用開始は2018年以降になる。
列車の待避駅は、ミュンスター中央駅の旅客駅とつながっている。需要の増大と交通網の改善のためにミュンスター・ツェントルム＝ノルト駅の重要性が増した。このため、サブプラットホームの増築と追加路線の移転を伴う中間プラットホームの建設が行われている。この工事は2015年に開始され、20か月後に完成予定である。
中央駅の南側にあった貨物駅は、積み替え駅としては1994年に廃止され、ミュンスターにおける工業の僅少化や衰退および道路輸送への移行により地域交通の顧客が1社だけとなった。このため、「2010年土地利用計画」により線路が撤去された。他の同規模の街と異なりミュンスターには操車場がない。1920年代初めのハイパーインフレーションの結果、それ以前に存在していた計画が1924年に棄却されたためである。ミュンスターを通る貨物交通の大部分が北海の港からルール地方に至る通過列車であり、さらなる合理化策としてこれをミンデン経由の路線に移すことが検討されている。これに関連して、1930年代に開通したが、不完全なままで修理が必要となっていた市の東部と南部を通る貨物バイパス路線が廃止された。ヴェストファーレン地方鉄道 (WLE) が運営するノイベックム行き（- ベックム - リップシュタット - ヴァールシュタイン）の路線は、1975年から貨物専用線となった。この貨物専用線は、ミュンスターでは旅客交通とは対照的に、その重要性をほとんど失っている。WLE の路線を利用して、2020年にゼンデンホルストまで旅客運行を再開する案が繰り返し検討されている。老朽化した路線を近代的なSバーン風の運営に改変することは、これまで財政上の理由から却下されている。
- ヘーガー駅
- シュプラーケル駅
- ヒルトルプ駅
- アーメルスビューレン駅
- アルバハテン駅
- ミュンスター・ツェントルム＝ノルト駅

#### 自転車

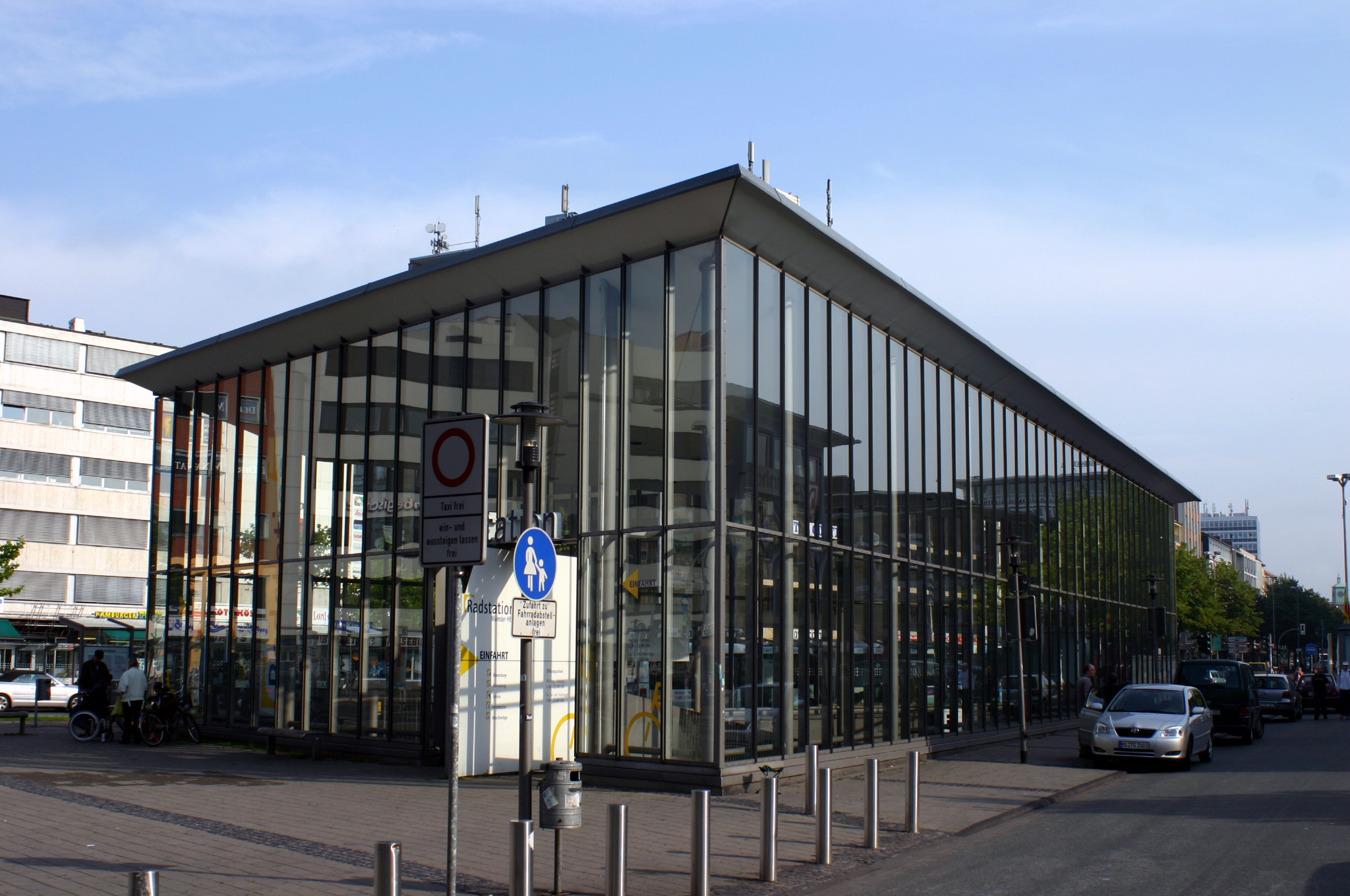
ラートシュタツィオーン

自転車は、内市街の交通手段として特別重要である。2016年12月31日現在約 471 km の自転車道・自転車レーン（ほとんどが主要道およびバイパス道路沿い）が整備されており、駅前には自転車洗浄機を備えた駐輪場ミュンスター自転車ステーションがある。一日約130万台の交通車輌の内、約 40 % が自転車である。これは同規模の都市の約3倍に達する数値で、ドイツのすべての大都市の中で最も自転車交通比率の高い都市である（オルデンブルク (オルデンブルク)、ボホルト、グライフスヴァルトといった小都市では、住民の交通手段の 50 % 近くが自転車という場合がある）。自転車交通が多いのは特にプロムナーデである。
ミュンスターは、ADFC（全ドイツ自転車クラブ）や ADAC（全ドイツ自動車クラブ）から何度も「ドイツで最も自転車に友好的な都市」の称号を得ている。こうした名声を承けて、自分たちの街を自転車に友好的な姿にしようとする都市プランナーがしばしばミュンスターを訪れる。たとえば、フィレンツェ、クリスチャンサン、リッチフィールドなどからである。
ミュンスターはさらに、ドイツ語圏で最も自転車泥棒の多い街でもある。
ミュンスターは、フランスのカレーからベルリンを経由してロシアのサンクト・ペテルブルクに至る欧州自転車道 R1号線に面している。市内では、ホルストマーラー・ラントヴェークからヴィルヘルム通り、プロメナーデ、ヴァーレンドルファー通り、ツーム・グーテン・ヒルテンを経由してプライスターミューレへ抜ける。
この他にもヨーロッパレベルの広域自転車道が市内を通っている: D-ネット＝ルートの一部であるフレンスブルクからアーヘンまで約 1,065 km のピルガールート (D7) 。これはユーロヴェロ・ピルガールートのドイツ部分である (EV3)。ドルトムント＝エムス運河ルートは全長 350 km で、エムス川および運河沿いのほとんど登り勾配なくルール地方と北海沿岸とを結んでいる。フリーデンスルートは北に隣接するオスナブリュックに至る。ドイツ全土で有名な100城ルートは、観光の面で興味深い。ドイツ・サッカールート NRW はノルトライン＝ヴェストファーレンのサッカーをテーマにした全長 850 km の体験自転車道である。

#### 公共旅客交通
1954年の路面電車廃止、1968年のトロリーバス運行停止以後、ミュンスター市施設局によって運営されている公共旅客交通は、乗合バスだけである。ミュンスターは、市内鉄道交通網を持たない最大の都市である。本市ではレギオナルバーンの駅（周辺には、ミュンスター・ツェントルム・ノルトと市区部の駅がある）が利用できるだけである。バス交通は、信号式優先路線や分離されたバスレーンによって優先通行がなされている。本市は、ミュンスターラント交通協会に属している。
ミュンスターにおける高い自転車利用率は、同規模の他の都市に比べて公共交通機関に対する需要が高くないことに結びついている。しかしながら、市の交通政策によって、地域を超えて重要な商業都市として、またミュンスターで働く通勤者のために十分な駐車施設を設ける必要がある。買い物客や通勤客にとっては自動車での乗り入れが便利である。このため、ここでは環境問題の優先性をなおざりにして、個人の自動車交通が拡大している。ドイツやその他の国の同規模の都市で導入あるいは運用されているように、ミュンスターの市内交通に鉄道網を再び採用する予定はない。急速に発展したギーフェンベック市区は鉄道路線沿いではなく、道路が通じているだけである。

#### 道路

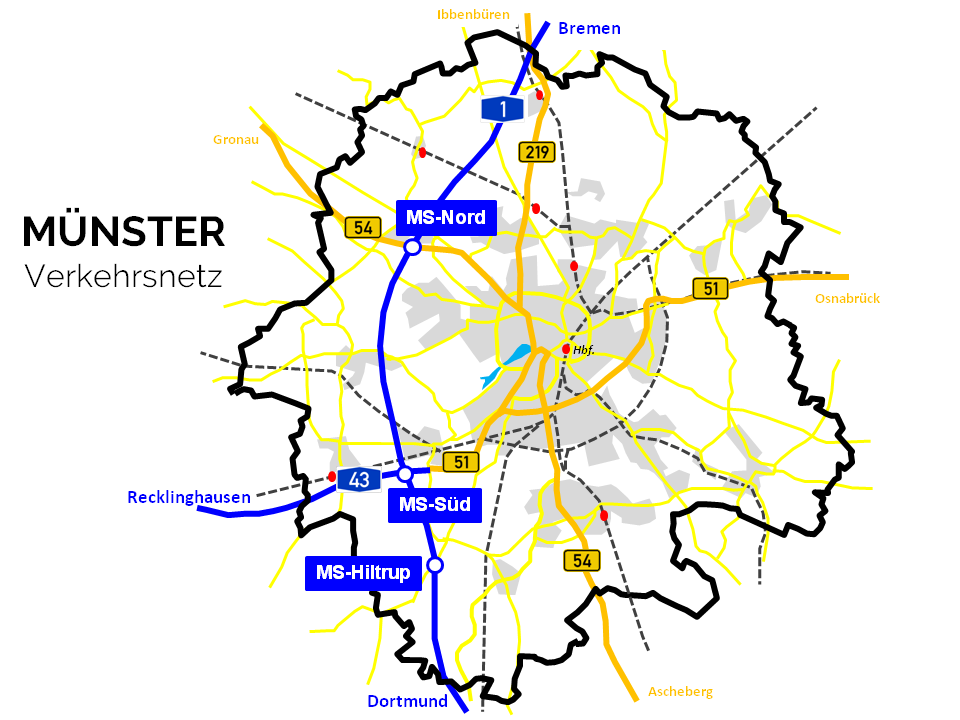
ミュンスター市の主要道路

1965年から重要な広域道路である連邦アウトバーン A1号線がミュンスター市内を北から南に貫いている。ここでは「ハンザ線」と呼ばれる道路は、緩やかな弧を描いて市の西部を通っており、ニーンベルゲ市区とロクセル地区を他の市域から分離している。A1号線からミュンスター中心街へは、ミュンスター北ジャンクション、ミュンスター南ジャンクション、およびハンザ＝ビジネスパーク工業・産業地区近くのミュンスター＝ヒルトルプ/アーメルスビューレン・インターチェンジを利用して往来できる。ハンザ線は6車線拡張工事が行われ、2014年10月に開通した。
1981年から、A43号線のインターチェンジが設けられた。このアウトバーンは、ヴッパータールからボーフムやレックリングハウゼンを経由して、ミュンスター南ジャンクションで A1号線と交差し、ここから数 km で連邦道 B219号線および B51号線に移行する。
B219号線はグレーヴェンやイッベンビューレンを通って北に向かうが、B51号線はミュンスターを迂回するバイパス道路として北東方向に弧を描きながら、ゲオルクスマリーエンヒュッテ、オスナブリュック、ディープホルツを経由してブレーメンに至る。さらに第3の上級道路が南東方向に向かって市内を横切る連邦道 B54号線である。この道路はミュンスター北ジャンクションでアウトバーン A1号線と交差し、歴史的旧市街付近では B219号線と一体化するが、その後ルドゲリ広場やハンマー通りをドルトムント方面に向かい、さらにヴィースバーデン方面に伸びている。
これらの上級道路の他に、道路交通の主要軸が存在している。ミュンスターラントの上級中心都市として、また旧州都として、ミュンスターには多くの重要な進入路が放射状に配置されている。上述の連邦道の他に、シフファールター・ダム、ヴォルベッカー通り、アルバースローアー・ヴェーク、ヴェーゼラー通りなどがある。内市街の主要な交通路は2本の環状道路に拠っている。内側の環状道路は歴史的旧市街を囲んでいる。北はミュンツ通り、西はシュロスプラッツおよびアム・シュタットグラーベンの通りがプロメナーデ・リングの内側を通っている。東と南はプロメナーデ・リングのすぐ外側を通っている。ミュンスター市民にしばしば単に「リング」と呼ばれる外側の環状道路は、内側の環状道路から約 1 km 離れた場所を通っている。この環状道路は完全な環状に閉じておらず、南側のヴェーゼラー通りと中央駅との間を欠いているため、この間は内側の環状道路やルドゲリ広場を通る。

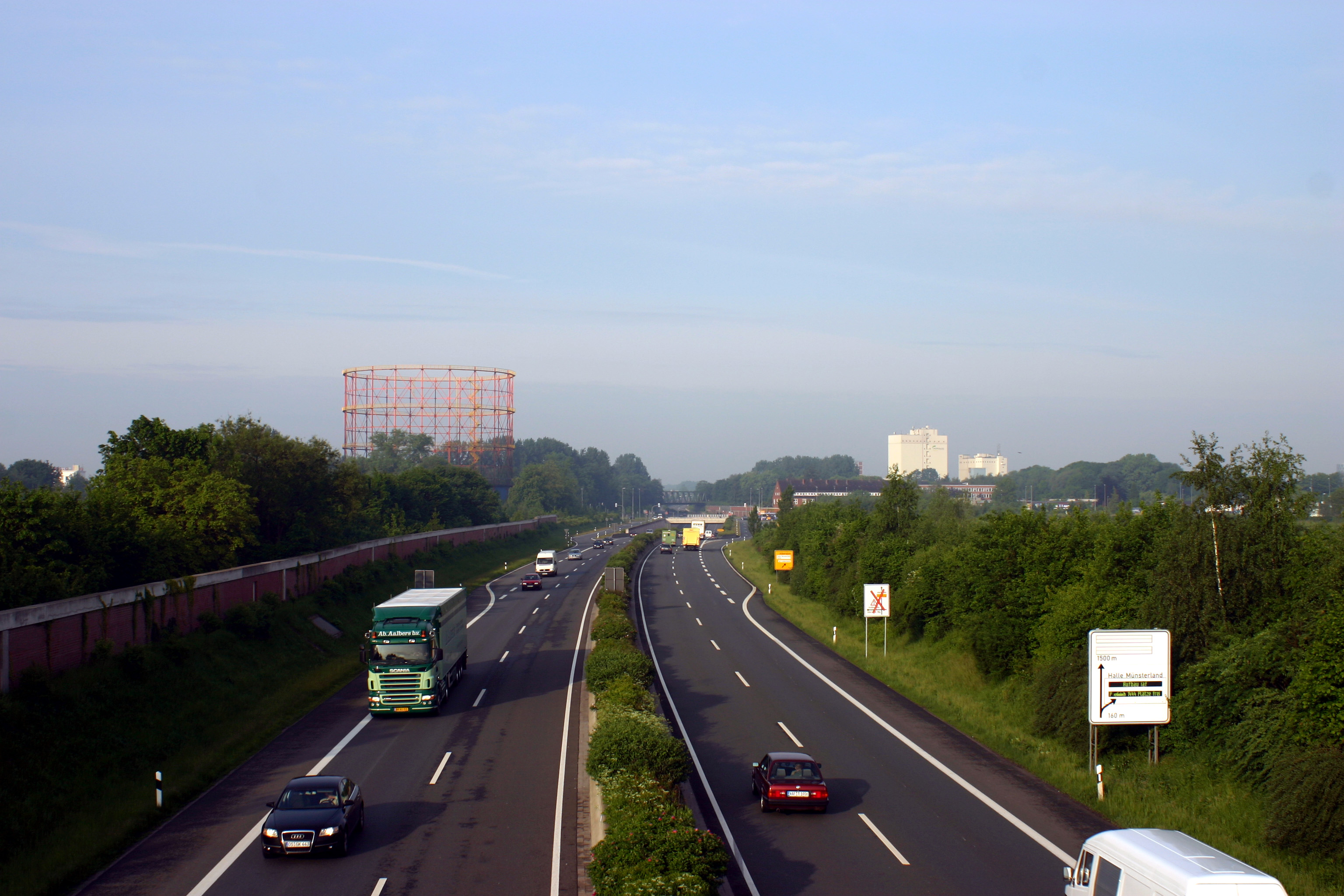
連邦道 B51号線、アルバースローアーヴェークとの合流点付近

この2本の環状道路に加えて、さらにその外側に第3の環状道路を建設する計画が立てられた。慣用的に「バイパス道路」と呼ばれる B51号線は、その一部であり、従って南と東は、この道路がヴァーレンドルファー通りに合流する地点までがすでに完成している。北方面、コールデ近郊ドルトムント＝エムス運河の堰の高台でシフファールター・ダムまでの延伸はすでに認可されており、必要な準備作業が一部ですでに始められている。これに関連して、それまでアルバースローアー・ヴェークの高台から1車線であった道路が、2016年以降2車線に拡幅された。さらに残されたシュタインフルター通りまでの北側と西に接するアウトバーン1号線までの建設について検討が行われている。
市街中心部の微細粉塵負荷が高いことからミュンスター行政管区により有害物質排出量の抑制を目標とする空気清浄化プランが策定された。これに伴い、2010年1月1日からミュンスターに環境ゾーンが設けられ、微細粉塵グループ3および4に分類される乗り物だけが通行できることとなった。環境ゾーンは、北のミュンツ通りおよびブロイルから、南のモルトケ通りおよびハーフェン通りまでとされた。東西方向は、バーンホーフ通りおよびアイゼンバーン通りからシュロスプラッツおよびアム・シュタットグラーベンまで、さらに指定された通りにまで広がっている。環境ゾーンは、プロメナーデリングの内側ほぼ全域を含むことになった。

#### 歩行者
プロメナーデリング内側の内市街には、歩行者に高い優先度が与えられている。特に、かつての市場通りであるプリンツィパルマルクト、ロッゲンマルク、ザルツ通り、ルドゲリ通りで顕著である。ここでは、一部の定められた条件に合致する車両だけが通行可能である。たとえば、タクシー、路線バス、納入配達車輌などである。内市街の主要ショッピング街はほぼ歩行者によって占められている。この他の、個人車両の通行が許されている市街中心部の道路の多くは、一方通行や右左折の制限などの特別な規則がある。さらに歩行者のための横断補助手段があるなど、道路の主眼は歩行者に向けられている。

#### 航空交通

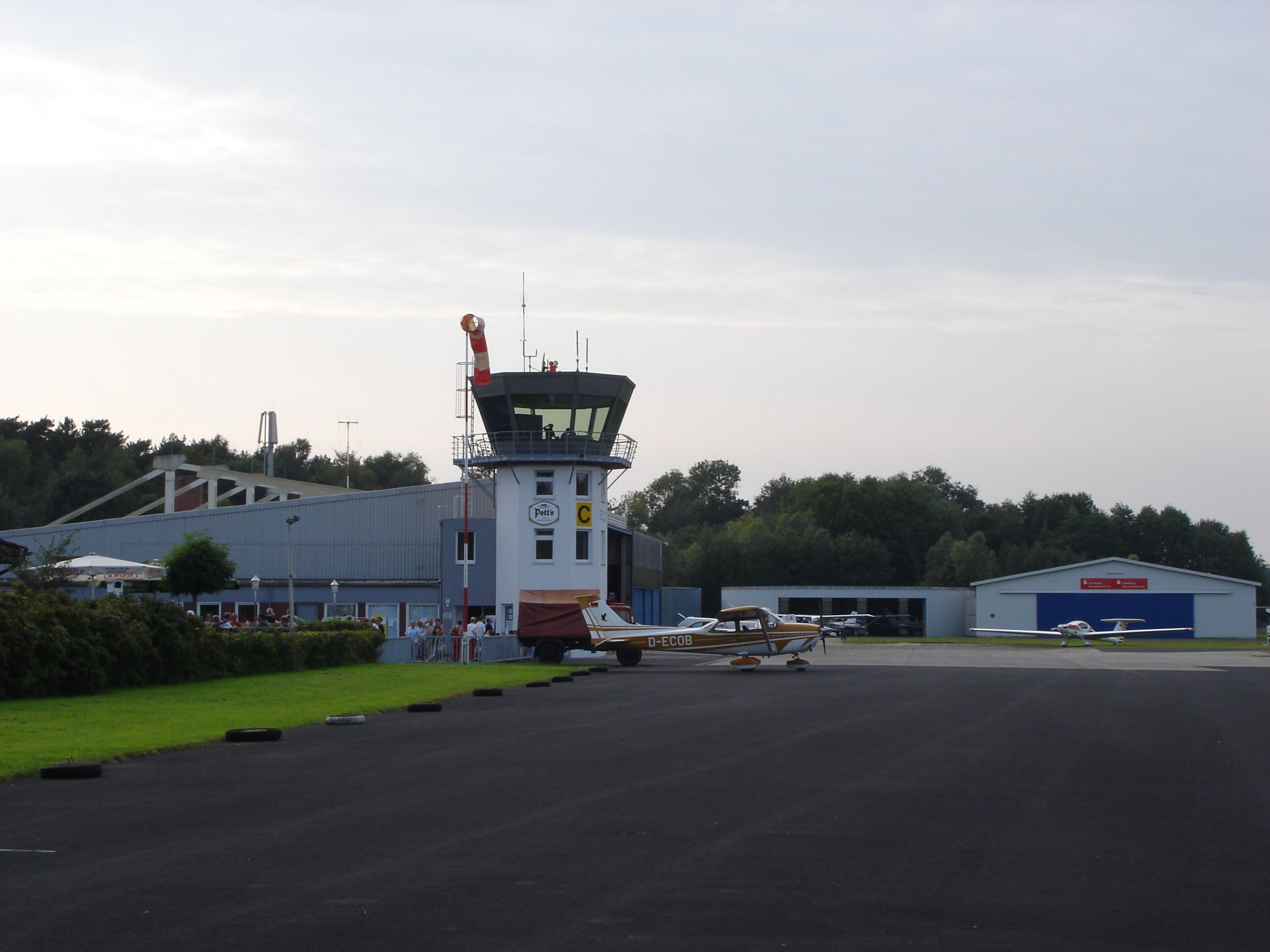
ミュンスター＝テルクテ飛行場

隣接するグレーヴェン市にミュンスター/オスナブリュック国際空港がある。この空港からは、ドイツ国内およびいくつかのヨーロッパの国々への路線便の他に、様々なリゾート地へのチャーター便が存在している。2015年、約822,000人の利用客があった。
もう一つの飛行場が、ミュンスター＝ヴォルベック市区の北東、テルクテ市の市域内にある、交通飛行場に分類されるミュンスター＝テルクテ飛行場である。個人および企業の通常の飛行の他、ミュンスターの3つの航空クラブがここを拠点にしている。

#### 船舶

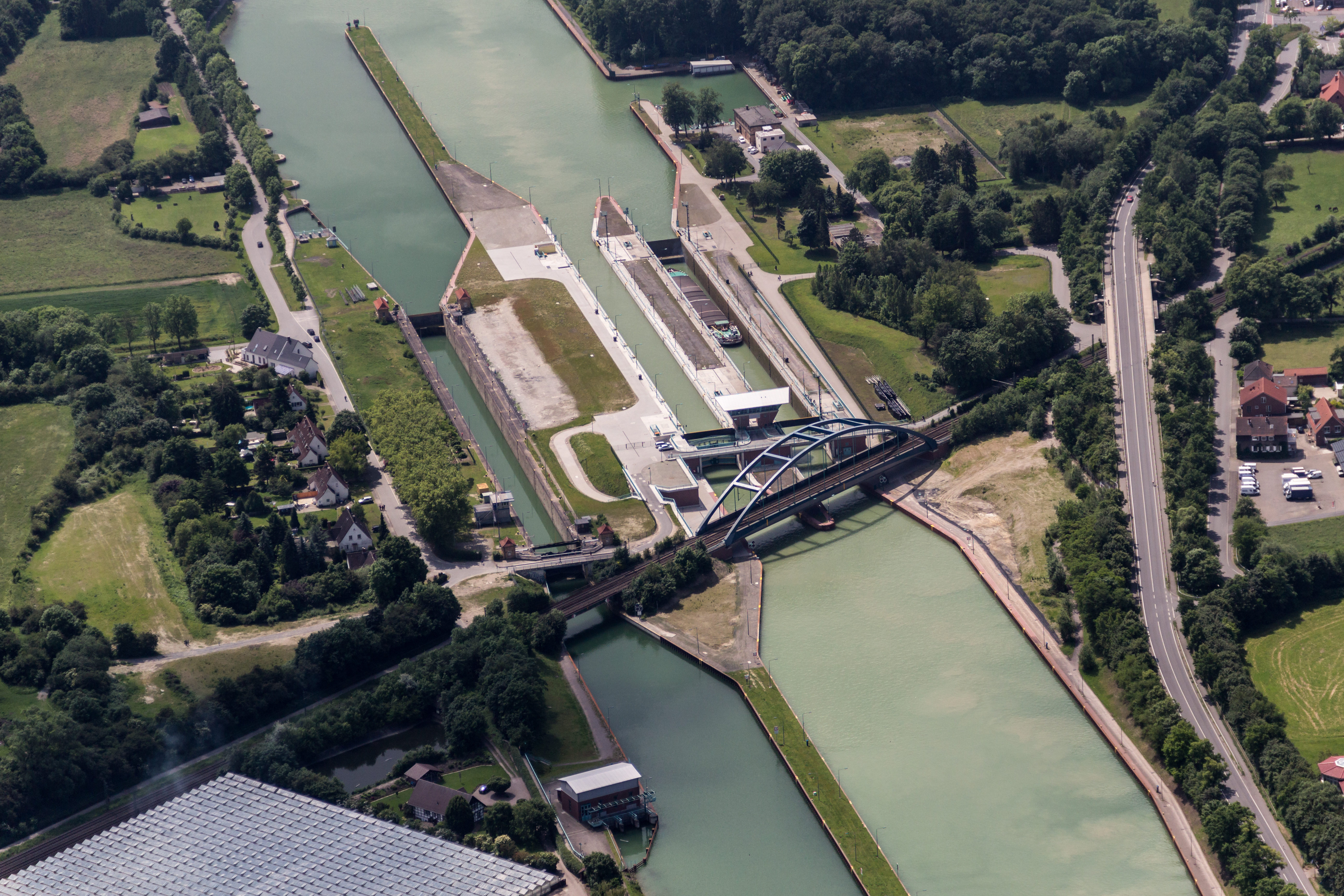
ドルトムント＝エムス運河の堰

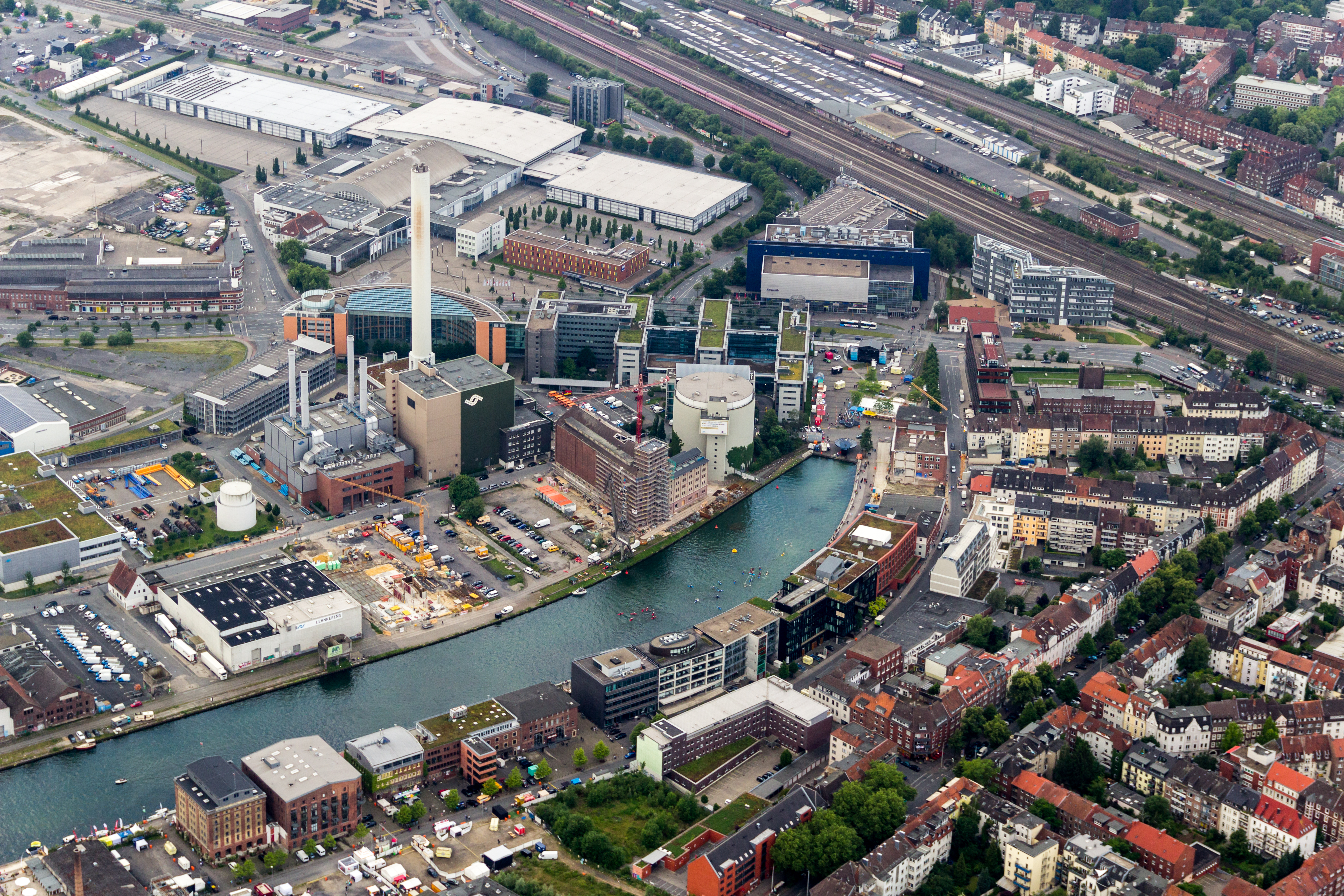
ミュンスター港。画面右下が北、左上が南である

ミュンスターでは、1724年にすでに運河の建設が始まっていた。このミュンステルシャー運河と呼ばれる運河は、オランダの運河網に接続し、北海に達するはずであった。しかしこの運河は、クレメンスハーフェン（ノイエンキルヒェン）まで、後にマックスハーフェン（ヴェットリンゲン）までしか建設されず、1840年まで使われていた。その以降は技術的埋蔵文化財として保護されており、マックス＝クレメンス運河と呼ばれている。
北海の港エムデンと大規模な内陸港ドルトムントとを結ぶドルトムント＝エムス運河 (DEK) がミュンスターを通っている。この運河は、長さ 26 km にわたって市内を通っている。この運河は貨物輸送用であり、旅客交通は観光船を除き航行できない。
市の北端、DEKの里程 71.495 km 地点に堰がある。この施設の高低差は 6.2 m である。この施設は3つの閘室で構成されている。2004年から2014年にかけて 1億4000万ユーロをかけて新しく造り直された。古い閘室 I（1898年建造）と II（1913年建造）は、高性能モデルに交換された。閘室 III は1926年から運用を続けている。
2016年には、荷物を載積した貨物船11,986隻、載積しない貨物船2,887隻がミュンスターの堰を通過した。上りと下りの船舶数はほぼバランスが取れている。
ミュンスターの内陸港は重要性が低下し、その大部分が閉鎖されている。2010年に寄港した貨物を積載した貨物船は 71隻だけであった。1990年の 662隻から約 90 % も減少したことになる。かつて港にあった企業の土地や建物は新たな用途に転用されている。芸術家が住み着き新たな価値が付与されて、急速に増加する飲食店によりレジャー地区が形成された。早くに大部分が閉鎖された港の北側のクレティーフ埠頭でこうした転換がなされたのに対して、南部はまだ工業が主体である。その間にある港自体は、マリーナに改築されることになった。
アー湖では「ゾラーリス」という船を使ってアルヴェッター動物園への路線運行がなされている。

### メディア

#### 新聞
ミュンスターでは2つの日刊紙「ヴェストフェリシェ・ナハリヒテン」(WN)と「ミュンステルシェ・ツァイトゥング」(MZ) が刊行されている。連邦カルテル庁に認可された発展的統合により、ミュンステルシェ・アッシェンドルフ出版（ヴェストフェリシェ・ナハリヒテン）は、2014年後半にミュンステルシェ・ツァイトゥングをドルトムントのメディエンハウス・レンジングから引き継いだ。11月15日付けのMZ が元の編集チームが制作した最後の号であった。これ以後、一般面はメディエンハウス・レンジングが、ローカルニュースは WN編集局が作成している。
この他に、ミュンスターではフリーペーパーが2紙配布されている。「カウフェン・ウント・シュパーレン」ミュンスター版は119,000部、「ハロー・ミュンスターラント」（2006年から）ミュンスター版は133,000部が発行されている。紙の中心部では1993年から、やはり無料の日曜週刊紙「MS - ミュンスター＝アム＝ゾンターク」が刊行されている。
2014年からアッシェンドルフ企業グループが「ディー・ヴィルトシャフト・ミュンスター|ミュンスターラント」というタイトルの経済紙を刊行している。この製品は、ミュンスターおよびミュンスターラントに含まれるボルケン郡、シュタインフルト郡、ヴァーレンドルフ郡、コースフェルト郡の地域経済のトップや企業向けに作成されている。

#### 雑誌、タウン誌
上記の新聞の他に週刊のイベントカレンダー2誌「ナ・ダン...」「ヴォーヒェンシャウ」、隔週刊のタウンマガジン「ウルティモ」、発行部数の高い無料月刊誌「GIG」、月刊のストリート新聞「ドラウセン!」、月刊の失業者救済誌「シュペレ」、隔月に無料で出版される地方インタビューマガジン「シュタットゲフリュスター・ミュンスター」、地方文化新聞「ヴェストファーレンシュピーゲル」全国的なもう一つの月刊紙「グラスヴルツェルレヴォルツィオーン」、ドイツ全国で刊行される月刊誌「ジャズテーティク」がある。無料の「ミュンスター・カウフト・アイン」と「ミュンスター・ゲート・アウス」は、1年に4回交互に刊行される。2012年3月から1年に11回「ミュンスター＝マガツィーン」が刊行されている。これはかつて写真誌のジャーナリストだったクリストフ・ヴュルナー編集しており、アカデミックな背景を持つ読者や、25歳以上の高学歴者に配布されている。

#### テレビ
西部ドイツ放送 (WDR) は、ミュンスター東部でローカルスタジオを運営している。ここでは、WDRテレビのために平日のローカルニュース番組「ロカールツァイト・ミュンスターラント」などが制作されている。
WDR は2002年からミュンスターを舞台とした主任警部フランクティールと法医学者カール＝フリードリヒ・ベルネによる「犯行現場」シリーズを放送した。このテレビドラマシリーズはドイツ最高視聴率を記録した。アクセル・プラールとヤン・ヨーゼフ・リーファースが主役を演じた。ZDFは、1995年から放送した犯罪シリーズ「ヴィルスベルク」を制作した。レオナルト・ランジンクがタイトルロールの私立探偵を演じた。
この他にも多くの映画やテレビシリーズがミュンスターおよびミュンスターラントで撮影された
2008年12月31日まで、ケーブルテレビで放送を行う小さな専門放送局「オフェナー・カナル・ミュンスター」（OK-ミュンスター/TV-ミュンスター）があった。ノルトライン＝ヴェストファーレン州メディア施設局による資金援助の変更により、ケーブルテレビを介しての放送業務が終了した。2009年1月1日からインターネットプラットホームで「オープン．ウェブ．tv」の放送が行われている。このプログラム自体はビュルガーハウス・ベノハウスで制作されている。
2004年5月3日からローカル放送局「wm.tv」がボホルト放送センターから放送を行っている。この放送局は後に「センター．tv ミュンスター」と改名した。2014年5月31日にこの放送局は整理解散し、業務を停止した。同時に州メディア施設局により放送免許が失効された。

#### ラジオ
WDR は5つの専門放送を市内全域に向けて放送している。WDR のミュンスター・ローカルスタジオでは、WDR 2 (94.1 MHz) のためのミュンスター向けのローカルニュース番組（ナハリヒテン・アウス・デム・ミュンスター）が制作されている。
民営ラジオ放送局「アンテネ・ミュンスター」も同じくミュンスターにある。この放送局は、ローカルラジオ・ミュンスター運営会社 mbH によって経営されており、ラジオ NRW の地域プログラムをローカルオプション外に放送している。市内では超短波 95.4 MHz で放送を行っており、ケーブル周波数は 91.2 MHz である。
ミュンスターの第3の放送局が、ミュンスター大学放送 e.V. が運営する大学ラジオ「ラジオ Q」で、市内では超短波 90.9 MHz、ケーブル周波数 105.3 MHz で放送している。
ミュンスターには、ノルトライン＝ヴェストファーレン州メディア施設局が認可したラジオ制作局がさらに4つある。市民グループが運営するビュルガーフンクは、「アンテネ・ミュンスター」を介して放送されている。このラジオ制作局はメディアフォーラム・ミュンスター e.V.、ミュンスター市民大学、オフェーネン・ビュルガーカナール・ミュンスター e.V.、カトリックのアカデミー・フランツ＝ヒッツェ＝ハウスによって運営されている。

#### 出版
新聞出版者の他に、ミュンスターには伝統的な書籍出版者がある。たとえば、神学、地域史、文化史に重点を置くアッシェンドルフ出版、専門書のクレム & エルシュレーガー、児童書のコッペンラート、ローカルなアルダイ出版、国際経済の OWC-出版、社会学および精神科学書籍専門のリット出版などである。

### 観光業
ミュンスターには、年間約 1950万人日の客が訪れる。およそ 626,000人の客がミュンスターに宿泊し、その平均宿泊数は2.1泊である。市内には約 80軒の宿泊業者があり、約 7,800人が宿泊可能である。主要な観光地は、博物館・美術館、教会、歴史的旧市街である。
ミュンスターはショッピングの街として、特に日帰り客に人気である。ユーロシティーフェスト、クリスマスマーケット、歳の市「ゼント」、8月末に開催されるアー湖畔のバルーンフェスティバル「モンゴルフィアーデ」といった定期的な祭典には、ルール地方、ニーダーザクセン西部、オランダからも観光客が訪れる。こうした大きなイベントでの通報を改善するためにオランダの警官もミュンスターに配置される。2011年に観光業は年間約 8億5000万ユーロをミュンスターにもたらしている。
ミュンスター市は、シュタットルーペ・ミュンスター e.V. を介していくつかのツアーを提供している。たとえば、旧市街ツアーや「アークテクツアー」（建築物ツアー）などである。この他にもシュタットライゼン・ミュンスター協会が組織したツアーもある。この協会はこれらのツアーで、街やその周辺地域を「読み解く」手伝いをしている。2007年6月1日から、ミュンスター市内循環スペシャルバスが市の見所を見学する機会を提供している。夏季期間中、1時間間隔で、旧市街を通る約 50分のツアーが催行されている。
LivCom賞の受賞後、ミュンスターは「世界で最も生活する価値のある街」をモットーに広告を行っている。「ミュンスターは世界で最も生活する価値のある街」という言葉と都市生活のシーンをあしらったチラシが配布されている。ミュンスターの各世帯に2枚ずつ市の広告を印刷したポストカードが送られる。市は2005年からイメージ・キャンペーン「ミュンスターの秘密」を開始した。2009年にはアーゼー＝パークが「ヨーロッパの美しい公園」に選ばれた。それ以前2008年にこの公園はすでに、「ドイツの最も美しい公園」の1つに選ばれている。

### 称号と賞

#### 花の協約
2006年8月8日にマインツで開催された連邦レベルのコンテストである「ドイツ花のまちコンクール」でミュンスターは、連邦中の14都市を相手に金メダルを獲得し、ヨーロッパレベルのコンテスト「ヨーロッパ花のまちコンクール2007」に出場した。選出された勝因は、1770年から市の中心部を囲むプロメナーデとミュンスター市民の協力による市の緑地の変わらない姿であった。このコンテストの2007年ヨーロッパ大会で唯一のドイツ都市となったこの街は他の11か国の都市と競い、2007年9月21日にイギリスのハロゲイトで授賞式が行われた。

#### ヨーロッパ活動の自治体
ミュンスターは、2014年に「ノルトライン＝ヴェストファーレン州のヨーロッパ活動の自治体」コンクールで、「組織化」部門の特別賞を受賞した。ノルトライン＝ヴェストファーレン州政府は、たとえば欧州業務の拡充などの都市行政のアクションプランを評価した。この中で、多彩な欧州活動のコーディネイトや活動間の調整が注目された。

#### ヨーロピアン・エナジー賞金賞
2005年11月3日、ミュンスターはドイツの大都市で初めて「ヨーロピアン・エナジー賞金賞」を受賞した。これは金の認定書がヨーロピアン・エナジー賞　(EEA) フォーラムから、エネルギー倹約のための質的管理や認定制度の導入に成功したヨーロッパの都市や町村に授与されるものである。

#### 自転車にフレンドリーな街
環境および自然保護同盟と、ドイツ自転車クラブ (ADFC) は、1998年から「ファールラートクリーマテスト」（Fahrradklimatest; 自転車環境テスト）と呼ばれるアンケート調査を行っている。このアンケート調査により、この街はドイツで最も自転車フレンドリーな街に選ばれた。その後2001年、2003年、2005年に続き、2012年、2014年、2016年にも、人口20万人以上の都市部門でこの称号を獲得した。

#### LivCom賞
ミュンスターはこの変わった名称の賞を2004年末に受賞した。2004年ナイアガラフォールズでのLivCom賞の最終選考に残っていたミュンスター（ドイツの大都市で唯一）は、人口20万人から75万人部門で優勝した。LivCom賞は国際連合環境計画 (UNEP) と造園局指導者国際協会 (IFPRA) とによって運営されている。ミュンスターは金メダルを獲得し、これにより「世界で最も生活する価値のある街」というモットー掲げることが許された。

#### マスタープラン＝コムーネ 100% 天候保全
2016年7月中旬にミュンスターは、その天候保全活動と目標に対して、連邦環境大臣から「マスタープラン＝コムーネ」の称号を授与された。今後の発展に対して市は2020年まで大規模な奨励策を有している。目標は、2050年までに温室効果ガス排出量を少なくとも1990年の95 % まで削減し、末端でのエネルギー消費量を半減させることである。

#### パピールアトラス
連邦レベルのコンテスト「パピールアトラス 2013」でミュンスター市は、90の参加都市中 3位を受賞した。優れていた点は、再生紙を利用したヴェストファーレン大都市圏の持続可能な紙の調達が天候保全コンセプトの一部として二酸化炭素、水、エネルギーを節減につながる点であった。パピールアトラス＝都市コンテストは2008年にプロ・リサイクリングペーパーの主導下、連邦環境省およびドイツ都市会議の後援で発足した。この他に、ドイツ環境庁やドイツ市町村連合が協賛している。

#### 学術都市
8つの大学、49,000人の学生を擁するミュンスター市は、2012年6月4日にリューベック市庁舎でドイツ学術施設連合から「学術都市」の称号を授与された。この賞は、2004年から学術分野での奨励や、学問と経済や文化との連携に対して与えられている。

#### その他の称号
2004年にミュンスターは「子供ための心」団体から「ドイツで最も子供にフレンドリーな街」の称号を授けられた。また、「新社会学的市場経済と経済週間」団体は「改革に最も前向きなドイツの都市」のトップ10にミュンスターを選んだ。同じ年にミュンスターは、学校へのソーラー施設設置に対して「クライメイト・スター」（昇る星）を授与された。これは地域的な天候保全活動に対するヨーロッパレベルの称号である。
ADAC都市コンテスト「中心部および内市街への到達容易度」の「新たな施策、ビジョン、コンセプト」部門でミュンスターは2001年に1位を受賞した。ミュンスターは、1997年にはすでにドイツ環境援助団によって「ドイツの気候首都」に選ばれていた。2006年に改めてこの称号が授与された。
経済週間の「新社会学的市場経済」の活動で、ミュンスターは2011年と2012年に、ミュンヘンおよびシュトゥットガルトに次いで3位となった。
ミュンスターは「ドイツで最も静かな大都市」と称されている。しかしこれに反してミュンスターは、世界保健機関 (WHO) の格付けによれば、微細粉塵負荷が高い都市ワースト10の1つである。

## その他

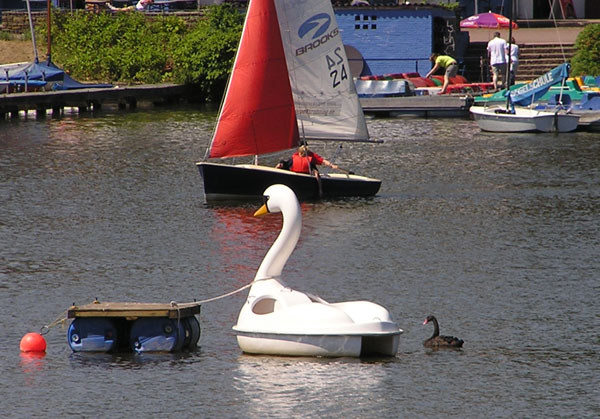
コクチョウの「ペトラ」とその「恋人」のスワンボート

2004年にヴェストファーレン・ヴィルヘルム大学で発見されたテンジクネズミの一種は、この街にちなんで Münstersches Meerschweinchen (英名: Muenster yellow-toothed cavy、学名: Galea monasteriensis）と名付けられた。アメリカ合衆国テキサス州のマンスターもこの街に由来する。
2006年に世界的に話題となったのが、大きな足漕式スワンボートに恋したコクチョウ「ペトラ」である。このコクチョウは夏の間中アーゼー湖の「近親種」のそばを離れなかったが、11月にはアルヴェッター動物園に移された。この時にこのコクチョウがメスであることが判明し、それまでつけられていた「ペーター」という名前は不適切であるため、「ペトラ」と改名された。「デア・シュピーゲル」や「シュテルン」といったドイツの雑誌だけでなく、アメリカ合衆国、日本、インド、アラブ世界からもテレビが取材に訪れた。ペトラは2009年の終わりに跡を濁すことなく突然立ち去り、2013年春に近隣のオスナブリュックで「新しい恋人」を見つけ、そこで暮らしている。

### 訳注
1. ↑  プリンツィパル (ドイツ語: Prinzipal) は、第一人者、盟主という意味を持つ
2. ↑  反乱者を処刑した後に遺体を容れたのであるから「檻」ではなく、単に「籠」と呼ぶという意味
3. ↑  キリスト教の祭壇前の装飾で、タペストリ、絵画、彫刻を含む
4. ↑  ドイツ語: Speckbrett, ミュンスターラントで愛好されているテニスに似たスポーツ
5. ↑  ドイツ語: Elternalarm、直訳すると「両親の驚き」、学生の両親に大学が開放される日
6. ↑  ドイツ語: Alternativ - Wissen erleben、直訳すると「もう一つの学問を体験する」
7. ↑  シャウラウム = ドイツ語: Schauraum は「ショールーム」を意味する。これに対して「シュラウラウム」 = ドイツ語: SCHLAUraum はスペルに L を1つ加えただけのシャレで、直訳すると「利口な空間」の意味になる